# Шахматы в живописи

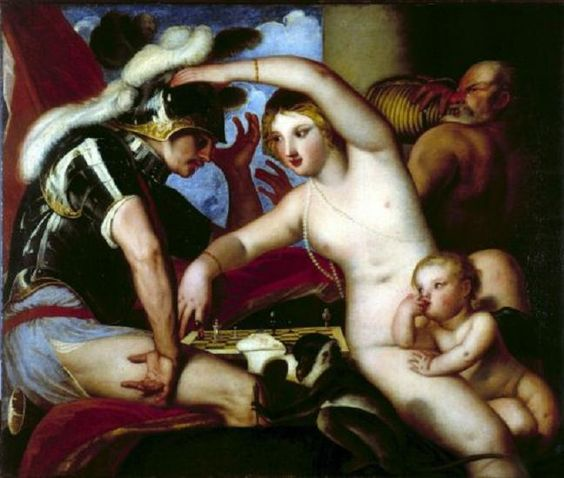
Падованино. Марс и Венера играют в шахматы, 1630—1640

Шахматы в живописи получили достаточно широкое отражение. Художники изображали не только партнёров за шахматной партией, но и отдельные элементы шахматного инвентаря. Этому способствовал целый ряд факторов. Сами шахматы рассматривались как настольная игра, как модель отношений между людьми, даже как модель общественной иерархии и социальных процессов. Шахматы были включены в символику представлений человека Средних веков и Нового времени. Достаточно рано начался процесс анализа шахматной партии с точки зрения красоты проведённой в ней комбинации и изящества стратегического замысла противников. 
Многие из живописцев, создававших картины с изображением этой игры, достаточно неплохо разбирались в них, а некоторые были профессиональными шахматистами и использовали свои живописные произведения для их пропаганды.
Произведения живописи отразили этапы истории шахмат: процесс изменения правил, уровень мастерства в игре, характерный для разных эпох, различные (уже забытые) варианты шахматной игры, процесс восприятия игры в шахматы обывателями. Изменение духовного мира людей влияло на проблематику и художественные особенности воплощения данной темы, включающей такие жанры, как натюрморт, портрет, бытовой жанр, историческая живопись… Другими факторами, которые воздействовали на развитие этой темы, были: локальные особенности, уровень востребованности игры в шахматы в обществе, официальная позиция государственной власти и церкви по отношению к шахматам.

## Историография проблемы
Изображение шахмат в живописи несколько раз становилось предметом анализа искусствоведов и историков шахмат. Альбом немецкого историка шахмат Герхарда Йостена «Schach auf Ölgemälden» («Шахматы в живописи»), созданный в соавторстве с доктором искусствоведения Евой-Кристиной Рашке, содержит все известные на тот момент (2006) изображения с начала XVI века до современности, относящиеся к шахматам (600 иллюстраций, из них 100 — большие и цветные), однако ставилась только проблема поиска и описания картин, ни одна из них не была ими проанализирована. Попытка анализа композиции подобных изображений была предпринята в книге Николаса Сфикаса «Ζωγραφικά έργα µε θέµα το Σκάκι από τον δέκατο πέµπτο έως τον εικοστό αιώνα» («Картины на шахматную тематику с XV до XX века»).
Исследование Патрисии Симонс посвящено проблеме роста самостоятельности и роли женщины в итальянском обществе эпохи Возрождения в соотношении с реформой шахмат этого времени и гендерными мотивами в изображении игры в шахматы этой эпохи. Этой же проблеме посвящена диссертация Регины О’Ши (но на примере Франции и за более широкий временной промежуток, включающий эпоху Средних веков) «Queening: Chess and Women in Medieval and Renaissance France» («Ферзь: Шахматы и женщины в средневековой и ренессансной Франции»). Источниками этого исследования служили и произведения живописи того времени.
Существует небольшая монография Лоренса Лейнджера с анализом данной темы в творчестве современного художника Самюэля Бака. В отдельных статьях рассматриваются конкретные картины шахматной тематики.
Картине Лукаса ван Лейдена «Игра в шахматы» (1508) в контексте изображения художником играющей женщины посвящены разделы докторской диссертации и изданной на её основе монографии Катарины Бюттнер «Das Motiv der „femina ludens“ im Werk von Lucas van Leyden: exemplarische Analysen» («Мотив „Играющая женщина“ в творчестве Лукаса ван Лейдена: попытка анализа»).
В серии статей, связанных с картиной Карела ван Мандера или Исаака Оливера «Бен Джонсон и Вильям Шекспир» (1603), реконструируется партия по изображённой на ней позиции. Среди вышедших на русском языке — статья «Шекспир и шахматы» И. Л. Майзелиса.
Крупная выставка в городах США была посвящена проблеме шахмат в творчестве современного художника Тома Хакни (англ. Tom Hackney, род. 1977). Несколько картин, изображающих В. И. Ленина за шахматами, было представлено на выставке в Русском музее «Игра и страсть в русском изобразительном искусстве», прошедшей в 1999 году, картины вошли в одноимённый каталог, опубликованный в этом же году.

## Ранние изображения шахмат
В средневековой Европе шахматы появились на рубеже X—XI веков. Самое раннее изображение шахматной игры в европейской живописи находится в Палатинской капелле в Палермо на Сицилии. Первый норманнский король Сицилии Рожер II лично руководил строительством капеллы. Храм задумывался как частная капелла, предназначенная для узкого круга лиц (размеры его невелики: 33 метра в длину и 13 в ширину). Вероятно, именно поэтому заказчик мог позволить себе вольности в его росписи. В царствование Рожера II византийскими мастерами были созданы мозаики купола, триумфальной арки и трансепта. Специалисты по византийской мозаике (в частности Отто Демус и Эрнст Китцингер) утверждали, что мозаики были выполнены теми же греческими мастерами, что мозаики Мартораны и собора Чефалу. Арабскими плотниками был выполнен резной сталактитовый потолок, характерный для мечетей фатимидского Египта и Магриба. Часовня была освящена 28 апреля 1140 года. Датируется фреска, изображающая игроков в шахматы, приблизительно 1143 годом, изображение выполнено под сильным арабским влиянием, оба шахматиста, сидящие на корточках, также одеты в восточные одеяния, на их головах тюрбаны. Шахматы, по всей видимости, в то время воспринимались как атрибут повседневной жизни мусульманских стран. Картина выполнена темперой на деревянной основе, покрытой штукатуркой. Немного более по́зднее (а по мнению некоторых исследователей — чуть более раннее) изображение находится на напольной мозаике XII века в алтаре базилики Сан-Савино в Пьяченце.
Активно использовалась шахматная тема в геральдике. На польском гербе Вчеле XII века изображены две шахматные доски различного размера (верхнюю из них держит в руках негритянка с короной и повязкой на голове), а само его происхождение связано было по легенде с игрой в шахматы, однако сведения об этом относятся к 1842 году (Несецкий гербовник). Герб получил следующее описание:

«В щите серебряно-золотая шаховница. В нашлемнике такая же шаховница, поддерживаемая девушкой-негритянкой».

Согласно легенде, этот герб получил силезец Голуб, который во время своих путешествий попал в Африку, где дочка местного вождя вызвала его на партию в шахматы на условиях, что победитель в партии имеет право ударить проигравшего изо всех сил шахматной доской по голове. Голуб выиграл, и ударил принцессу по голове так, что доска треснула. Только в Польше изображение шахматной доски находилось в XIII—XIV веках на гербах Легницкого княжества, Силезских Пястов и герба Роха рыцаря Першхалы (ладья на шахматном поле, которой он по легенде поставил мат князю Мазовецкому), герба Забавы (так в польском языке первоначально именовалась шахматная игра).

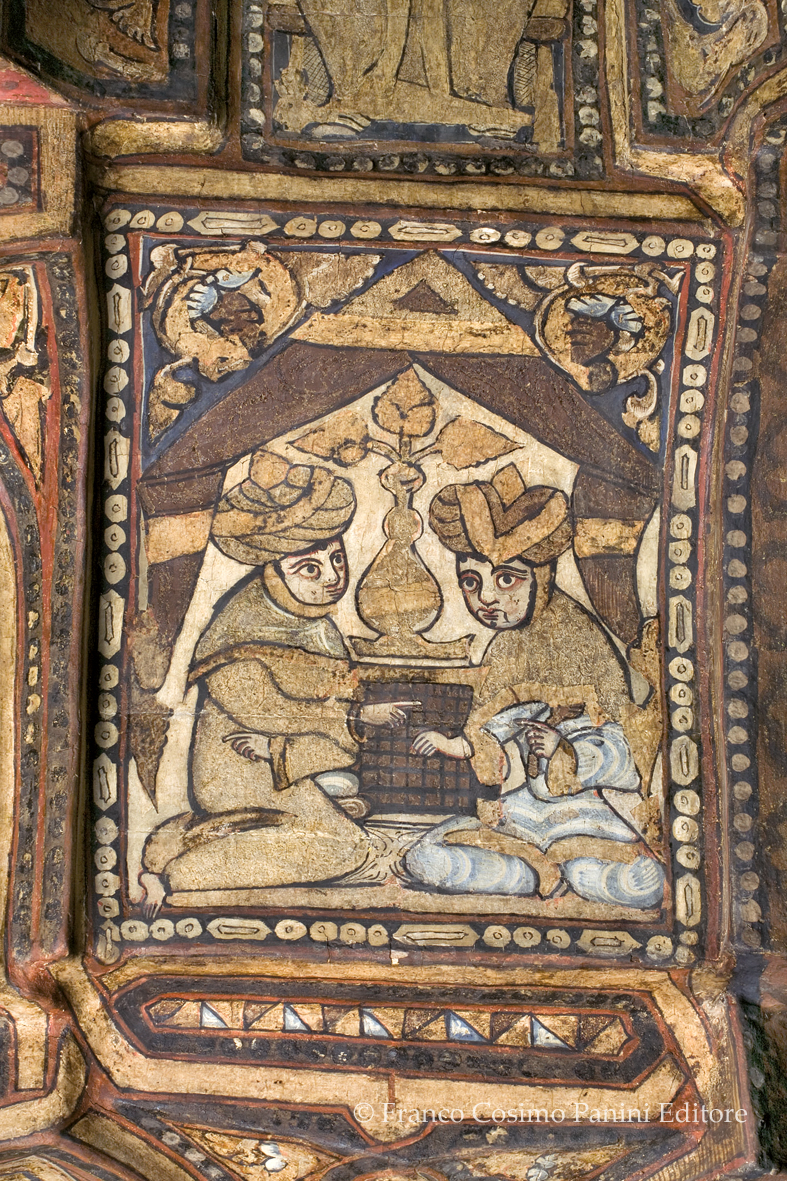
Палатинская капелла. Первое изображение шахмат, около 1143
Герб Вчеле XII века
Герб Роха XIV (?) века

## Изображения шахмат в средневековых трактатах XIII—XV веков
Несколько более поздние изображения зафиксированы в манускриптах. Некоторые из них имеют высокую художественную ценность. Самым известным примером является манускрипт «Книга игр» (исп. «Libro de los juegos» или «Libro de axedrez, dados e tablas»), приписываемый Альфонсо X, королю Кастилии, Галисии и Леона, выполненный в скриптории Толедо в 1283 году. Книга содержит 150 иллюстраций, часть из них изображает игру в шахматы. Это один из самых важных документов для изучения истории настольных игр. Единственный известный оригинал хранится в библиотеке монастыря Эскориал вблизи Мадрида в Испании. Размеры манускрипта 40 на 28 сантиметров. Среди наиболее интересных миниатюр — вариант шахмат для четырёх игроков, шахматы 12 × 12 клеток («большие шахматы»), а также игра под названием «астрономические шахматы» (являющаяся шахматами в понимании того времени в противопоставлении костям и триктраку), в которую играют на доске из семи концентрических кругов, разделённых в радиальном направлении на двенадцать областей, каждая из которых связана с созвездием Зодиака. «Libro de los juegos» содержит обширную коллекцию шахматных задач, часть которых изображена на миниатюрах рукописи. Сами миниатюры, вероятно, основаны на не дошедших до нашего времени персидских образцах.
Копия 1334 года хранится в библиотеке Испанской Королевской академии истории в Мадриде.

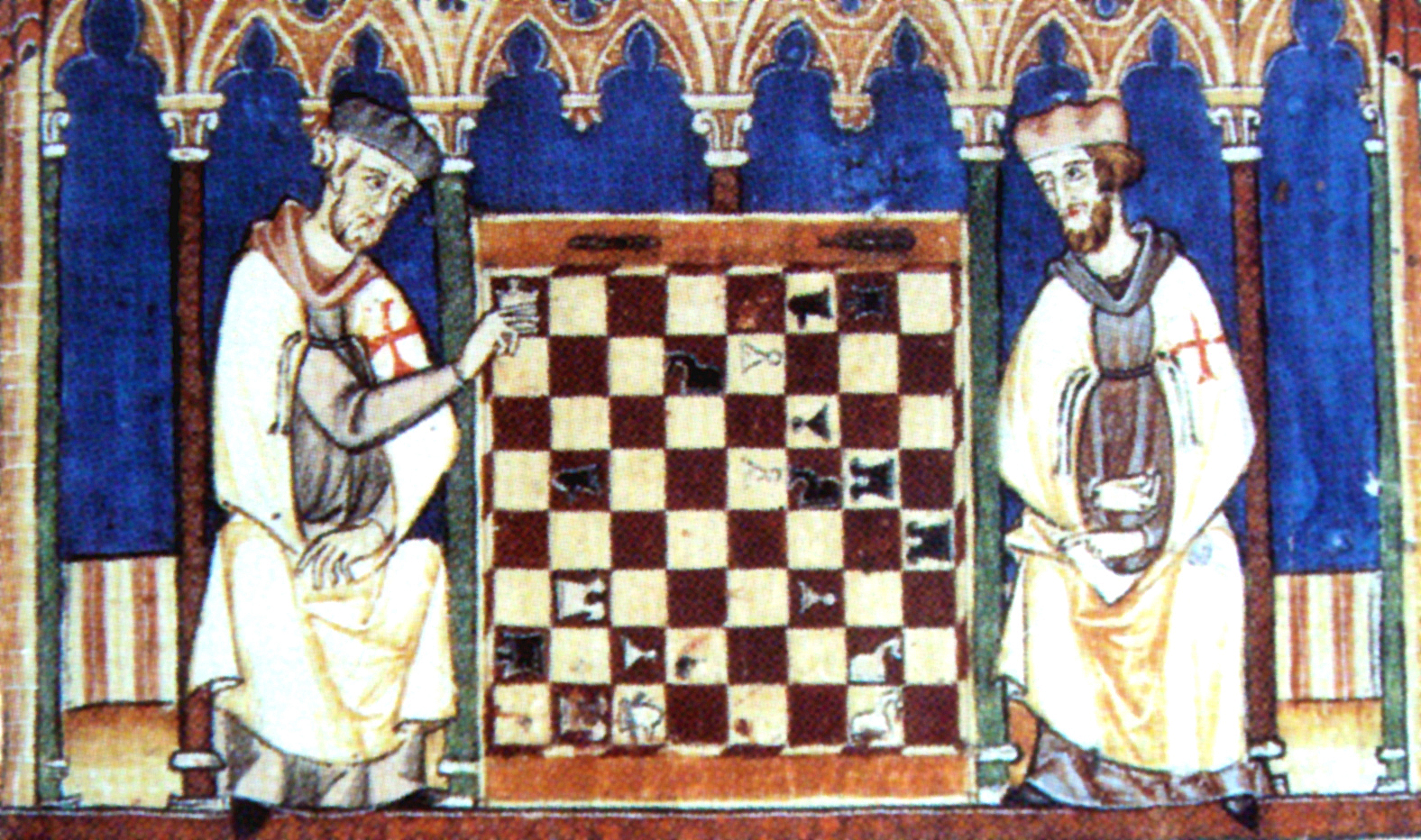
Альфонсо X. Книга об игре в шахматы, кости и триктрак. Тамплиеры, играющие в шахматы, 1283
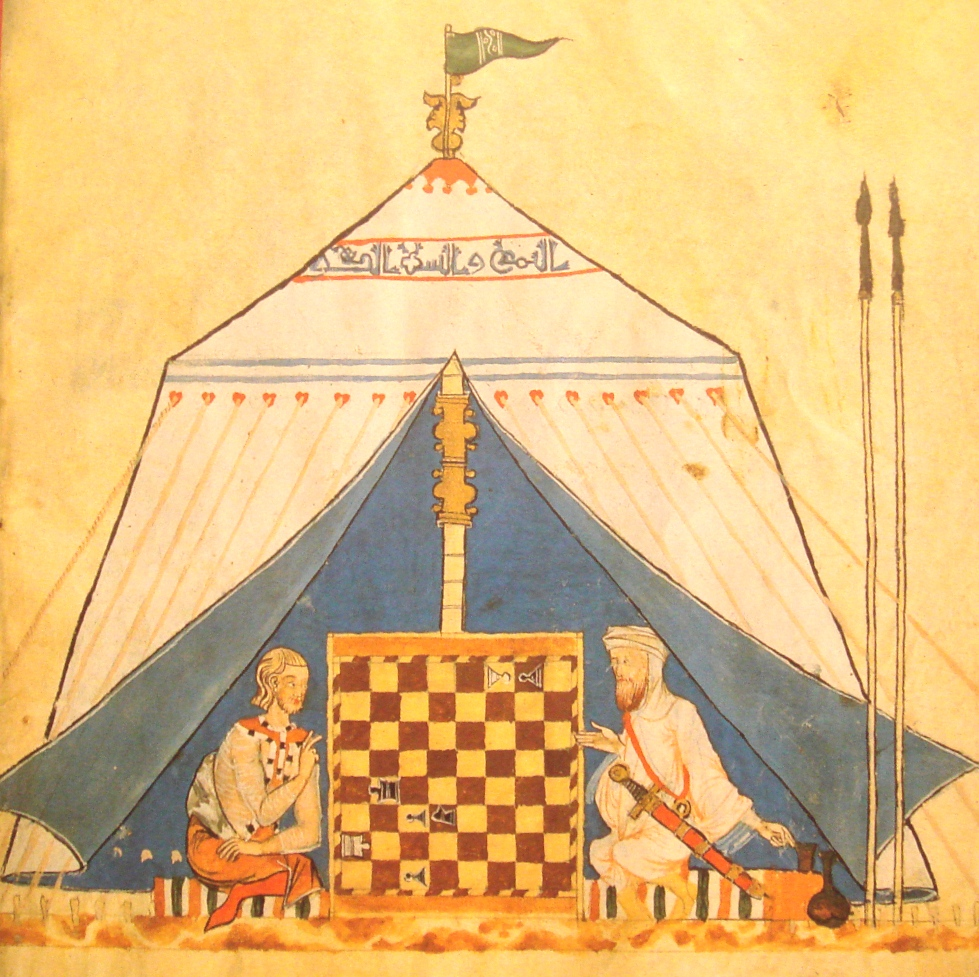
Альфонсо X. Книга об игре в шахматы, кости и триктрак. Христианин и мусульманин играют в шахматы, 1251-1283
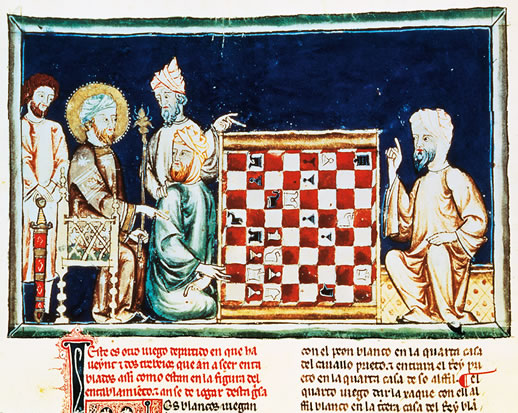
Альфонсо X. Книга об игре в шахматы, кости и триктрак. Мавры играют в шахматы, 1283
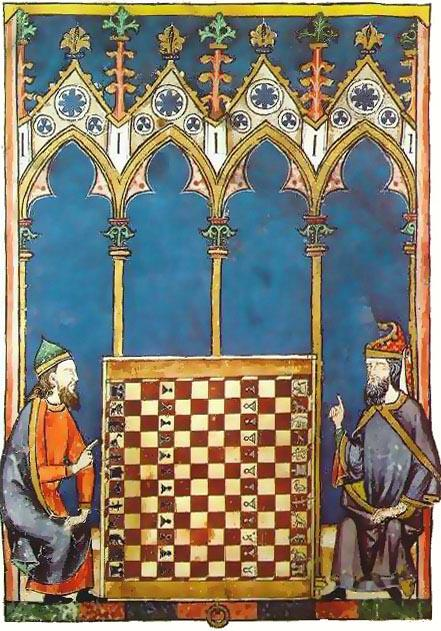
Альфонсо X. Книга об игре в шахматы, кости и триктрак. Большие шахматы, 1283
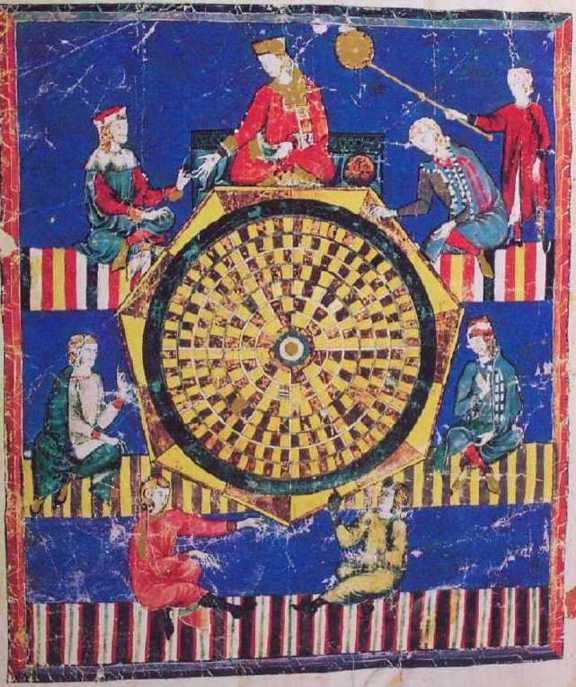
Альфонсо X. Книга об игре в шахматы, кости и триктрак. Астрономические шахматы, 1283

В Средние века шахматная игра воспринималась как аллегория жизни во всей её сложности и различных её проявлениях. В средневековых играх разыгрывалась жизнь в миниатюре, переведённая на язык символов. Поэтому изображение шахмат и игры в шахматы появивлялась на миниатюрах к средневековым трактатам. При этом шахматы использовались иногда только как метафора в самом широком контексте, никак не связанном с самой игрой. Только в конце XV века в поэме на каталанском языке «Schacs d’Amour» впервые за всю предыдущую историю шахматной литературы игра и аллегория были соединены воедино.
Трактаты, посвящённые игре, с миниатюрами, на которых изображены шахматы, разделяются условно на несколько групп:
- Часто игра символизировала борьбу грешных устремлений и добродетели, происходящую в душе героя. К. Джюэл на примере трактата XV века «Нравоучительная шахматная игра Дамы» (фр. «Le Jeu des Echecs de la Dame moralisée») проводит различие между «статичными» и «динамичными» шахматными аллегориями Средневековья. В первых описываются различные фигуры и принципы их перемещения по доске, но сам ход игры не привлекает внимания средневековых авторов, для которых различия между чёрными и белыми фигурами не принципиальны. В аллегориях второго типа игра не просто описывается, но по-настоящему играется, и в ней чёрные фигуры действительно противостоят белым. В описанной в трактате шахматной партии Отец тьмы играет с Дамой, которую пытается соблазнить возвышенными понятиями любви и заставить сделать ошибку. Шахматные фигуры «врага рода человеческого» (чёрные) представляют различные соблазны мира и грехи, фигуры Дамы (белые) символизируют разного рода добродетели. Дьявол делает первый ход, передвигая свою пешку (Самолюбие), в ответ на что Дама передвигает свою — Любовь к Богу. Через 16 ходов Дама объявляет шах чёрному королю с помощью своей королевы, символизирующей Смирение.
- Иногда игра в шахматы воспринимается как модель человеческой жизни с переменой счастья и несчастья. В трактате XIII века, приписываемом римскому папе Иннокентию III, написано:

«Мир это как бы шахматная доска, одна клетка белая, а другая чёрная; так сменяют друг друга жизнь и смерть, счастье и несчастье».— Светлана Лучицкая. Весь мир — шахматная доска
Бог играет, передвигая фигуры и давая им возможность выигрывать и проигрывать.
|   | a | b | c | d | e | f | g | h |   |
| - | --- | --- | --- | --- | --- | --- | --- | --- | - |
| 8 | h8 чёрный ферзь · a7 белый король · d6 белый ферзь · a5 белая пешка · h5 чёрная ладья · d4 белый конь · e4 чёрный король · h4 чёрный слон · b3 чёрная пешка · h3 чёрный конь · a2 чёрный слон · b2 белая пешка · c2 белая ладья · f2 белая ладья · b1 белый конь · d1 белый слон · f1 чёрная ладья · g1 чёрный конь | h8 чёрный ферзь · a7 белый король · d6 белый ферзь · a5 белая пешка · h5 чёрная ладья · d4 белый конь · e4 чёрный король · h4 чёрный слон · b3 чёрная пешка · h3 чёрный конь · a2 чёрный слон · b2 белая пешка · c2 белая ладья · f2 белая ладья · b1 белый конь · d1 белый слон · f1 чёрная ладья · g1 чёрный конь | h8 чёрный ферзь · a7 белый король · d6 белый ферзь · a5 белая пешка · h5 чёрная ладья · d4 белый конь · e4 чёрный король · h4 чёрный слон · b3 чёрная пешка · h3 чёрный конь · a2 чёрный слон · b2 белая пешка · c2 белая ладья · f2 белая ладья · b1 белый конь · d1 белый слон · f1 чёрная ладья · g1 чёрный конь | h8 чёрный ферзь · a7 белый король · d6 белый ферзь · a5 белая пешка · h5 чёрная ладья · d4 белый конь · e4 чёрный король · h4 чёрный слон · b3 чёрная пешка · h3 чёрный конь · a2 чёрный слон · b2 белая пешка · c2 белая ладья · f2 белая ладья · b1 белый конь · d1 белый слон · f1 чёрная ладья · g1 чёрный конь | h8 чёрный ферзь · a7 белый король · d6 белый ферзь · a5 белая пешка · h5 чёрная ладья · d4 белый конь · e4 чёрный король · h4 чёрный слон · b3 чёрная пешка · h3 чёрный конь · a2 чёрный слон · b2 белая пешка · c2 белая ладья · f2 белая ладья · b1 белый конь · d1 белый слон · f1 чёрная ладья · g1 чёрный конь | h8 чёрный ферзь · a7 белый король · d6 белый ферзь · a5 белая пешка · h5 чёрная ладья · d4 белый конь · e4 чёрный король · h4 чёрный слон · b3 чёрная пешка · h3 чёрный конь · a2 чёрный слон · b2 белая пешка · c2 белая ладья · f2 белая ладья · b1 белый конь · d1 белый слон · f1 чёрная ладья · g1 чёрный конь | h8 чёрный ферзь · a7 белый король · d6 белый ферзь · a5 белая пешка · h5 чёрная ладья · d4 белый конь · e4 чёрный король · h4 чёрный слон · b3 чёрная пешка · h3 чёрный конь · a2 чёрный слон · b2 белая пешка · c2 белая ладья · f2 белая ладья · b1 белый конь · d1 белый слон · f1 чёрная ладья · g1 чёрный конь | h8 чёрный ферзь · a7 белый король · d6 белый ферзь · a5 белая пешка · h5 чёрная ладья · d4 белый конь · e4 чёрный король · h4 чёрный слон · b3 чёрная пешка · h3 чёрный конь · a2 чёрный слон · b2 белая пешка · c2 белая ладья · f2 белая ладья · b1 белый конь · d1 белый слон · f1 чёрная ладья · g1 чёрный конь | 8 |
| 7 | h8 чёрный ферзь · a7 белый король · d6 белый ферзь · a5 белая пешка · h5 чёрная ладья · d4 белый конь · e4 чёрный король · h4 чёрный слон · b3 чёрная пешка · h3 чёрный конь · a2 чёрный слон · b2 белая пешка · c2 белая ладья · f2 белая ладья · b1 белый конь · d1 белый слон · f1 чёрная ладья · g1 чёрный конь | h8 чёрный ферзь · a7 белый король · d6 белый ферзь · a5 белая пешка · h5 чёрная ладья · d4 белый конь · e4 чёрный король · h4 чёрный слон · b3 чёрная пешка · h3 чёрный конь · a2 чёрный слон · b2 белая пешка · c2 белая ладья · f2 белая ладья · b1 белый конь · d1 белый слон · f1 чёрная ладья · g1 чёрный конь | h8 чёрный ферзь · a7 белый король · d6 белый ферзь · a5 белая пешка · h5 чёрная ладья · d4 белый конь · e4 чёрный король · h4 чёрный слон · b3 чёрная пешка · h3 чёрный конь · a2 чёрный слон · b2 белая пешка · c2 белая ладья · f2 белая ладья · b1 белый конь · d1 белый слон · f1 чёрная ладья · g1 чёрный конь | h8 чёрный ферзь · a7 белый король · d6 белый ферзь · a5 белая пешка · h5 чёрная ладья · d4 белый конь · e4 чёрный король · h4 чёрный слон · b3 чёрная пешка · h3 чёрный конь · a2 чёрный слон · b2 белая пешка · c2 белая ладья · f2 белая ладья · b1 белый конь · d1 белый слон · f1 чёрная ладья · g1 чёрный конь | h8 чёрный ферзь · a7 белый король · d6 белый ферзь · a5 белая пешка · h5 чёрная ладья · d4 белый конь · e4 чёрный король · h4 чёрный слон · b3 чёрная пешка · h3 чёрный конь · a2 чёрный слон · b2 белая пешка · c2 белая ладья · f2 белая ладья · b1 белый конь · d1 белый слон · f1 чёрная ладья · g1 чёрный конь | h8 чёрный ферзь · a7 белый король · d6 белый ферзь · a5 белая пешка · h5 чёрная ладья · d4 белый конь · e4 чёрный король · h4 чёрный слон · b3 чёрная пешка · h3 чёрный конь · a2 чёрный слон · b2 белая пешка · c2 белая ладья · f2 белая ладья · b1 белый конь · d1 белый слон · f1 чёрная ладья · g1 чёрный конь | h8 чёрный ферзь · a7 белый король · d6 белый ферзь · a5 белая пешка · h5 чёрная ладья · d4 белый конь · e4 чёрный король · h4 чёрный слон · b3 чёрная пешка · h3 чёрный конь · a2 чёрный слон · b2 белая пешка · c2 белая ладья · f2 белая ладья · b1 белый конь · d1 белый слон · f1 чёрная ладья · g1 чёрный конь | h8 чёрный ферзь · a7 белый король · d6 белый ферзь · a5 белая пешка · h5 чёрная ладья · d4 белый конь · e4 чёрный король · h4 чёрный слон · b3 чёрная пешка · h3 чёрный конь · a2 чёрный слон · b2 белая пешка · c2 белая ладья · f2 белая ладья · b1 белый конь · d1 белый слон · f1 чёрная ладья · g1 чёрный конь | 7 |
| 6 | h8 чёрный ферзь · a7 белый король · d6 белый ферзь · a5 белая пешка · h5 чёрная ладья · d4 белый конь · e4 чёрный король · h4 чёрный слон · b3 чёрная пешка · h3 чёрный конь · a2 чёрный слон · b2 белая пешка · c2 белая ладья · f2 белая ладья · b1 белый конь · d1 белый слон · f1 чёрная ладья · g1 чёрный конь | h8 чёрный ферзь · a7 белый король · d6 белый ферзь · a5 белая пешка · h5 чёрная ладья · d4 белый конь · e4 чёрный король · h4 чёрный слон · b3 чёрная пешка · h3 чёрный конь · a2 чёрный слон · b2 белая пешка · c2 белая ладья · f2 белая ладья · b1 белый конь · d1 белый слон · f1 чёрная ладья · g1 чёрный конь | h8 чёрный ферзь · a7 белый король · d6 белый ферзь · a5 белая пешка · h5 чёрная ладья · d4 белый конь · e4 чёрный король · h4 чёрный слон · b3 чёрная пешка · h3 чёрный конь · a2 чёрный слон · b2 белая пешка · c2 белая ладья · f2 белая ладья · b1 белый конь · d1 белый слон · f1 чёрная ладья · g1 чёрный конь | h8 чёрный ферзь · a7 белый король · d6 белый ферзь · a5 белая пешка · h5 чёрная ладья · d4 белый конь · e4 чёрный король · h4 чёрный слон · b3 чёрная пешка · h3 чёрный конь · a2 чёрный слон · b2 белая пешка · c2 белая ладья · f2 белая ладья · b1 белый конь · d1 белый слон · f1 чёрная ладья · g1 чёрный конь | h8 чёрный ферзь · a7 белый король · d6 белый ферзь · a5 белая пешка · h5 чёрная ладья · d4 белый конь · e4 чёрный король · h4 чёрный слон · b3 чёрная пешка · h3 чёрный конь · a2 чёрный слон · b2 белая пешка · c2 белая ладья · f2 белая ладья · b1 белый конь · d1 белый слон · f1 чёрная ладья · g1 чёрный конь | h8 чёрный ферзь · a7 белый король · d6 белый ферзь · a5 белая пешка · h5 чёрная ладья · d4 белый конь · e4 чёрный король · h4 чёрный слон · b3 чёрная пешка · h3 чёрный конь · a2 чёрный слон · b2 белая пешка · c2 белая ладья · f2 белая ладья · b1 белый конь · d1 белый слон · f1 чёрная ладья · g1 чёрный конь | h8 чёрный ферзь · a7 белый король · d6 белый ферзь · a5 белая пешка · h5 чёрная ладья · d4 белый конь · e4 чёрный король · h4 чёрный слон · b3 чёрная пешка · h3 чёрный конь · a2 чёрный слон · b2 белая пешка · c2 белая ладья · f2 белая ладья · b1 белый конь · d1 белый слон · f1 чёрная ладья · g1 чёрный конь | h8 чёрный ферзь · a7 белый король · d6 белый ферзь · a5 белая пешка · h5 чёрная ладья · d4 белый конь · e4 чёрный король · h4 чёрный слон · b3 чёрная пешка · h3 чёрный конь · a2 чёрный слон · b2 белая пешка · c2 белая ладья · f2 белая ладья · b1 белый конь · d1 белый слон · f1 чёрная ладья · g1 чёрный конь | 6 |
| 5 | h8 чёрный ферзь · a7 белый король · d6 белый ферзь · a5 белая пешка · h5 чёрная ладья · d4 белый конь · e4 чёрный король · h4 чёрный слон · b3 чёрная пешка · h3 чёрный конь · a2 чёрный слон · b2 белая пешка · c2 белая ладья · f2 белая ладья · b1 белый конь · d1 белый слон · f1 чёрная ладья · g1 чёрный конь | h8 чёрный ферзь · a7 белый король · d6 белый ферзь · a5 белая пешка · h5 чёрная ладья · d4 белый конь · e4 чёрный король · h4 чёрный слон · b3 чёрная пешка · h3 чёрный конь · a2 чёрный слон · b2 белая пешка · c2 белая ладья · f2 белая ладья · b1 белый конь · d1 белый слон · f1 чёрная ладья · g1 чёрный конь | h8 чёрный ферзь · a7 белый король · d6 белый ферзь · a5 белая пешка · h5 чёрная ладья · d4 белый конь · e4 чёрный король · h4 чёрный слон · b3 чёрная пешка · h3 чёрный конь · a2 чёрный слон · b2 белая пешка · c2 белая ладья · f2 белая ладья · b1 белый конь · d1 белый слон · f1 чёрная ладья · g1 чёрный конь | h8 чёрный ферзь · a7 белый король · d6 белый ферзь · a5 белая пешка · h5 чёрная ладья · d4 белый конь · e4 чёрный король · h4 чёрный слон · b3 чёрная пешка · h3 чёрный конь · a2 чёрный слон · b2 белая пешка · c2 белая ладья · f2 белая ладья · b1 белый конь · d1 белый слон · f1 чёрная ладья · g1 чёрный конь | h8 чёрный ферзь · a7 белый король · d6 белый ферзь · a5 белая пешка · h5 чёрная ладья · d4 белый конь · e4 чёрный король · h4 чёрный слон · b3 чёрная пешка · h3 чёрный конь · a2 чёрный слон · b2 белая пешка · c2 белая ладья · f2 белая ладья · b1 белый конь · d1 белый слон · f1 чёрная ладья · g1 чёрный конь | h8 чёрный ферзь · a7 белый король · d6 белый ферзь · a5 белая пешка · h5 чёрная ладья · d4 белый конь · e4 чёрный король · h4 чёрный слон · b3 чёрная пешка · h3 чёрный конь · a2 чёрный слон · b2 белая пешка · c2 белая ладья · f2 белая ладья · b1 белый конь · d1 белый слон · f1 чёрная ладья · g1 чёрный конь | h8 чёрный ферзь · a7 белый король · d6 белый ферзь · a5 белая пешка · h5 чёрная ладья · d4 белый конь · e4 чёрный король · h4 чёрный слон · b3 чёрная пешка · h3 чёрный конь · a2 чёрный слон · b2 белая пешка · c2 белая ладья · f2 белая ладья · b1 белый конь · d1 белый слон · f1 чёрная ладья · g1 чёрный конь | h8 чёрный ферзь · a7 белый король · d6 белый ферзь · a5 белая пешка · h5 чёрная ладья · d4 белый конь · e4 чёрный король · h4 чёрный слон · b3 чёрная пешка · h3 чёрный конь · a2 чёрный слон · b2 белая пешка · c2 белая ладья · f2 белая ладья · b1 белый конь · d1 белый слон · f1 чёрная ладья · g1 чёрный конь | 5 |
| 4 | h8 чёрный ферзь · a7 белый король · d6 белый ферзь · a5 белая пешка · h5 чёрная ладья · d4 белый конь · e4 чёрный король · h4 чёрный слон · b3 чёрная пешка · h3 чёрный конь · a2 чёрный слон · b2 белая пешка · c2 белая ладья · f2 белая ладья · b1 белый конь · d1 белый слон · f1 чёрная ладья · g1 чёрный конь | h8 чёрный ферзь · a7 белый король · d6 белый ферзь · a5 белая пешка · h5 чёрная ладья · d4 белый конь · e4 чёрный король · h4 чёрный слон · b3 чёрная пешка · h3 чёрный конь · a2 чёрный слон · b2 белая пешка · c2 белая ладья · f2 белая ладья · b1 белый конь · d1 белый слон · f1 чёрная ладья · g1 чёрный конь | h8 чёрный ферзь · a7 белый король · d6 белый ферзь · a5 белая пешка · h5 чёрная ладья · d4 белый конь · e4 чёрный король · h4 чёрный слон · b3 чёрная пешка · h3 чёрный конь · a2 чёрный слон · b2 белая пешка · c2 белая ладья · f2 белая ладья · b1 белый конь · d1 белый слон · f1 чёрная ладья · g1 чёрный конь | h8 чёрный ферзь · a7 белый король · d6 белый ферзь · a5 белая пешка · h5 чёрная ладья · d4 белый конь · e4 чёрный король · h4 чёрный слон · b3 чёрная пешка · h3 чёрный конь · a2 чёрный слон · b2 белая пешка · c2 белая ладья · f2 белая ладья · b1 белый конь · d1 белый слон · f1 чёрная ладья · g1 чёрный конь | h8 чёрный ферзь · a7 белый король · d6 белый ферзь · a5 белая пешка · h5 чёрная ладья · d4 белый конь · e4 чёрный король · h4 чёрный слон · b3 чёрная пешка · h3 чёрный конь · a2 чёрный слон · b2 белая пешка · c2 белая ладья · f2 белая ладья · b1 белый конь · d1 белый слон · f1 чёрная ладья · g1 чёрный конь | h8 чёрный ферзь · a7 белый король · d6 белый ферзь · a5 белая пешка · h5 чёрная ладья · d4 белый конь · e4 чёрный король · h4 чёрный слон · b3 чёрная пешка · h3 чёрный конь · a2 чёрный слон · b2 белая пешка · c2 белая ладья · f2 белая ладья · b1 белый конь · d1 белый слон · f1 чёрная ладья · g1 чёрный конь | h8 чёрный ферзь · a7 белый король · d6 белый ферзь · a5 белая пешка · h5 чёрная ладья · d4 белый конь · e4 чёрный король · h4 чёрный слон · b3 чёрная пешка · h3 чёрный конь · a2 чёрный слон · b2 белая пешка · c2 белая ладья · f2 белая ладья · b1 белый конь · d1 белый слон · f1 чёрная ладья · g1 чёрный конь | h8 чёрный ферзь · a7 белый король · d6 белый ферзь · a5 белая пешка · h5 чёрная ладья · d4 белый конь · e4 чёрный король · h4 чёрный слон · b3 чёрная пешка · h3 чёрный конь · a2 чёрный слон · b2 белая пешка · c2 белая ладья · f2 белая ладья · b1 белый конь · d1 белый слон · f1 чёрная ладья · g1 чёрный конь | 4 |
| 3 | h8 чёрный ферзь · a7 белый король · d6 белый ферзь · a5 белая пешка · h5 чёрная ладья · d4 белый конь · e4 чёрный король · h4 чёрный слон · b3 чёрная пешка · h3 чёрный конь · a2 чёрный слон · b2 белая пешка · c2 белая ладья · f2 белая ладья · b1 белый конь · d1 белый слон · f1 чёрная ладья · g1 чёрный конь | h8 чёрный ферзь · a7 белый король · d6 белый ферзь · a5 белая пешка · h5 чёрная ладья · d4 белый конь · e4 чёрный король · h4 чёрный слон · b3 чёрная пешка · h3 чёрный конь · a2 чёрный слон · b2 белая пешка · c2 белая ладья · f2 белая ладья · b1 белый конь · d1 белый слон · f1 чёрная ладья · g1 чёрный конь | h8 чёрный ферзь · a7 белый король · d6 белый ферзь · a5 белая пешка · h5 чёрная ладья · d4 белый конь · e4 чёрный король · h4 чёрный слон · b3 чёрная пешка · h3 чёрный конь · a2 чёрный слон · b2 белая пешка · c2 белая ладья · f2 белая ладья · b1 белый конь · d1 белый слон · f1 чёрная ладья · g1 чёрный конь | h8 чёрный ферзь · a7 белый король · d6 белый ферзь · a5 белая пешка · h5 чёрная ладья · d4 белый конь · e4 чёрный король · h4 чёрный слон · b3 чёрная пешка · h3 чёрный конь · a2 чёрный слон · b2 белая пешка · c2 белая ладья · f2 белая ладья · b1 белый конь · d1 белый слон · f1 чёрная ладья · g1 чёрный конь | h8 чёрный ферзь · a7 белый король · d6 белый ферзь · a5 белая пешка · h5 чёрная ладья · d4 белый конь · e4 чёрный король · h4 чёрный слон · b3 чёрная пешка · h3 чёрный конь · a2 чёрный слон · b2 белая пешка · c2 белая ладья · f2 белая ладья · b1 белый конь · d1 белый слон · f1 чёрная ладья · g1 чёрный конь | h8 чёрный ферзь · a7 белый король · d6 белый ферзь · a5 белая пешка · h5 чёрная ладья · d4 белый конь · e4 чёрный король · h4 чёрный слон · b3 чёрная пешка · h3 чёрный конь · a2 чёрный слон · b2 белая пешка · c2 белая ладья · f2 белая ладья · b1 белый конь · d1 белый слон · f1 чёрная ладья · g1 чёрный конь | h8 чёрный ферзь · a7 белый король · d6 белый ферзь · a5 белая пешка · h5 чёрная ладья · d4 белый конь · e4 чёрный король · h4 чёрный слон · b3 чёрная пешка · h3 чёрный конь · a2 чёрный слон · b2 белая пешка · c2 белая ладья · f2 белая ладья · b1 белый конь · d1 белый слон · f1 чёрная ладья · g1 чёрный конь | h8 чёрный ферзь · a7 белый король · d6 белый ферзь · a5 белая пешка · h5 чёрная ладья · d4 белый конь · e4 чёрный король · h4 чёрный слон · b3 чёрная пешка · h3 чёрный конь · a2 чёрный слон · b2 белая пешка · c2 белая ладья · f2 белая ладья · b1 белый конь · d1 белый слон · f1 чёрная ладья · g1 чёрный конь | 3 |
| 2 | h8 чёрный ферзь · a7 белый король · d6 белый ферзь · a5 белая пешка · h5 чёрная ладья · d4 белый конь · e4 чёрный король · h4 чёрный слон · b3 чёрная пешка · h3 чёрный конь · a2 чёрный слон · b2 белая пешка · c2 белая ладья · f2 белая ладья · b1 белый конь · d1 белый слон · f1 чёрная ладья · g1 чёрный конь | h8 чёрный ферзь · a7 белый король · d6 белый ферзь · a5 белая пешка · h5 чёрная ладья · d4 белый конь · e4 чёрный король · h4 чёрный слон · b3 чёрная пешка · h3 чёрный конь · a2 чёрный слон · b2 белая пешка · c2 белая ладья · f2 белая ладья · b1 белый конь · d1 белый слон · f1 чёрная ладья · g1 чёрный конь | h8 чёрный ферзь · a7 белый король · d6 белый ферзь · a5 белая пешка · h5 чёрная ладья · d4 белый конь · e4 чёрный король · h4 чёрный слон · b3 чёрная пешка · h3 чёрный конь · a2 чёрный слон · b2 белая пешка · c2 белая ладья · f2 белая ладья · b1 белый конь · d1 белый слон · f1 чёрная ладья · g1 чёрный конь | h8 чёрный ферзь · a7 белый король · d6 белый ферзь · a5 белая пешка · h5 чёрная ладья · d4 белый конь · e4 чёрный король · h4 чёрный слон · b3 чёрная пешка · h3 чёрный конь · a2 чёрный слон · b2 белая пешка · c2 белая ладья · f2 белая ладья · b1 белый конь · d1 белый слон · f1 чёрная ладья · g1 чёрный конь | h8 чёрный ферзь · a7 белый король · d6 белый ферзь · a5 белая пешка · h5 чёрная ладья · d4 белый конь · e4 чёрный король · h4 чёрный слон · b3 чёрная пешка · h3 чёрный конь · a2 чёрный слон · b2 белая пешка · c2 белая ладья · f2 белая ладья · b1 белый конь · d1 белый слон · f1 чёрная ладья · g1 чёрный конь | h8 чёрный ферзь · a7 белый король · d6 белый ферзь · a5 белая пешка · h5 чёрная ладья · d4 белый конь · e4 чёрный король · h4 чёрный слон · b3 чёрная пешка · h3 чёрный конь · a2 чёрный слон · b2 белая пешка · c2 белая ладья · f2 белая ладья · b1 белый конь · d1 белый слон · f1 чёрная ладья · g1 чёрный конь | h8 чёрный ферзь · a7 белый король · d6 белый ферзь · a5 белая пешка · h5 чёрная ладья · d4 белый конь · e4 чёрный король · h4 чёрный слон · b3 чёрная пешка · h3 чёрный конь · a2 чёрный слон · b2 белая пешка · c2 белая ладья · f2 белая ладья · b1 белый конь · d1 белый слон · f1 чёрная ладья · g1 чёрный конь | h8 чёрный ферзь · a7 белый король · d6 белый ферзь · a5 белая пешка · h5 чёрная ладья · d4 белый конь · e4 чёрный король · h4 чёрный слон · b3 чёрная пешка · h3 чёрный конь · a2 чёрный слон · b2 белая пешка · c2 белая ладья · f2 белая ладья · b1 белый конь · d1 белый слон · f1 чёрная ладья · g1 чёрный конь | 2 |
| 1 | h8 чёрный ферзь · a7 белый король · d6 белый ферзь · a5 белая пешка · h5 чёрная ладья · d4 белый конь · e4 чёрный король · h4 чёрный слон · b3 чёрная пешка · h3 чёрный конь · a2 чёрный слон · b2 белая пешка · c2 белая ладья · f2 белая ладья · b1 белый конь · d1 белый слон · f1 чёрная ладья · g1 чёрный конь | h8 чёрный ферзь · a7 белый король · d6 белый ферзь · a5 белая пешка · h5 чёрная ладья · d4 белый конь · e4 чёрный король · h4 чёрный слон · b3 чёрная пешка · h3 чёрный конь · a2 чёрный слон · b2 белая пешка · c2 белая ладья · f2 белая ладья · b1 белый конь · d1 белый слон · f1 чёрная ладья · g1 чёрный конь | h8 чёрный ферзь · a7 белый король · d6 белый ферзь · a5 белая пешка · h5 чёрная ладья · d4 белый конь · e4 чёрный король · h4 чёрный слон · b3 чёрная пешка · h3 чёрный конь · a2 чёрный слон · b2 белая пешка · c2 белая ладья · f2 белая ладья · b1 белый конь · d1 белый слон · f1 чёрная ладья · g1 чёрный конь | h8 чёрный ферзь · a7 белый король · d6 белый ферзь · a5 белая пешка · h5 чёрная ладья · d4 белый конь · e4 чёрный король · h4 чёрный слон · b3 чёрная пешка · h3 чёрный конь · a2 чёрный слон · b2 белая пешка · c2 белая ладья · f2 белая ладья · b1 белый конь · d1 белый слон · f1 чёрная ладья · g1 чёрный конь | h8 чёрный ферзь · a7 белый король · d6 белый ферзь · a5 белая пешка · h5 чёрная ладья · d4 белый конь · e4 чёрный король · h4 чёрный слон · b3 чёрная пешка · h3 чёрный конь · a2 чёрный слон · b2 белая пешка · c2 белая ладья · f2 белая ладья · b1 белый конь · d1 белый слон · f1 чёрная ладья · g1 чёрный конь | h8 чёрный ферзь · a7 белый король · d6 белый ферзь · a5 белая пешка · h5 чёрная ладья · d4 белый конь · e4 чёрный король · h4 чёрный слон · b3 чёрная пешка · h3 чёрный конь · a2 чёрный слон · b2 белая пешка · c2 белая ладья · f2 белая ладья · b1 белый конь · d1 белый слон · f1 чёрная ладья · g1 чёрный конь | h8 чёрный ферзь · a7 белый король · d6 белый ферзь · a5 белая пешка · h5 чёрная ладья · d4 белый конь · e4 чёрный король · h4 чёрный слон · b3 чёрная пешка · h3 чёрный конь · a2 чёрный слон · b2 белая пешка · c2 белая ладья · f2 белая ладья · b1 белый конь · d1 белый слон · f1 чёрная ладья · g1 чёрный конь | h8 чёрный ферзь · a7 белый король · d6 белый ферзь · a5 белая пешка · h5 чёрная ладья · d4 белый конь · e4 чёрный король · h4 чёрный слон · b3 чёрная пешка · h3 чёрный конь · a2 чёрный слон · b2 белая пешка · c2 белая ладья · f2 белая ладья · b1 белый конь · d1 белый слон · f1 чёрная ладья · g1 чёрный конь | 1 |
|   | a | b | c | d | e | f | g | h |   |

- Популярно было сопоставление шахматных фигур с классами и сословиями. Фигуры на шахматной доске, различаясь по статусу, тем не менее зависят друг от друга и действуют вместе для достижения общих целей. Трактат доминиканского монаха Якобуса Цессолеса «Книга о нравах и обязанностях знати, или О шахматной игре» (фр. «Liber de moribus hominum et officiis nobilium siue super ludo scacchorum») середины XIII века соотносит шахматные фигуры и общество, шахматы воспринимаются как модель социального порядка, важная роль отводится Третьему сословию. Огромное количество рукописей сочинения Якобуса Цессолеса свидетельствует о широком распространении трактата. Шахматные фигуры на миниатюрах наделялись различными иконографическими атрибутами, связанными с их символическим статусом. Король изображался с короной на голове и в пурпурной мантии, пешки изображались с соответствующими орудиями сельского хозяйства или ремесла[22].
- Любовь, как и шахматы, требует партнёра, поэтому её также часто сопоставляли с шахматной партией. Изображения женщин в шахматном трактате «Книга игр», заказанном Альфонсом Х Мудрым и законченном в 1283 году, отражают именно эту тенденцию. Шахматные партии часто предстают как метафоры куртуазной любви. К концу XV века относятся три манускрипта Робине Тестара, посвящённые подобному аллегорическому толкованию игры в шахматы. Наибольшую известность среди них приобрела «Нравоучительная книга о шахматах любви», созданная для графини Луизы Савойской. Книга представляет собой прозаический комментарий к поэме «Шахматы любви» Эврара де Конти, созданный им же самим в конце XIV века, которую Тестар также иллюстрировал. Его покровители Карл Ангулемский и Луиза Савойская были большими ценителями шахмат и имели целую библиотеку трактатов на шахматную тему[22].
- Моралисты сравнивали искусство правителя с шахматной партией, а умение монарха играть в шахматы рассматривалось как признак его политической мудрости. Трактат «Диалог о шахматной игре» («Dialogus de Scaccario»), написанный казначеем английского короля Генриха II Плантагенета Ричардом Фиц Нилом, повествует об устройстве средневекового английского казначейства (Палаты шахматной доски, которая была названа так из-за напоминающего шахматную доску клетчатого сукна, на котором производились расчёты). Автор трактата сравнивает процесс взаимодействия между казначеем и шерифами с шахматной игрой[22].

Особое место занимает трактат «Об игре в шахматы» (лат. «De Ludo Schacorum») — книга итальянского монаха-математика Луки Бартоломео Пачоли из монастыря Гроба Господня на латинском языке. Трактат известен также под названием «Отгоняющий скуку» (лат. «Schifanoia»). Часть иллюстраций к трактату атрибутируются Леонардо да Винчи (итал. Leonardo da Vinci, 1452—1519), а часть исследователей утверждает, что им составлены и некоторые шахматные задачи из этого сборника.

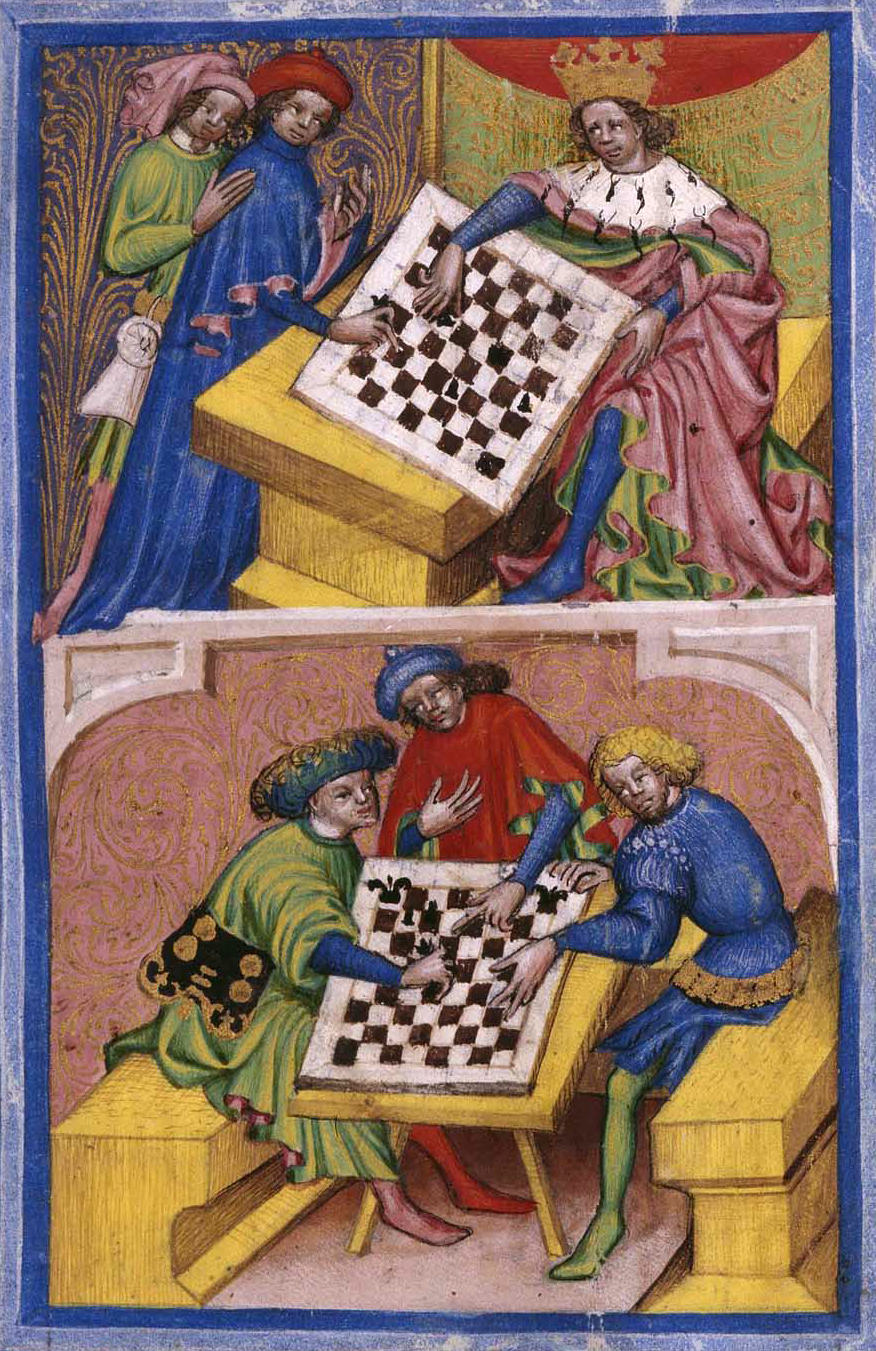
Аноним. Трактат об игре в шахматы, Чехия (?), начало XV века
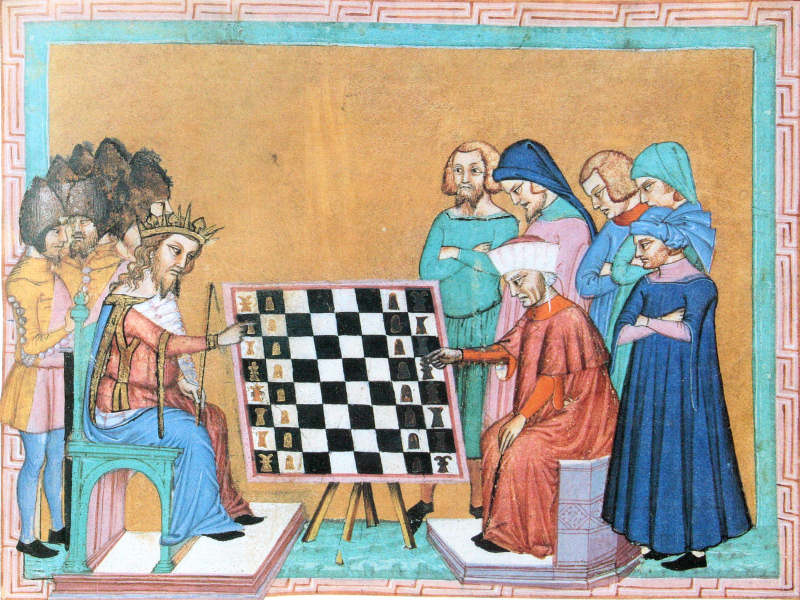
Якобус Цессолес. Книга о нравах и обязанностях знати, или О шахматной игре. Игроки в шахматы, XV век
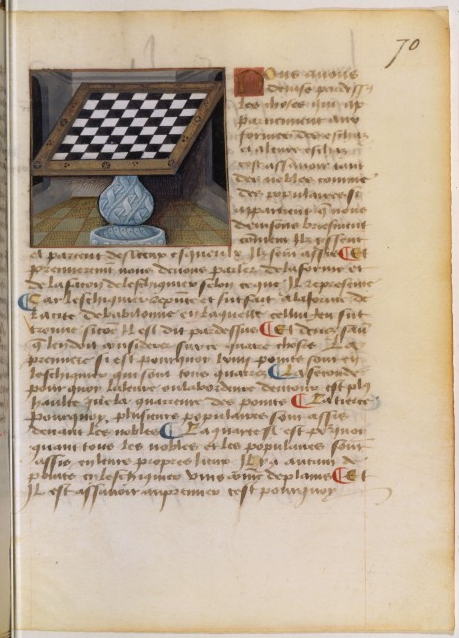
Робине Тестар. Книга о нравах и обязанностях знати, или О шахматной игре, около 1500
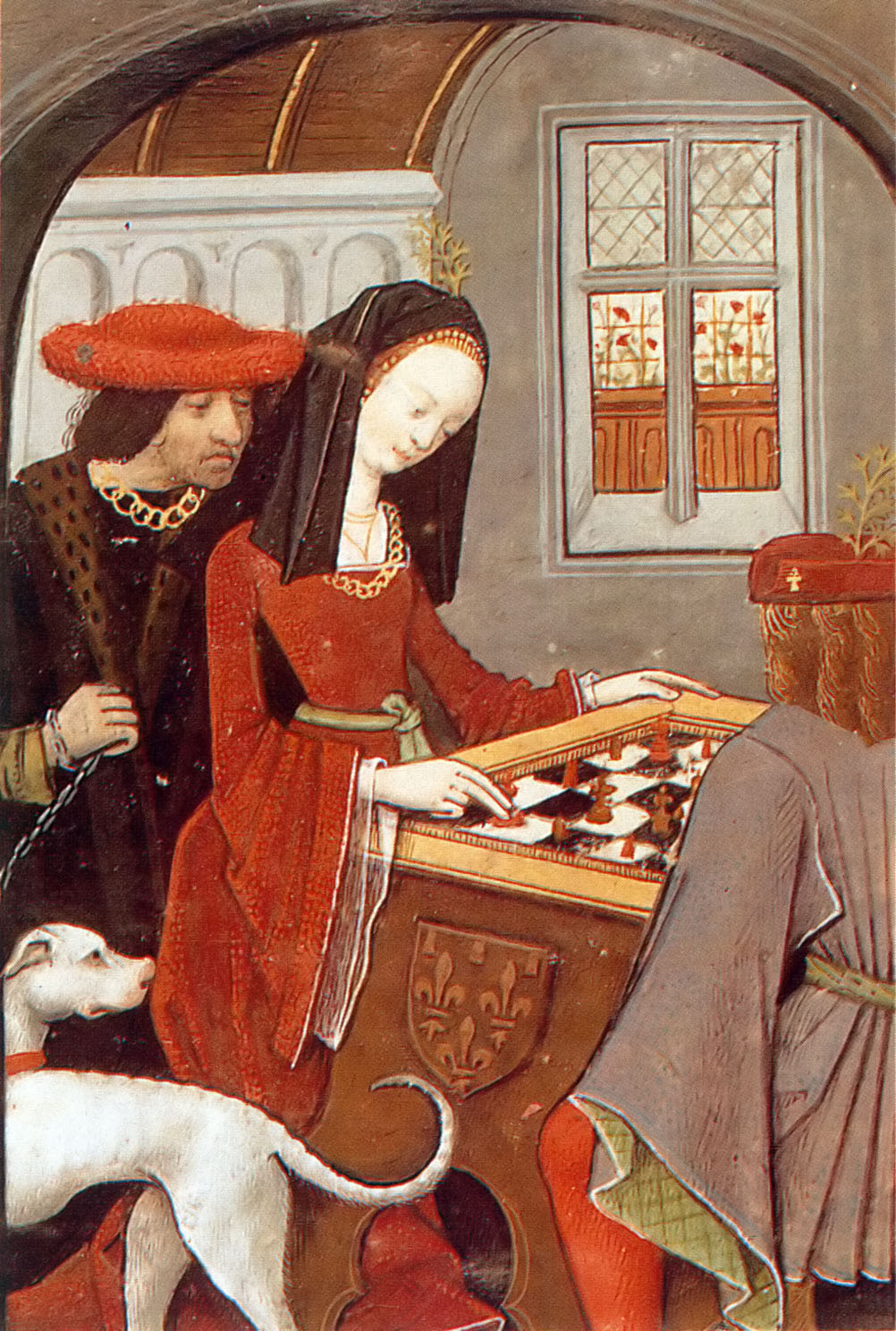
Робине Тестар. Нравоучительная книга о шахматах любви. Карл Ангулемский и Луиза Савойская играют в шахматы, 1496—1498

## Шахматы в миниатюрах к рыцарским романам
Шахматы упоминаются в рыцарских романах, в том числе в «Тристане» Готфрида Страсбургского, «Парцифале» Вольфрама фон Эшенбаха, «Скакуне» Гуго фон Тримберга, «Итальянском госте» Томмазино из Цирклария, в «Романе о Гвироне Вежественном» Рустикелло Пизанского, в жестах о Ги де Нантейле, а также в поэтических сборниках «Кармина Бурана» и «Манесский кодекс». Они изображаются на миниатюрах к этим книгам. Герои произведений играют в шахматы или наблюдают за игрой (а иногда используют шахматную доску для других целей). Шахматы в подобных произведениях становятся символом придворной культуры, её идеалов и ценностей. Шахматы также считались средством аристократического воспитания.
Роль шахмат в таких произведениях может быть различна: у Кретьена де Труа в романе «Персеваль, или Повесть о Граале» шахматы, если и фигурируют, то ассоциируются скорее с насилием и страстью (нередко герой использует шахматную доску в сражении в качестве оружия, что избрал темой для своего изображения французский миниатюрист). Рено де Монтобан на иллюстрации к рыцарскому роману, повествующему о его приключениях, крушит шахматной доской своих противников. В более поздней переработке «Дидо-Персеваль», которая считается прозаическим пересказом утерянной книги Робера де Борона, шахматы с периферии сюжета перемещаются в центр повествования и герой приобретает важный жизненный опыт именно во время игры в шахматы. Изображение прерванной в середине партии в шахматы содержится в «Летописи и завоеваниях Карла Великого» Жана Тавернье (1455).

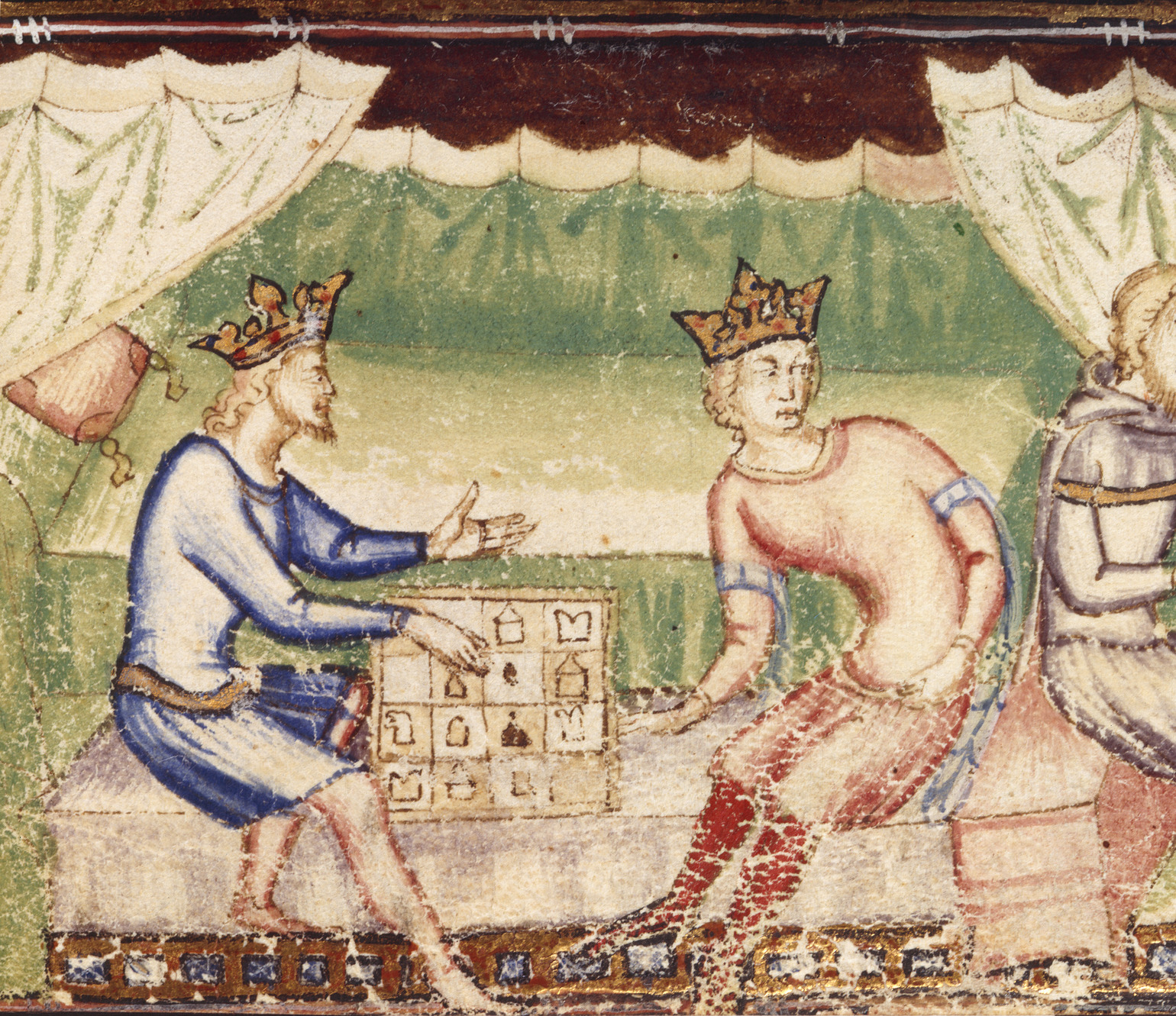
«Роман о короле Мелиадусе». Два короля играют в шахматы, около 1352
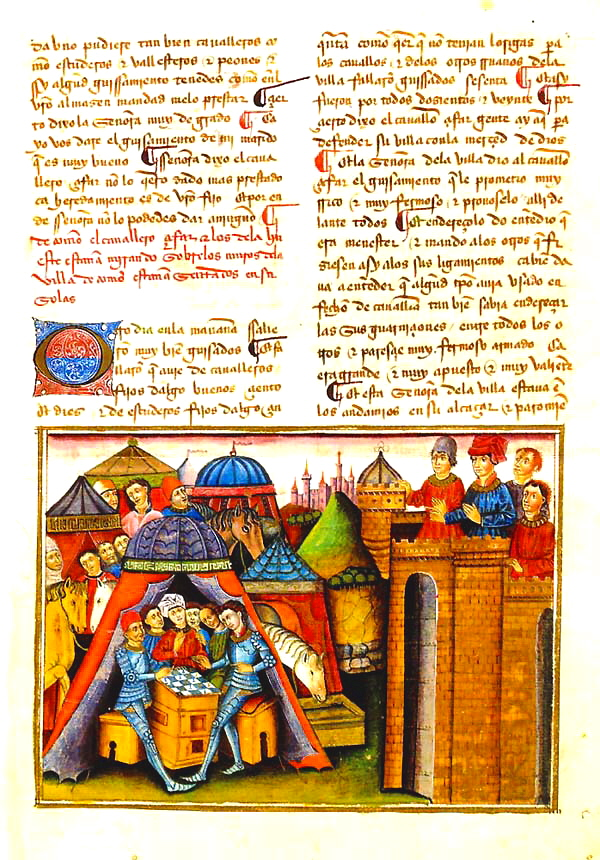
Аноним. «Рыцарь Сифар», 1464 (?)
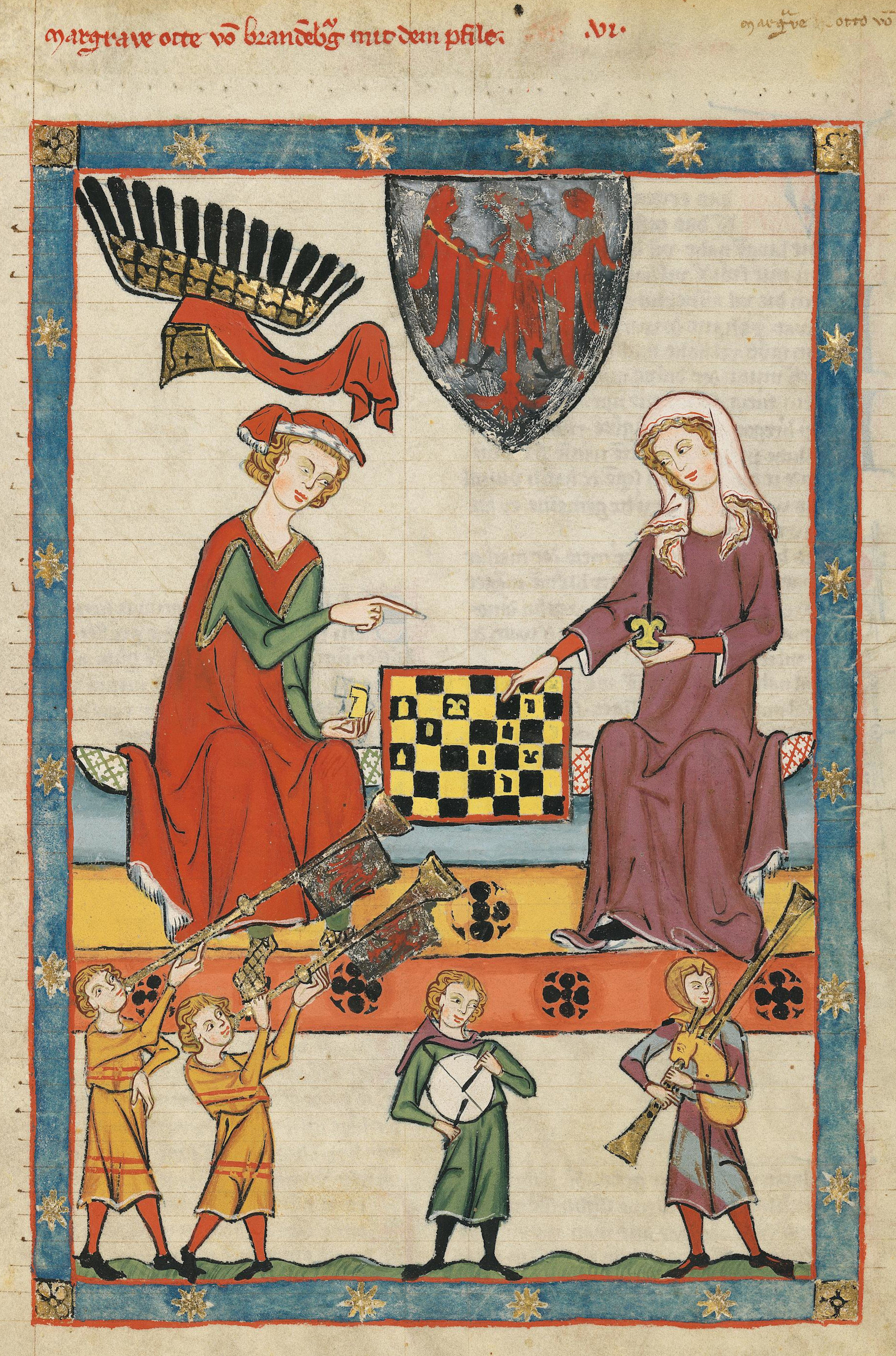
Манесский кодекс. Король Оттон IV играет в шахматы со своей супругой, между 1305 и 1340
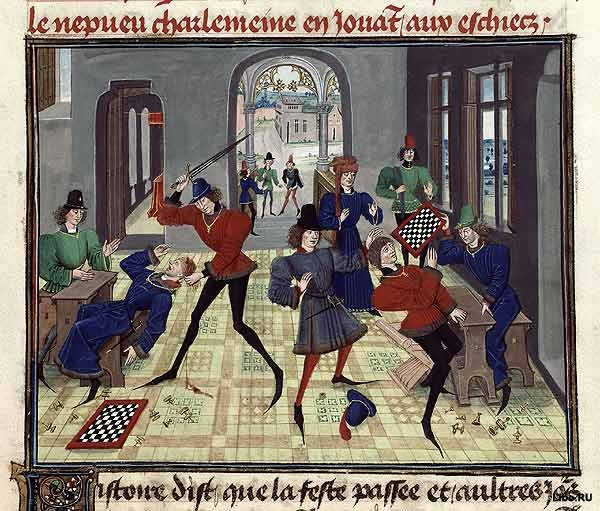
Миниатюра XV века. История Рено де Монтобана, 1468—1470

## Шахматы в станковой и фресковой живописи XIV—XV веков

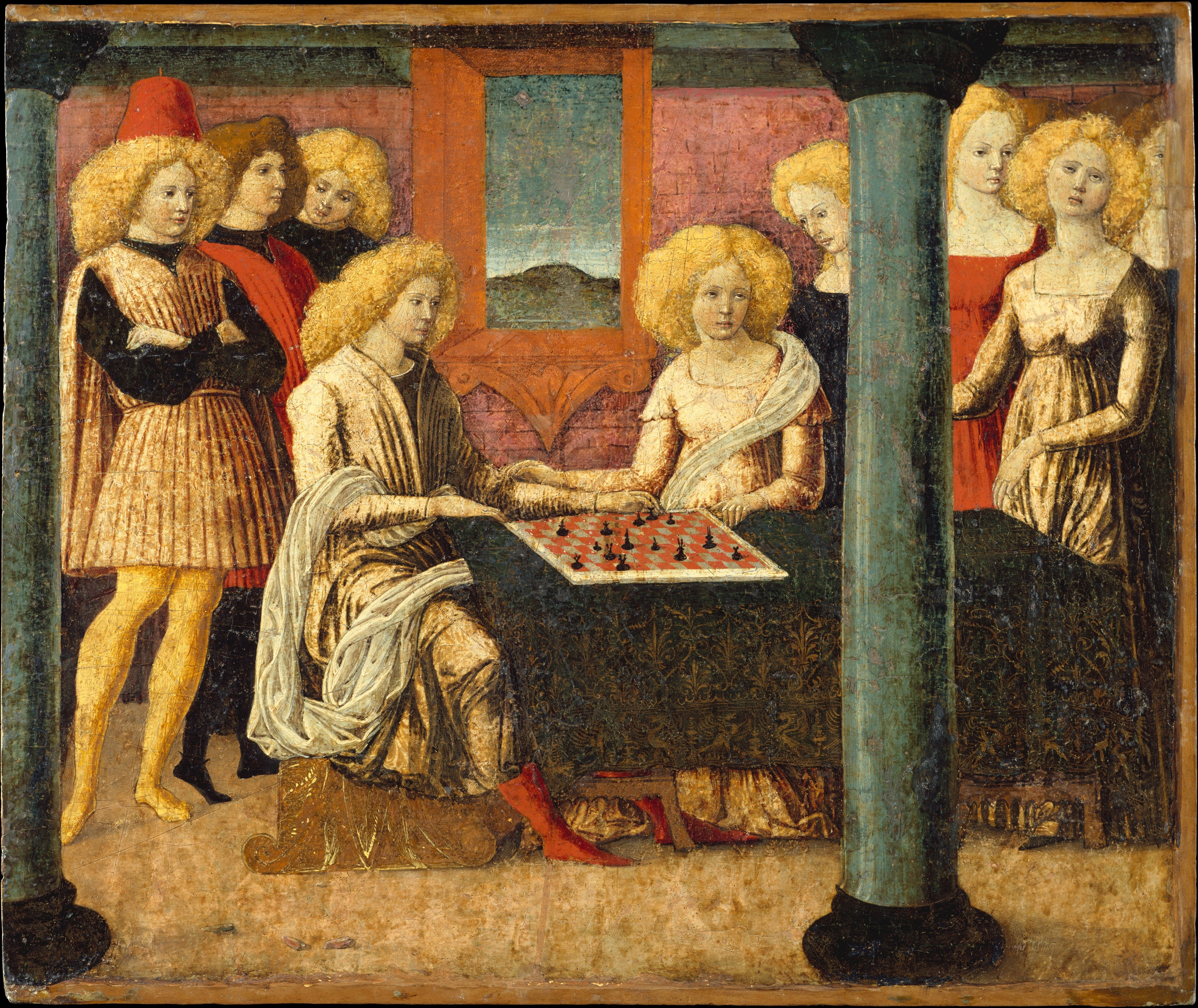
Либерале да Верона. Шахматисты, 1475

Изображения шахмат в этот период в станковой и монументальной живописи встречаются довольно редко. Художнику Николо ди Пьетро атрибутируется картина «Визит Понтициана к Святым Августину и Алипию» (1413—1415). Святой Августин изображён за шахматной партией со своим другом Святым Алипием. «Шахматисты» — французский витраж XV века. Изображение допускает различные, в том числе весьма двусмысленные, толкования. В обоих случаях, как и во многих других упоминаниях этой игры в литературных и исторических произведениях этой эпохи, шахматы подразумевают некую греховность людей, которые играют в них.
Весьма популярной становится тема противостояния дамы и кавалера в шахматном поединке. Тема любви-противоборства привлекает большое число художников своей многозначностью. Изображаются влюблённые, жених и невеста, муж и жена. Одним из наиболее популярных в своё время подобных произведений стала гравюра «Большой Сад любви с шахматистами» Мастера E. S. Созданная около 1475 года одна из трёх сохранившихся панелей кассоне «Шахматисты», приписываемых Либерале да Верона, вероятно, является иллюстрацией к эпизоду рыцарского романа. Кассоне представляет собой сундук, распространённый в Италии в XV веке и предназначенный для хранения вещей, которые женщины обычно приносили в приданое к свадьбе (свадебный сундук).
Небольшая группа изображений посвящена теме шахматного поединка человека с силами Зла. Условно исследователи разделяют её на два вида изображений: поединок человека с Дьяволом за свою душу и со Смертью за свою жизнь. Самое известное из подобных изображений создано художником Альбертусом Пиктором. Написанная им в 1480 году в церкви Тёбю (Швеция) фреска «Смерть, играющая в шахматы» является аллегорией скоротечности жизни человека. Гравюра эльзасского художника конца XV века Израэля фон Мекенема «Смерть ставит мат королю» развивает эту тему и делает свидетелями поражения властителя стоящих рядом его придворных.

## Шахматы в станковой живописи XVI — первой трети XVII веков

Реконструкция позиции на картине Мастера графини Уорик (?) «Портрет Эдварда Виндзора, 3-го барона Виндзора, его жены, Кэтрин де Вер, и их семьи» (1568)

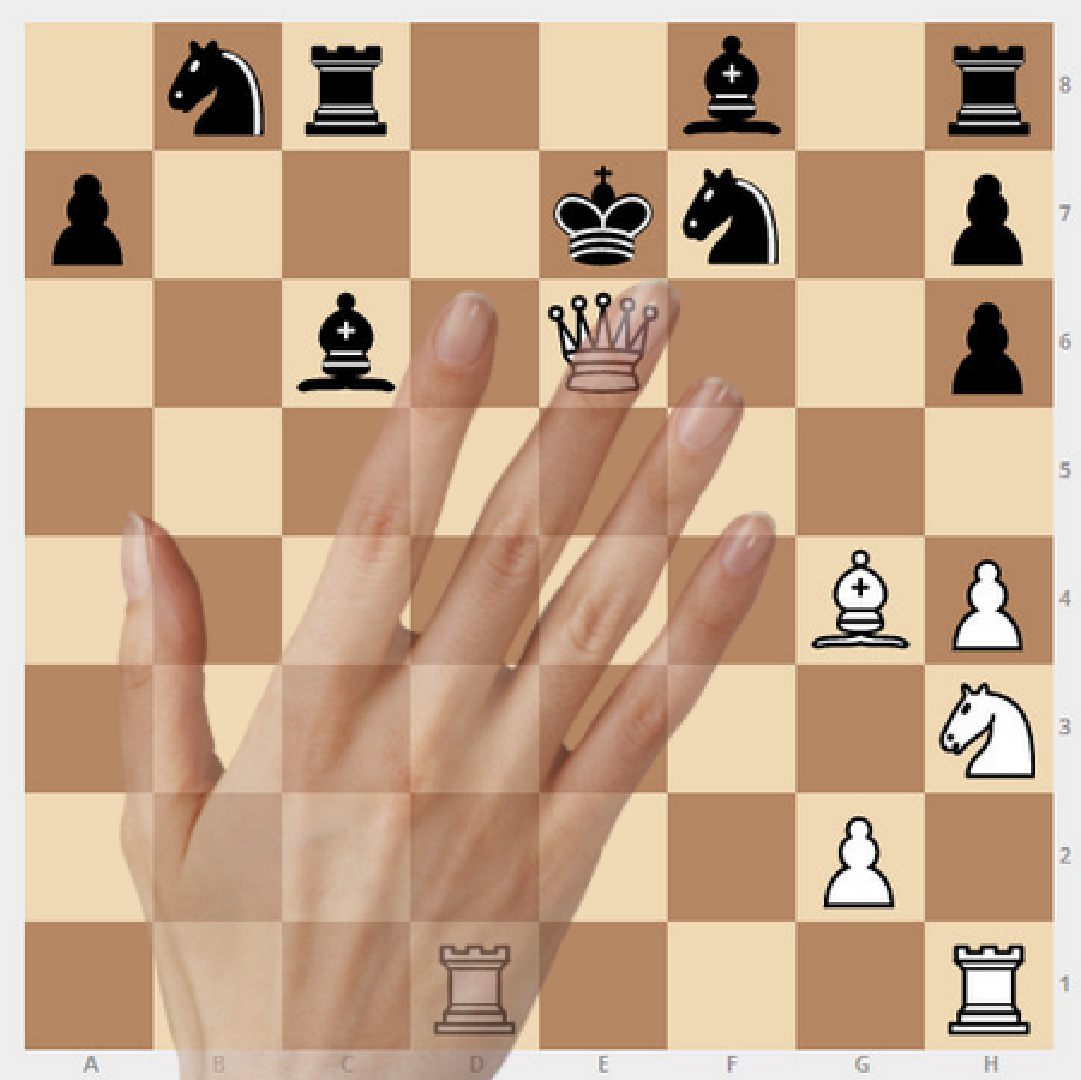
Реконструкция позиции на картине Софонисбы Ангвиссолы «Игра в шахматы» (1555)

Изображения шахмат в подобных произведениях представлены и в этот период. При этом привычные для нашего времени 64-клеточные шахматы соседствуют с другими их вариантами. Игра в шахматы вчетвером («королевская игра») изображена художником на обложке шахматного трактата К. Вейкмана, изданного в Ульме в 1664 году. Голландский художник Ян де Брай создал рисунок пером «Шахматист» (1661 год, возможно, автопортрет), изобразив юношу, сидящего за курьерскими шахматами. На более ранней картине нидерландского художника Лукаса ван Лейдена «Игра в шахматы» (1508) также изображена партия в «курьерские шахматы». Для профессиональных шахматистов этого времени был характерен пристальный интерес к дебюту.

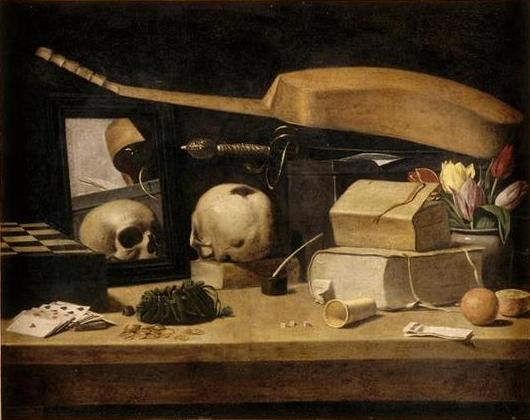
Аноним. Vanitas, около 1650

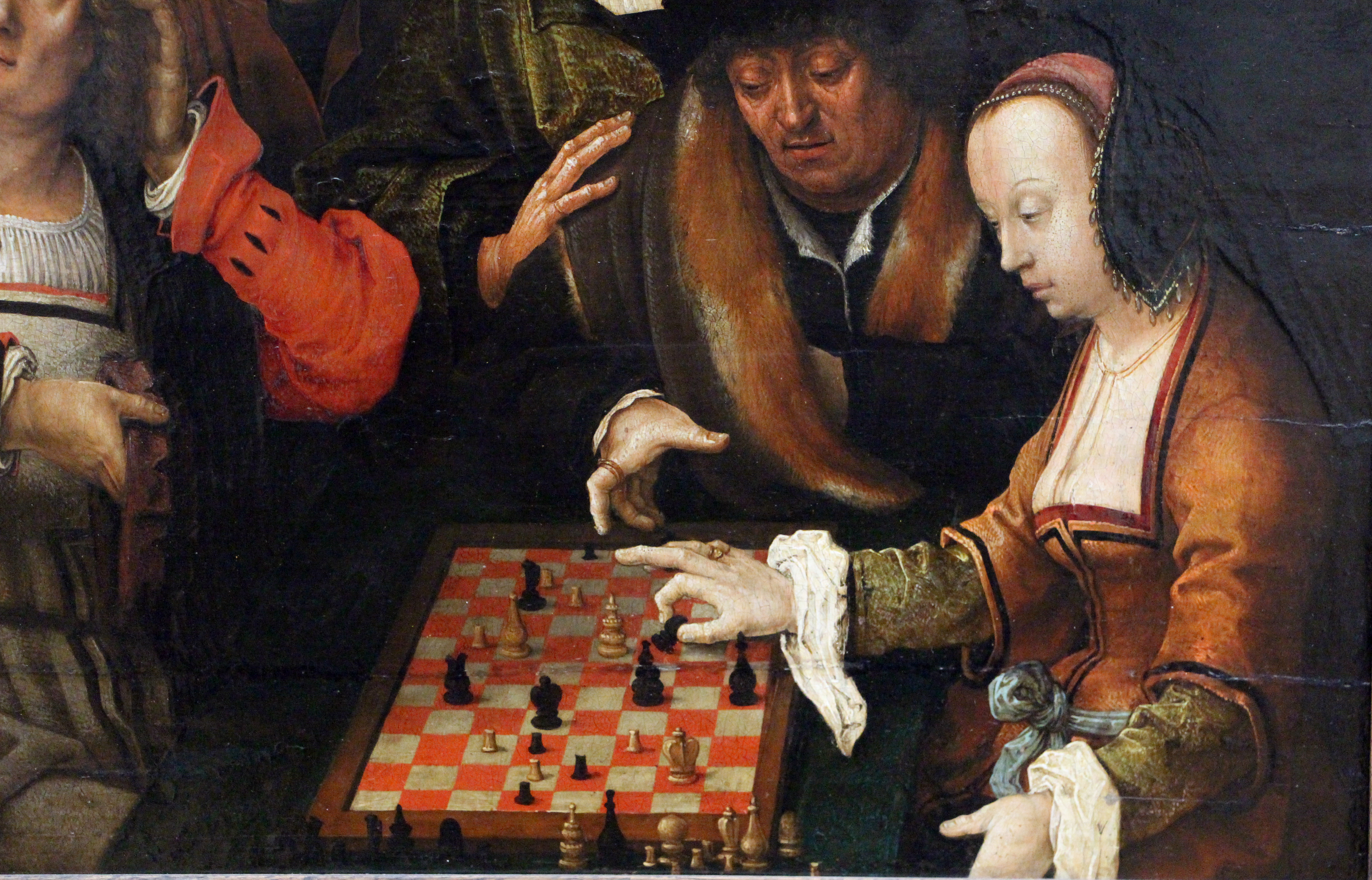
«Курьерские шахматы» на картине Лукаса ван Лейдена Игра в шахматы. Фрагмент. 1508

В 1555 году итальянская художница Софонисба Ангвиссола написала «Игра в шахматы». На картине «Игра в шахматы» её учителя живописи — художника кремонской школы Джулио Кампи — в присутствии родственников играют жених и невеста. В толпе художник изобразил себя и своего отца.
Играющие в шахматы персонажи изображены также на картинах «Курфюрст Иоганн Фридрих Великодушный играет в шахматы с испанским дворянином» (1548, атрибутируется Антонису Мору и показывает драматический эпизод пребывания в плену лидера Реформации в Германии), «Портрет Эдварда Виндзора, 3-й барона Виндзора, его жены, Кэтрин де Вер, и их семьи» (1568, атрибутировалась Мастеру графини Уорик), «Шахматисты» (между 1540 и 1545, Парис Бордоне), на миниатюре «Герцог Альбрехт V и его жена Анна за игрой в шахматы» (1552—1555, Ганс Милих). Последняя запечатлела, вероятно, реальную партию, в которой супруга герцога Баварского одержала победу над своим мужем, изображение находится в каталоге драгоценностей, которые ей принадлежали, на миниатюре представлены портретные изображения придворных, которые, по всей видимости, были свидетелями победы.
Болонскому академисту Лодовико Карраччи атрибутируется картина «Игроки в шахматы» 1590 года из собрания Берлинской картинной галереи. Картина начала XVII века «Бен Джонсон и Уильям Шекспир», принадлежащая, предположительно, голландскому художнику Карелу ван Мандеру или английскому миниатюристу Исааку Оливеру, изображает шахматную партию двух английских драматургов — Бена Джонсона и Уильяма Шекспира. Некоторые исследователи высказывают сомнение в правильности атрибуции и идентификации персонажей. Картина 1610 года «Игроки в шахматы» атрибутируется представителю школы Караваджо.
Особую категорию картин составляют натюрморты с изображением шахматной доски, распространившиеся в XVII веке. Часть из них относится к так называемому типу «Vanitas» («суета сует»), жанру живописи эпохи барокко, который представляет собой аллегорический натюрморт, композиционным центром которого является человеческий череп. Подобные картины, ранняя стадия развития натюрморта, предназначались для напоминания о быстротечности жизни, тщетности удовольствий и неизбежности смерти. Наибольшее распространение Vanitas получил в Нидерландах в XVI и во Фландрии в XVII веке, отдельные подобные изображения встречаются также во Франции и Испании. На таких картинах шахматы символизируют, как и другие изображённые предметы повседневной жизни состоятельного и знатного человека, бренность земных утех. Шахматная доска изображена на «Vanitas» кисти неизвестного художника XVII века из собрания Лувра. На картине «Натюрморт с шахматной доской» Любена Божена (1630), формально не являющейся Vanitas, но стоящей близко к этому жанру, шахматы включаются в сложный мир символов и аллегорий эпохи барокко. Эта картина допускает различные противоречащие друг другу интерпретации.
Оригинальную шахматную трактовку античного мифа предложил итальянский художник Падованино в своей картине «Марс и Венера играют в шахматы»: торжество Любви над Воинскими доблестями проявляется в лёгкой победе богини над её противником в партии (сама позиция на доске демонстрирует несопоставимость добродетелей, олицетворяемых персонажами).
Некоторое количество изображений на шахматную тему содержат пособия по шахматной игре для профессиональных шахматистов. Наиболее значимыми с художественной точки зрения являются гравюры Якоба ван дер Хейдена к шахматному пособию Августа Селенуса. Гравюра на фронтисписе изображает самого автора, демонстрирующего своим друзьям-партнёрам мат-мельницу двумя ладьями. В этом пособии впервые изображены так называемые «лунные шахматы», изобретённые или усовершенствованные автором трактата.

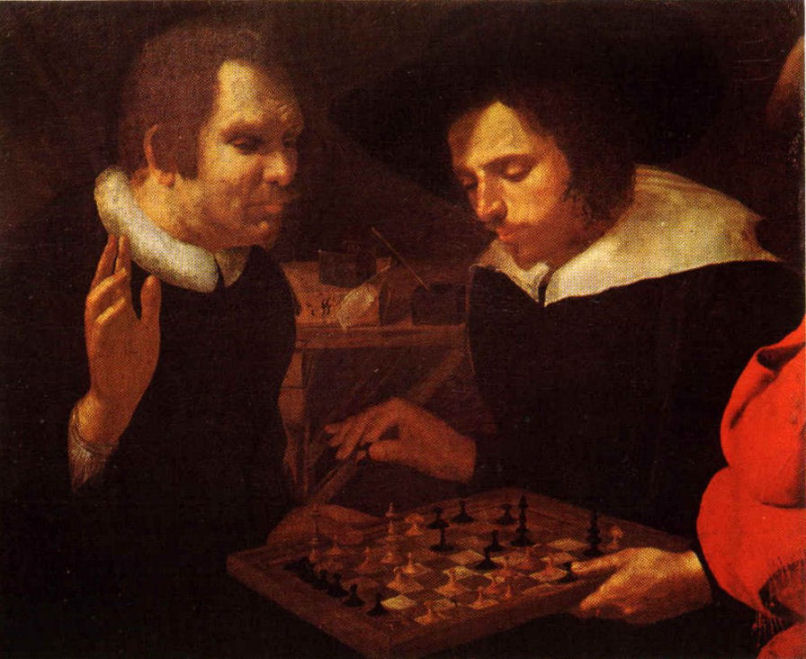
Карел ван Мандер или Исаак Оливер. Бен Джонсон и Уильям Шекспир, 1603
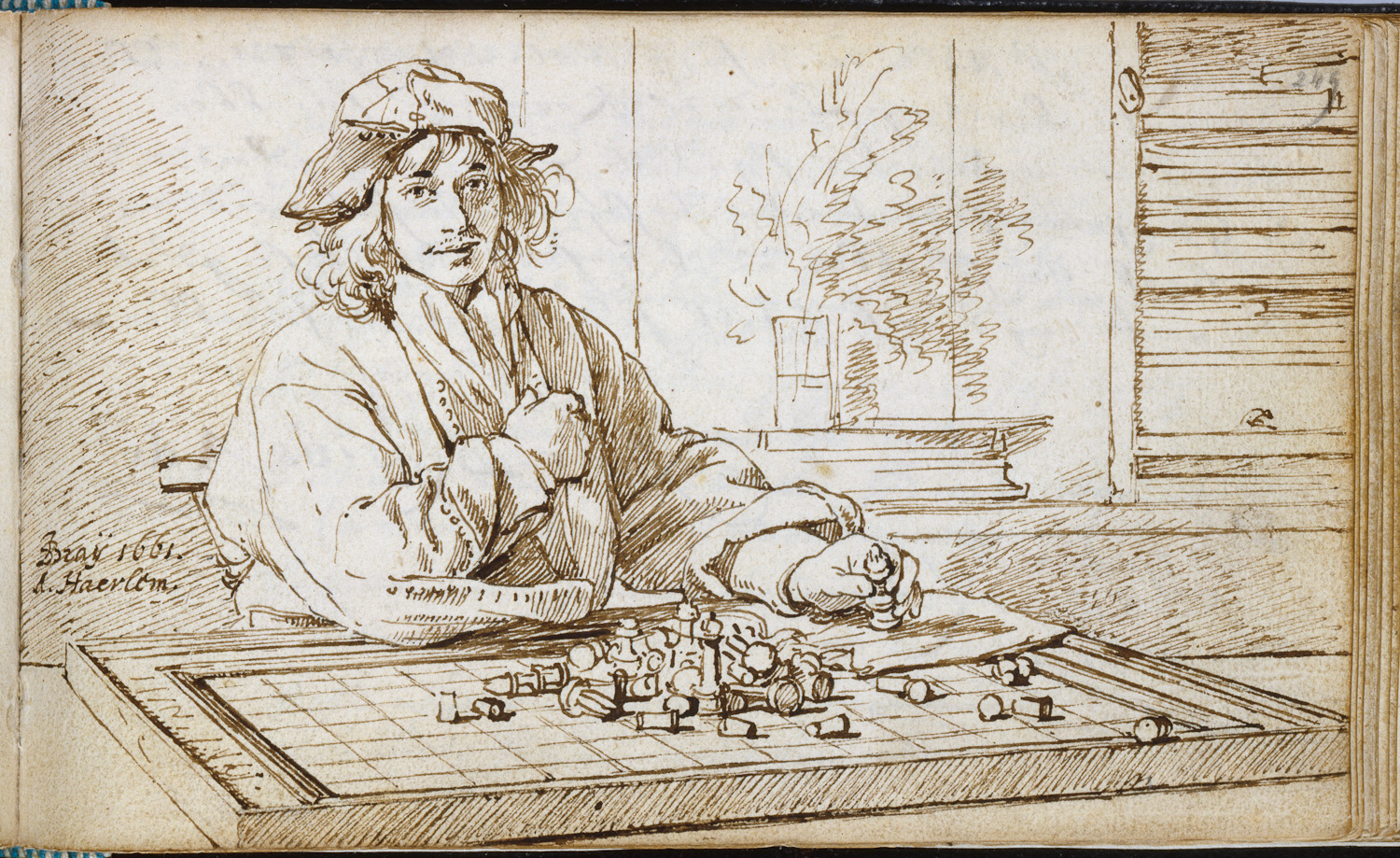
Ян де Брай. Шахматист, 1661
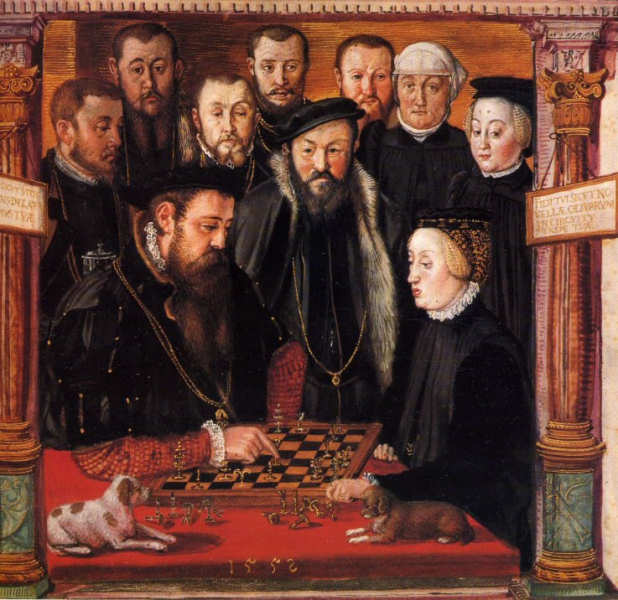
Ганс Милих. Герцог Альбрехт V и его жена Анна за игрой в шахматы. Книга сокровищ герцогини Анны Баварской, 1555
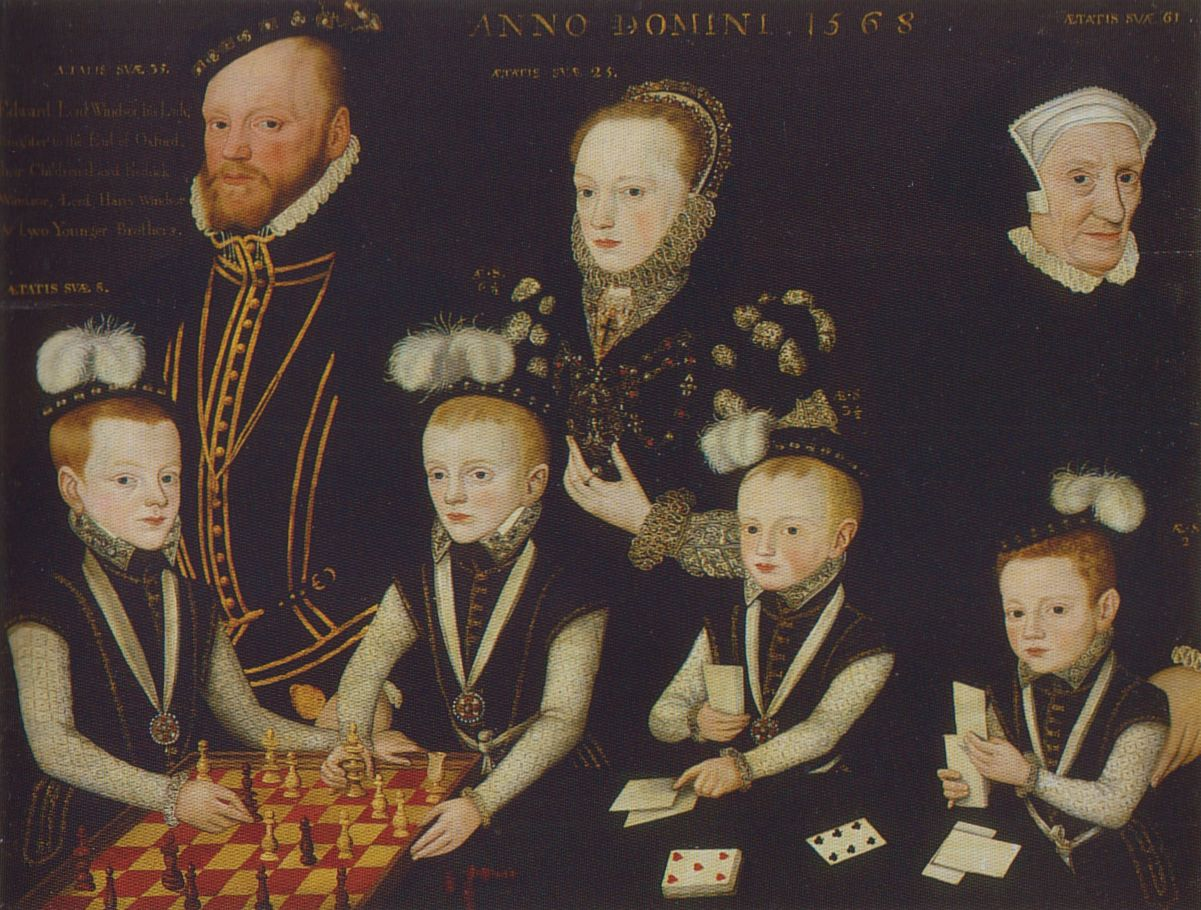
Мастер графини Уорик (?). Портрет Эдварда Виндзора, 3-го барона Виндзора, его жены, Кэтрин де Вер, и их семьи, 1568
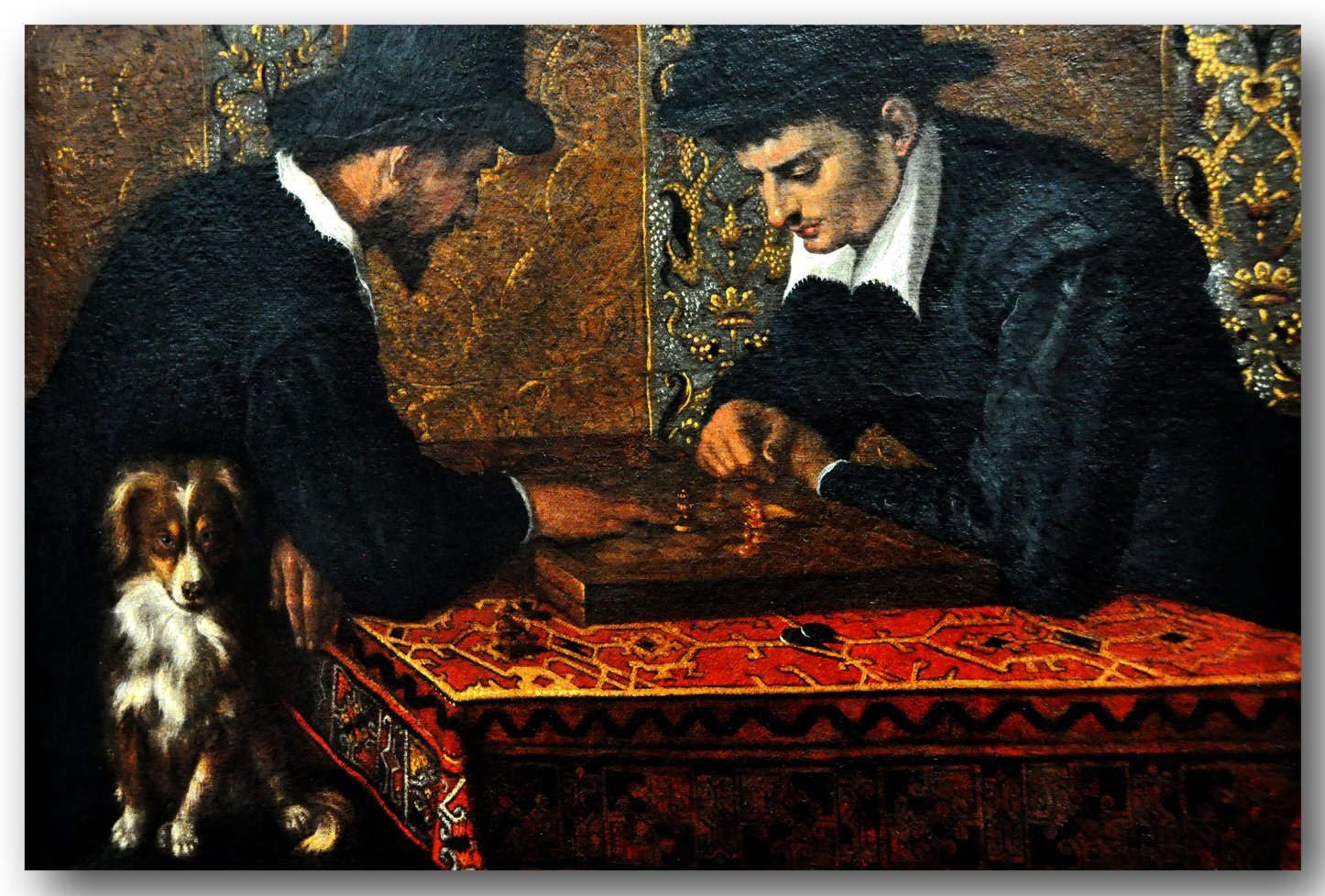
Лодовико Карраччи. Игроки в шахматы, 1590
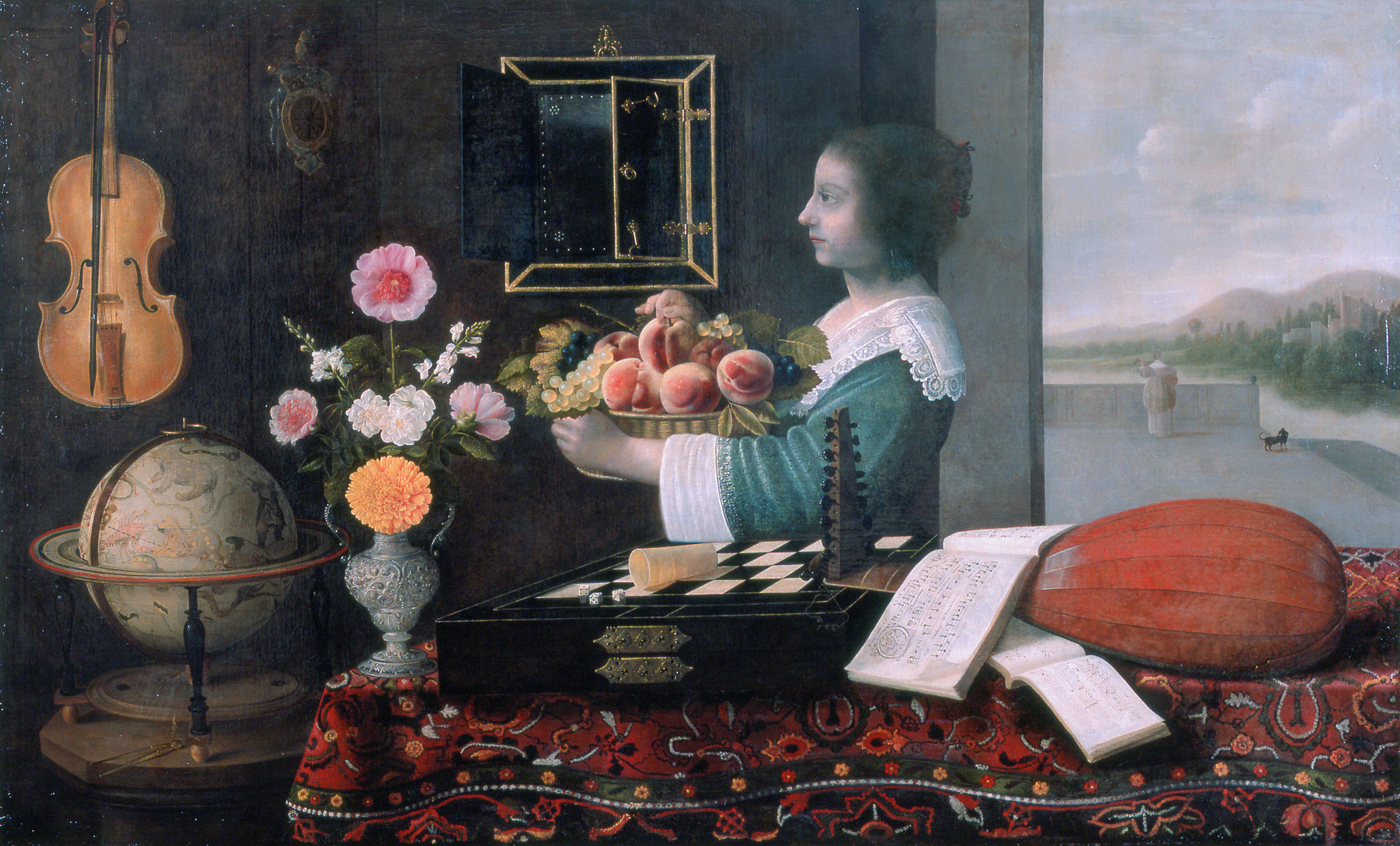
Себастьян Штоскопф. Летом, или Аллегория пяти органов чувств, 1633

## Шахматы в станковой живописи середины XVII—XVIII века
В этот период количество подобных изображений снова начинает возрастать. Шахматы становятся интеллектуальным способом проведения досуга и престижным видом настольных игр. За шахматной партией изображают художники крупных политиков, высокопоставленных придворных, философов. Тем не менее шахматы не появляются на картинах великих художников этой эпохи, они в большей степени становятся предметом интереса живописцев второго ряда. Целую серию изображений шахматистов за партией создал голландский художник Адриан ван дер Верфф.
«Игра в китайские шахматы» (фр. Le jeu d'echets chinois) — офорт британского гравёра Джона Инграма (англ. John Ingram, 1721—1771?, активен до 1763 года) по рисунку французского художника Франсуа Буше. Он изображает национальную игру в сянци — китайские шахматы (кит. 象棋, пиньинь xiàngqí). На офорте изображена доска для сянци, но фигуры представлены европейского образца (в сянци они плоские и единообразные, украшены иероглифами, а на гравюре они отличаются друг от друга в высоту и формой, что характерно для их европейской разновидности). Два различных варианта гравюры, отличающиеся мелкими деталями, хранятся в музее Метрополитен.
Воспитанником и любимцем королевы Швеции Луизы Ульрики был чернокожий мальчик Густав Бадин, на примере воспитания которого вместе со своими детьми она хотела проверить правильность теорий Жан-Жака Руссо и Карла Линнея. Художник Густаф Лундберг изобразил его на «Портрете за партией в шахматы» в 1775 году. Великого французского философа изобразил художник Жан Юбер на картине «Вольтер, играющий в шахматы с отцом Адамом». Вольтер был большим почитателем шахмат, хотя и не блистал глубоким их пониманием. В Лондоне за рекордные 457 250 £ на аукционе Кристис 3 июля 2012 года была продана картина «Портрет Уильяма Эрла Уэлби, и его первой жены, Пенелопы, играющих в шахматы на фоне занавеса» художника Фрэнсиса Котса. Картина отличается не только блестящим исполнением, но и интригует небанальной трактовкой сюжета. Первая картина американской станковой живописи, изображающая игру в шахматы, — «Портрет мисс Хетти и Мэри Моррис» (Гилберт Стюарт, 1795 год).
Необычной является трактовка темы в картине французского художника Реми-Фюрси Дескарсена. В годы Великой французской революции им был создан «Портрет доктора де С., играющего в шахматы со смертью» (1791). Художник не успел его закончить, так как стал жертвой якобинского террора. Цена на картину во время аукциона выросла в четыре раза в сравнении с исходной.

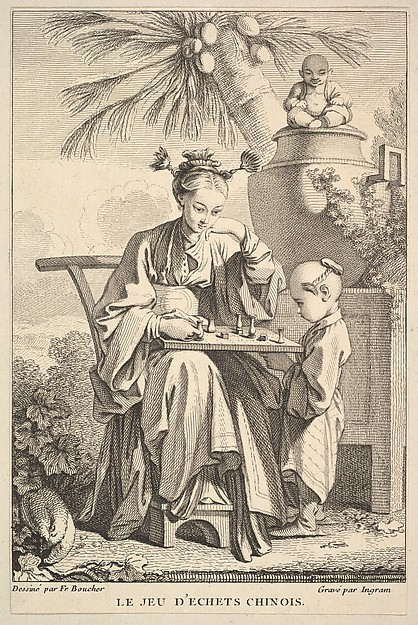
Дж. Инграм по рисунку Ф. Буше. Игра в китайские шахматы, 1741—1763
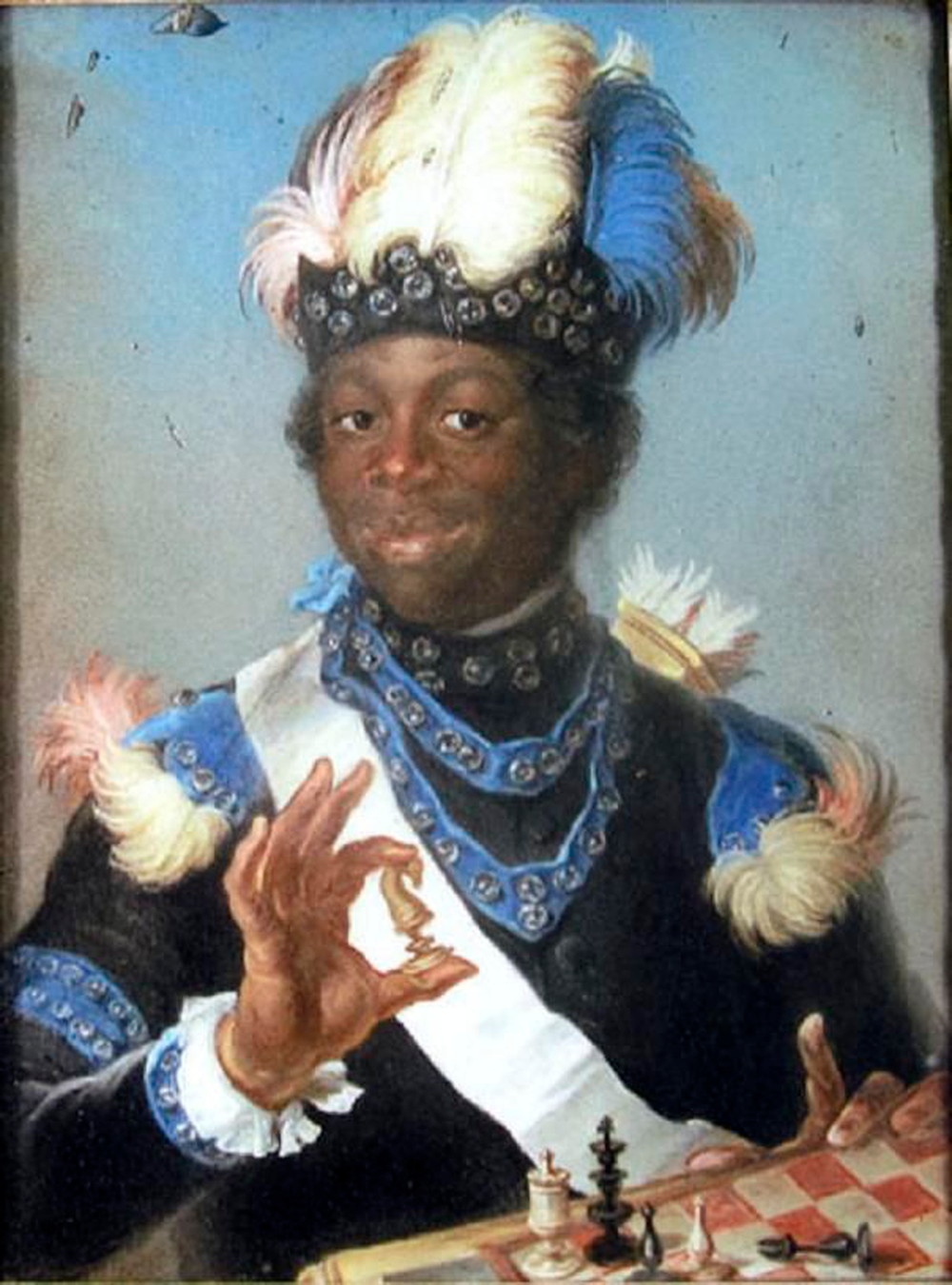
Густаф Лундберг. Портрет Густава Бадина, 1775
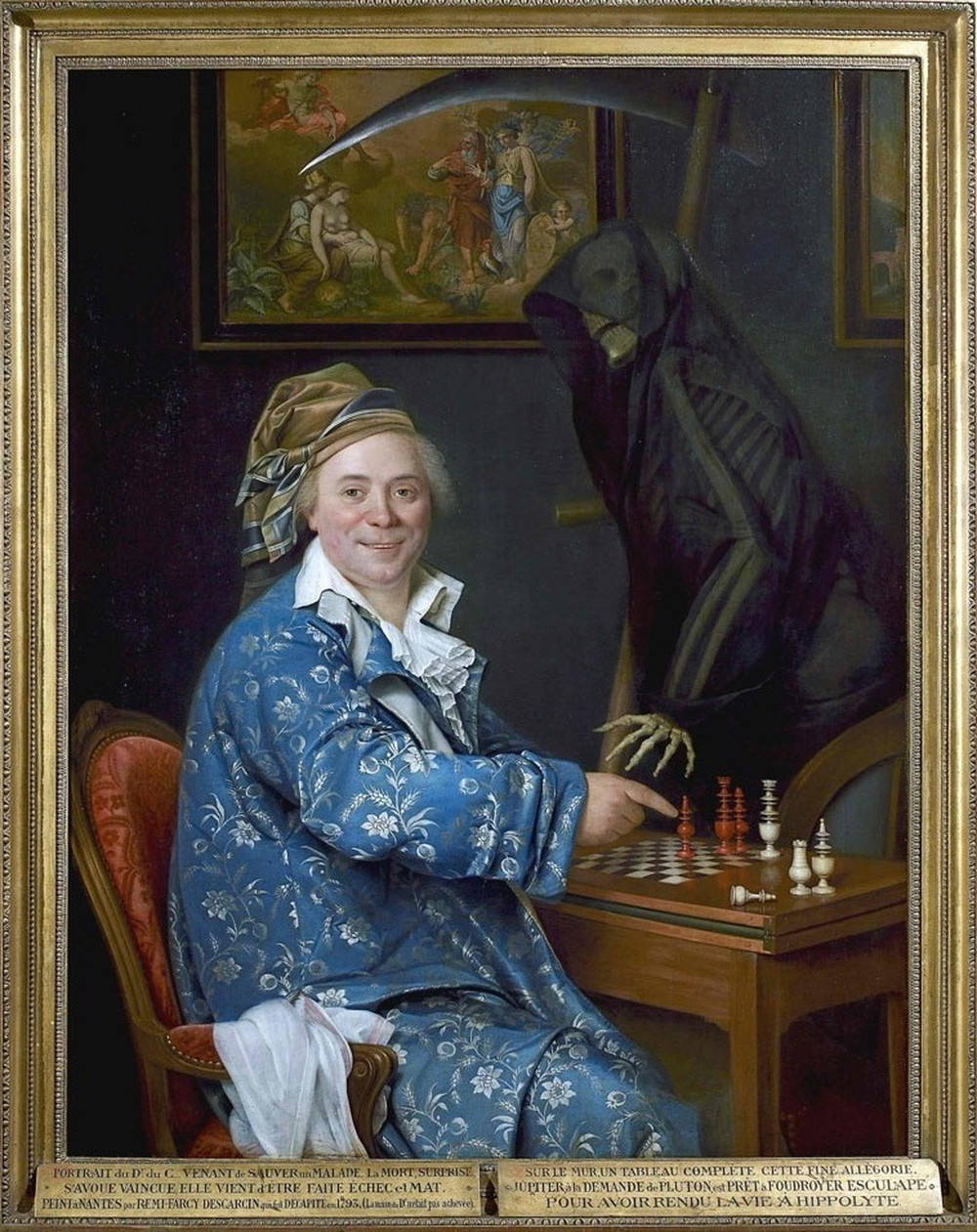
Реми-Фюрси Дескарсен. Портрет доктора де С., играющего в шахматы со Смертью, 1793
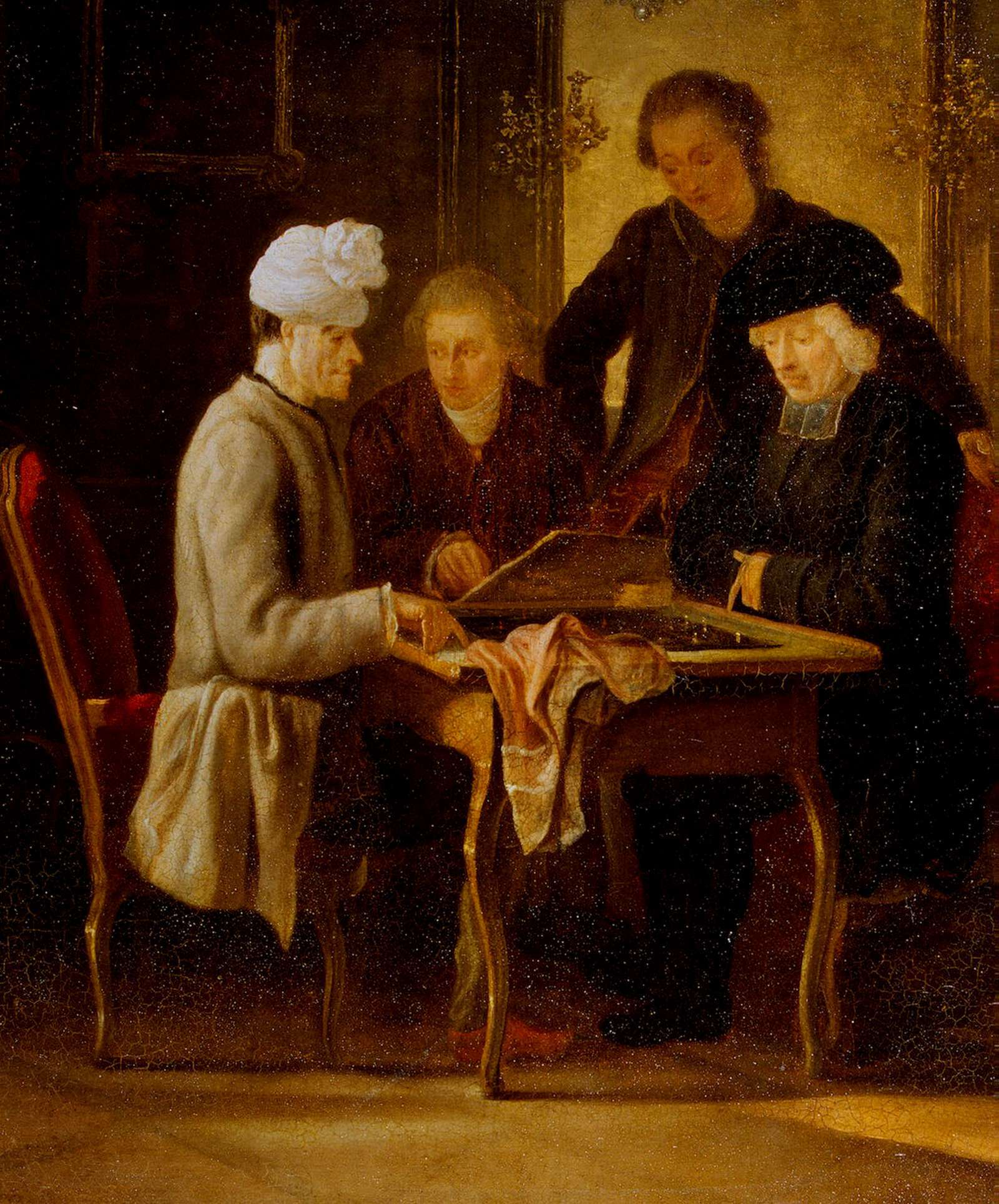
Жан Юбер. Вольтер, играющий в шахматы с отцом Адамом, между 1773 и 1775
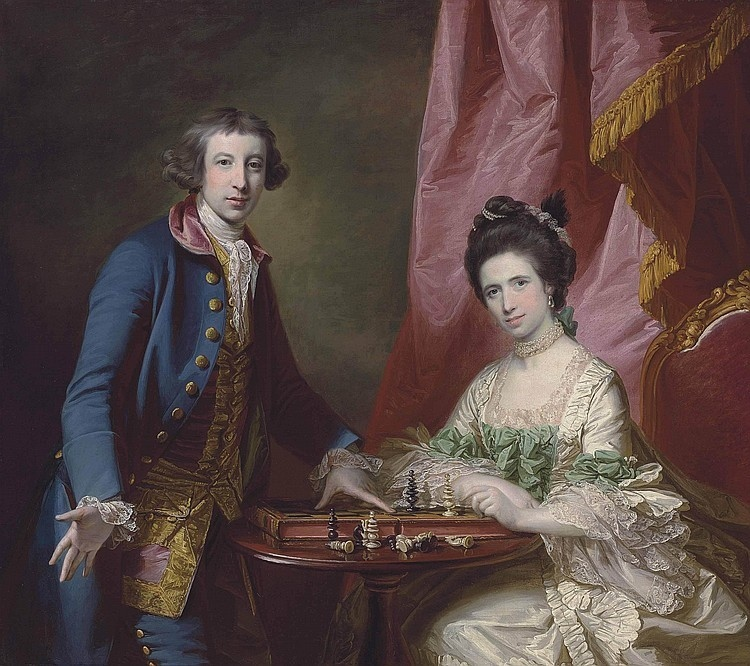
Фрэнсис Котс. Портрет Уильяма Эрла Уэлби и его первой жены, Пенелопы, играющих в шахматы, 1789
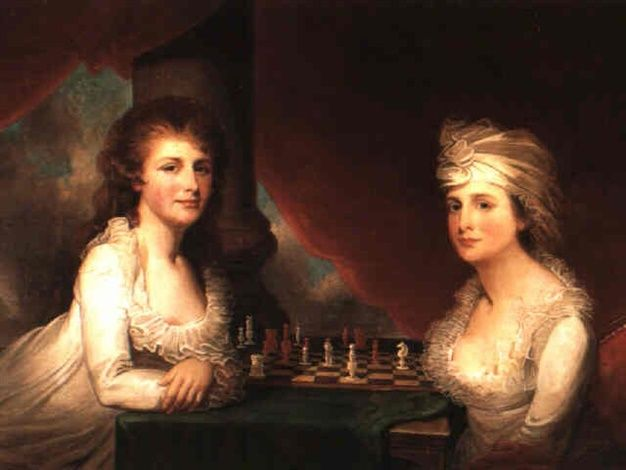
Гилберт Чарльз Стюарт. Портрет мисс Хетти и Мэри Моррис, 1795

## Шахматы в станковой живописи XIX века
Изображения игры в шахматы достаточно распространены и в искусстве XIX века. Их количество резко увеличивается. Появляются художники, которые превращают шахматы в постоянную тему своего творчества. К числу таких художников относится Жан-Луи-Эрнест Месонье. Он создавал картины в стиле малых голландцев, обычно небольшого размера, изображающие партию в шахматы в домашней обстановке, преимущественно с фигурами в костюмах XVIII столетия; совершенство техники в них преобладает над содержанием. Эжен Бенжамен Фишель (1826—1895) — французский живописец, создатель небольших работ во вкусе Месонье, которые отличаются хорошим рисунком, приятной композицией, жизненностью и тонкостью исполнения. Ему также принадлежат несколько картин на шахматную тематику. Артуро Риччи (1854—1919), выпускник Академии изящных искусств во Флоренции, создал целую галерею разнообразных галантных сцен с нарядно одетыми дамами и кавалерами. Художник тщательно работал над деталями костюмов и интерьеров, жизнь переносится художником в эпоху и атмосферу Галантного века, наполненную безмятежной грации. Наиболее популярны в качестве тем его произведений, обычно находящихся в частных собраниях, домашнее музицирование и игра в шахматы.

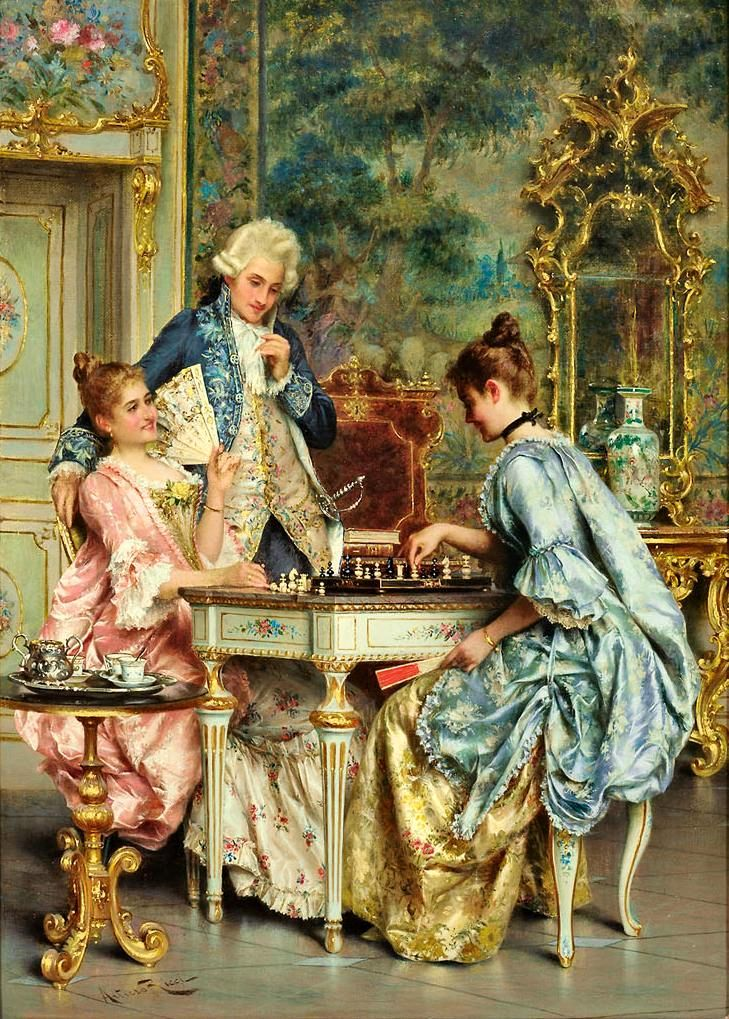
Артуро Риччи. Игра в шахматы

Для некоторых художников шахматная тема и обращение к прошлому (эпохе Просвещения и стилю рококо) становились возможностью размышлять над серьёзными проблемами современности. Ярким примерами подобных изображений являются картины французского художника-академиста Шарля Барга «Игра в шахматы на террасе» и немецкого художника Морица Даниэля Оппенгейма «Визит Лессинга и Лафатера к Мозесу Мендельсону». Сюжет обеих картин переносит зрителя в XVIII век. Картина Оппенгейма изображает воображаемую встречу между иудейским богословом Мозесом Мендельсоном, драматургом и литературным критиком Готхольдом Эфраимом Лессингом и протестантским богословом, основателем криминальной антропологии и поэтом Иоганном Каспером Лафатером. Картина поднимает актуальную и в XVIII и в XIX веках проблему религиозной терпимости и антисемитизма. Картина Барга, выполненная незадолго до его смерти в 1883 году, снова переносит зрителя в эпоху рококо и Просвещения, но пронизана смутным предчувствием несчастья.
Картина американского художника Эдварда Харрисона Мэя «Леди Хау ставит мат Бенджамину Франклину» (1867) изображает одну из попыток предотвратить военные действия между Великобританией и её колониями в Северной Америке дипломатическими средствами. Её действие происходит в 1774 году. К 1772 году относится время действия картины Кристиана Цартмана «Сцена при дворе Кристиана VII». Картина изображает датского короля, страдавшего тяжёлой формой шизофрении, проявлявшейся в приступах садизма и мазохизма, а также играющих в шахматы его жену и её любовника Иоганна Фридриха Струэнзе (незадолго до его ареста и казни). Картина была создана в 1873 году.

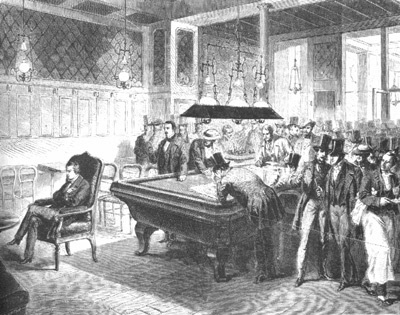
Аноним. Сеанс одновременной игры вслепую Пола Морфи в Кафе де ла Режанс, 1858

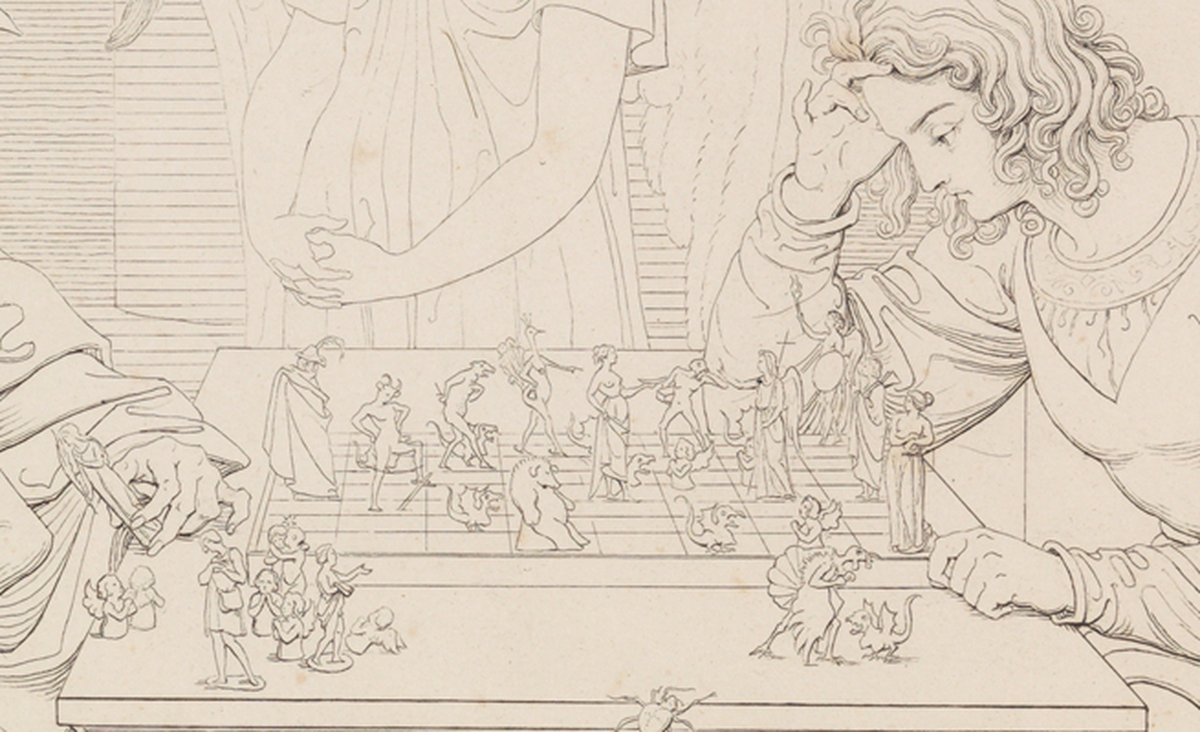
Мориц Ретч. Шахматисты. Деталь офорта, 1831

Целый ряд картин изображают постоянных членов шахматных клубов и саму атмосферу, царившую на заседаниях подобных клубов, появившихся ещё в XVIII веке, но именно в XIX веке получившим национальную и даже международную известность. Картина «Партия в шахматы во дворце Фосс в Берлине» (1818, художник Иоганн Эрдман Хуммель) изображает интеллектуальную элиту Пруссии на заседании первого немецкого шахматного клуба за коллективным анализом шахматной позиции (Schadows Schachklub). Художник сам состоял в данном шахматном клубе и изобразил за партией в шахматы своих друзей и партнёров. Британский художник Томас Лиминг изобразил сцену из жизни провинциального шахматного клуба на картине «Портреты джентльменов из Херефордского шахматного общества» в 1815 и 1818 годах.
Жан-Анри Марле зарисовал эпизод противостояния выдающихся шахматистов своего времени Говарда Стаунтона и Пьера-Шарля-Фурнье де Сент-Амана в 1843 году. Большой интерес вызывали личности знаменитых шахматистов, демонстрировавшие вызывавшие удивление современников способности. В 1858 году современник зарисовал реальный сеанс одновременной игры вслепую, который Пол Морфи давал в Кафе де ля Режанс в Париже. Одинокая фигурка развалившегося в глубоком кресле шахматиста в левой части рисунка противостоит толпе растерянных противников и зевак в правой части. Письменное свидетельство дополняет рисунок подробностями: сеанс продолжался 7 часов и закончился одновременной атакой Морфи на всех досках, которая заставила признать поражение шесть из восьми противников. Рисунок художника Мотти с натуры в Кафе де ля Режанс зафиксировал матч по телеграфу между сборными командами Парижа и Вены в 1894 году. Подобные зарисовки имеют невысокую художественную ценность, но являются важным документом своей эпохи.
Большой популярностью пользовались картина и офорт немецкого художника Морица Ретча (созданы они в 1830-е годы) «Шахматисты». Картина изображает Дьявола, играющего в шахматы против юноши в присутствии его ангела-хранителя. Находясь в гостях у преподобного Р. Р. Гаррисона (реконструировавшего позицию на картине) в Ричмонде в 1861 году, Пол Морфи объявил, что готов защищать позицию юноши, считавшуюся прежде проигранной. Он с успехом выполнил своё обещание. В 1865 году эта работа Ретча стала основой для карикатуры, изображающей победу армии США над Конфедерацией Юга в гражданской войне 1861—1865 годов. Английский художник немецкого происхождения Теодор фон Холст, близко знавший Ретча, создал подготовительный рисунок для гравюры «Сатана играет с человеком на его душу», где обыгрывается эта же тема.
Значительный интерес с художественной точки зрения представляют «Шахматисты» — картина Джеймса Норткота (1807). Загадочный сюжет и атмосфера театрального представления выделяют её среди произведений на подобную тему.

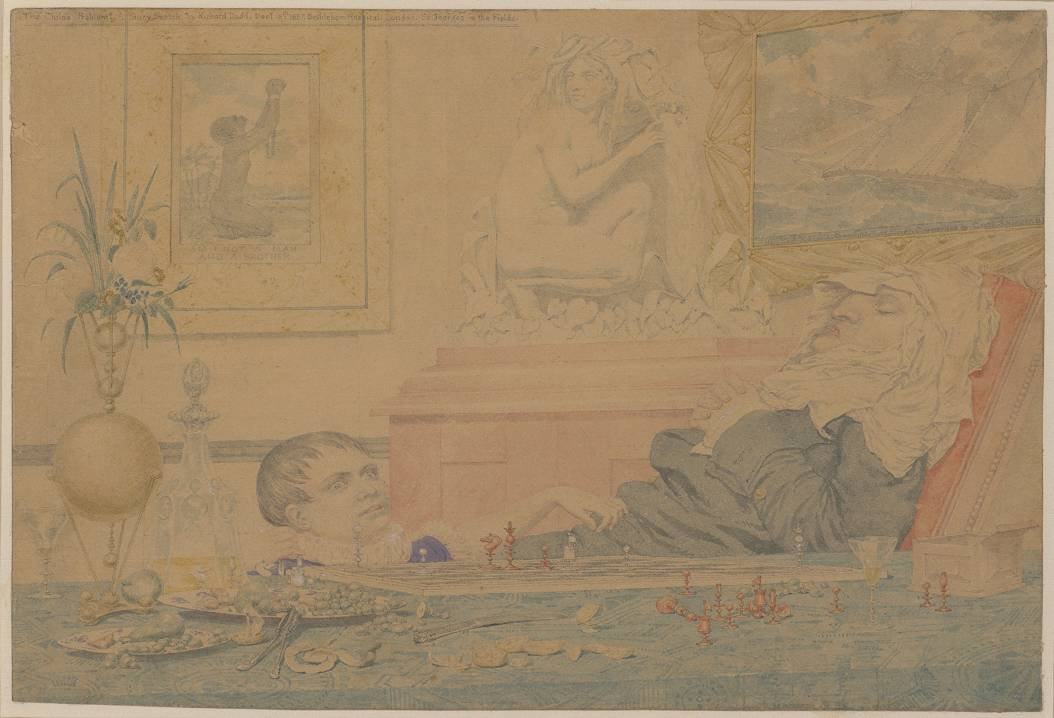
Ричард Дадд. Детская задача, 1857

Особое место занимает акварель «Детская задача» (1857, Галерея Тейт, Лондон), созданная английским художником Ричардом Даддом в психиатрической лечебнице Бедлам, куда он был помещён за совершённое им убийство. Акварель содержит изображение шахматной позиции, на которой изображён изящный мат в два хода. Странный сюжет и загадочный набор объектов, изображённых на столе рядом с шахматной доской, вызывает различные толкования искусствоведов.
Целый ряд весьма известных художников создаёт иллюстрации к пьесе «Буря» Вильяма Шекспира, избирая для своих работ шахматный эпизод этой пьесы. Картина французского художника Жилло Сент-Эвра «Миранда играет в шахматы с Фердинандом, шутливо обвиняя его в обмане» (1822) на сюжет из V Акта «Бури» Вильяма Шекспира поразила современников мастерским созданием мистической атмосферы, окружающих влюблённых, играющих в шахматы. «Фердинанд и Миранда играют в шахматы» — картина Люси Мэдокс Браун на этот же сюжет (1871), но принадлежащая художнице-участнице движения прерафаэлитов, супруге идейного лидера данного движения.
Итальянский художник Луиджи Муссини был крупным шахматистом, шахматным композитором, основал в Сиене существующий до настоящего времени шахматный клуб. Ему принадлежит картина «Шахматный турнир при дворе короля Испании» (1883). Это первая картина, созданная на сюжет из реальной истории шахмат, и она посвящена турниру, организованному испанским королём Филиппом II с участием итальянских и испанских шахматистов. Картина не предназначалась для продажи в частное собрание, она сопровождала художника на шахматных турнирах и демонстрировалась публике на них с целью популяризации игры.
К созданию картин с изображением шахмат стали обращаться и художники, пользовавшиеся общеевропейской и мировой известностью. Шедевром признана искусствоведами картина французского художника Оноре Домье «Шахматисты», созданная между 1863 и 1868 годами.
Появляются немногочисленные изображения на подобную тему в России. На картине Вячеслава Шварца «Сцена из домашней жизни русских царей» (1865) предстаёт царь Алексей Михайлович, играющий в шахматы с боярином. Это — первая картина на шахматную тему, созданная крупным российским художником. На картине Константина Маковского «Смерть Ивана Грозного» (1888) запечатлены известные деятели русской культуры и близкие художнику люди. Картина основана на легендарном рассказе Джерома Горсея о смерти царя за шахматной партией.

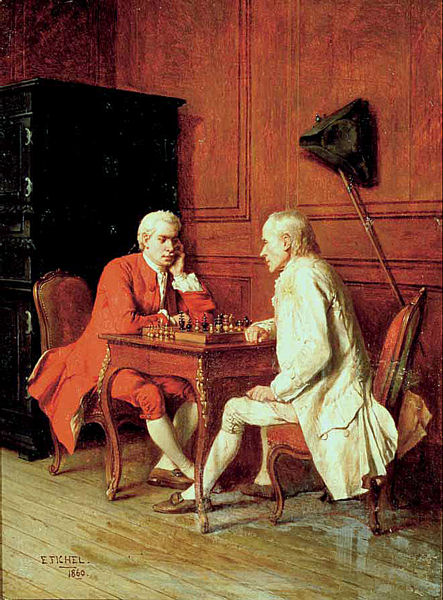
Эжен Бенжамен Фишель. Шахматисты, 1860
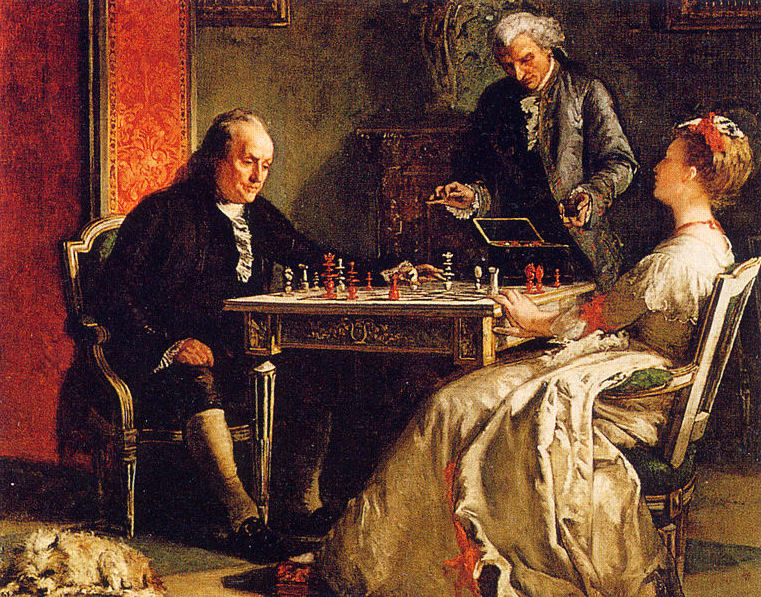
Эдвард Харрисон Мэй. Леди Хау ставит мат Бенджамину Франклину, 1867
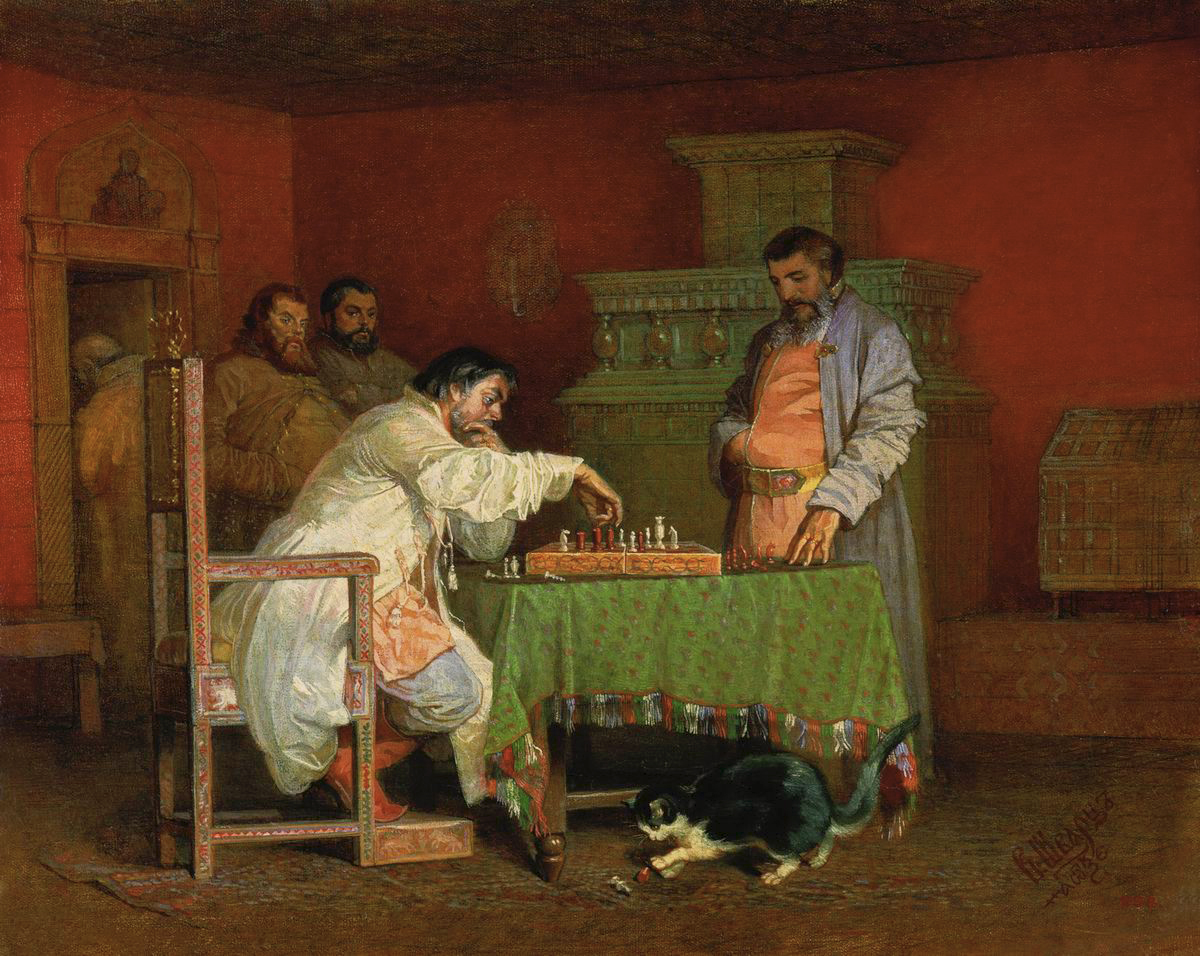
Вячеслав Шварц. Сцена из домашней жизни русских царей, 1865
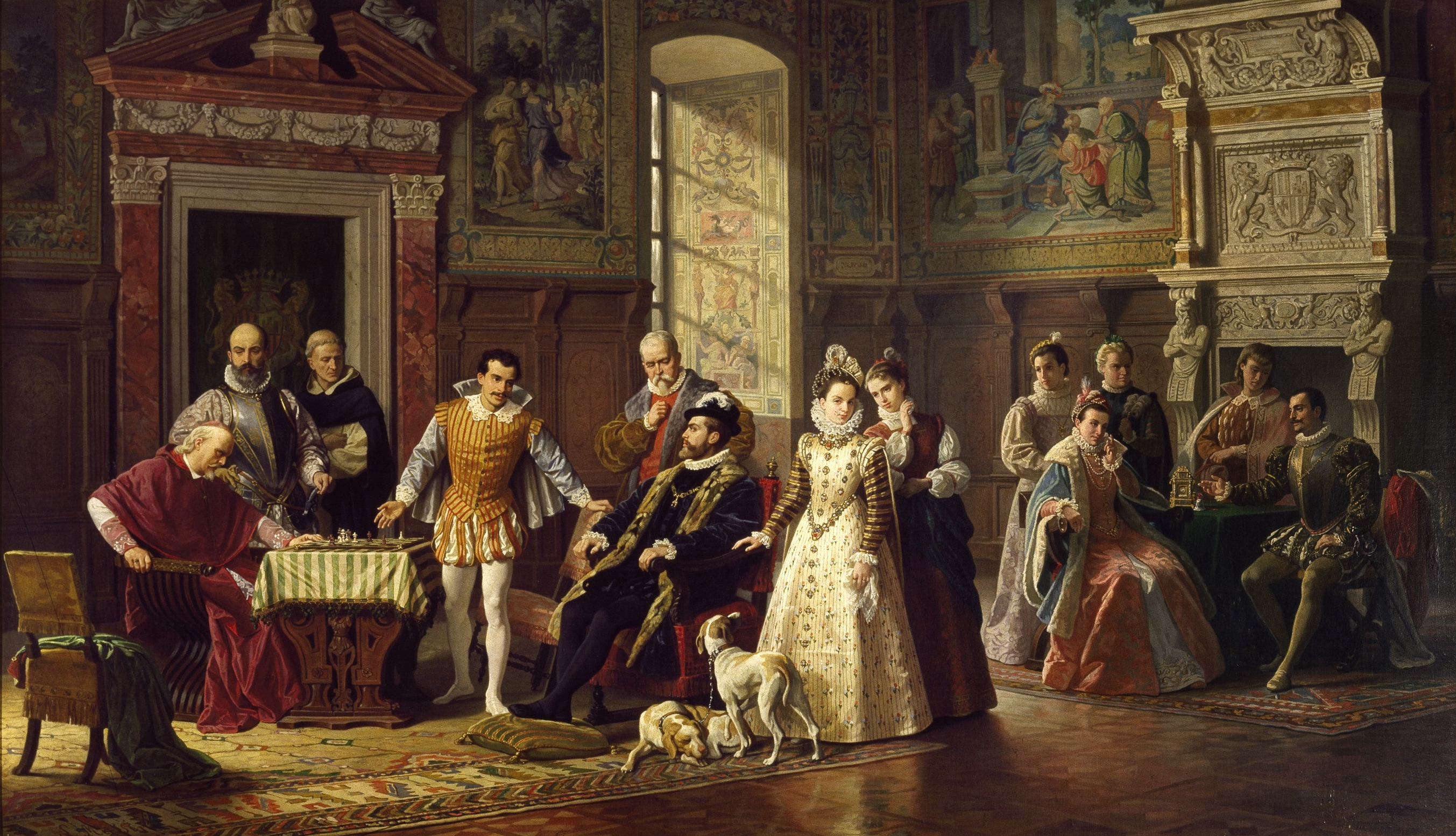
Луиджи Муссини. Шахматный турнир при дворе короля Испании, 1883
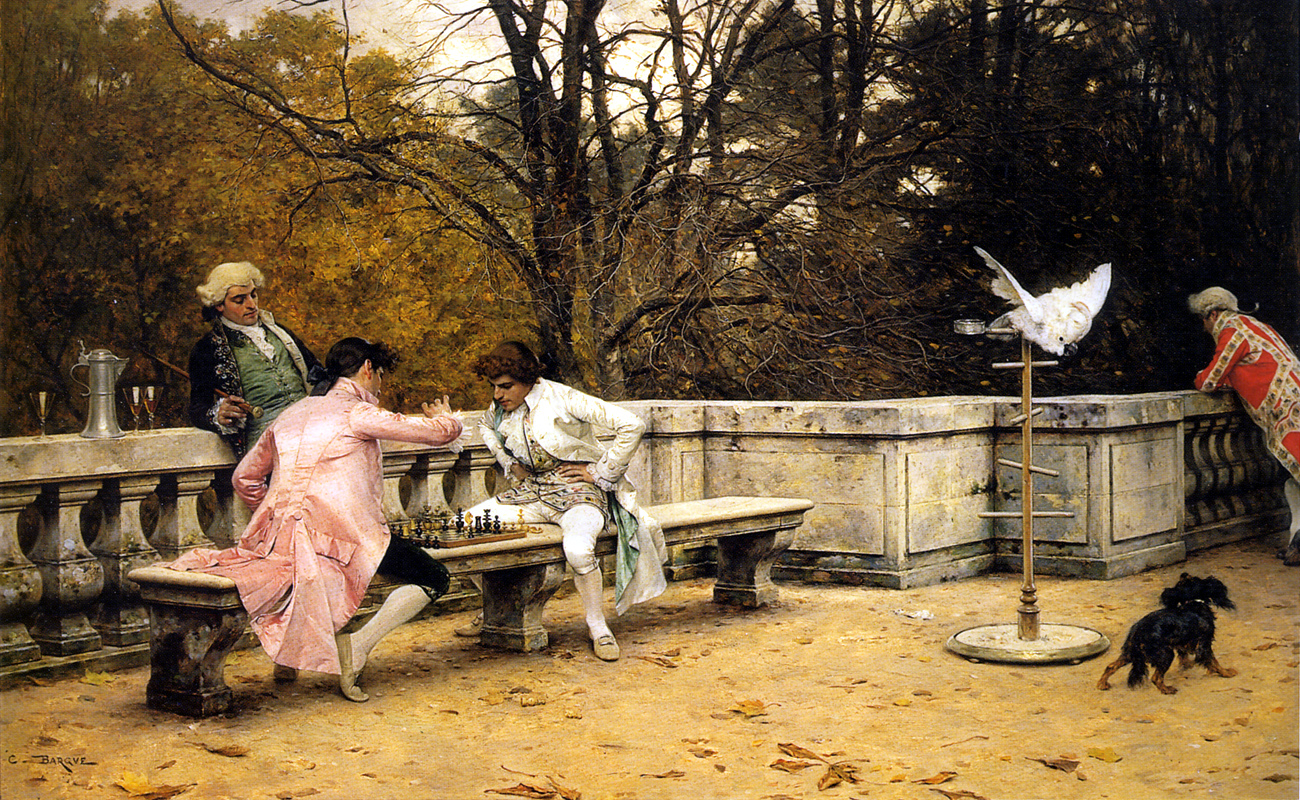
Шарль Барг. Игра в шахматы на террасе, 1883
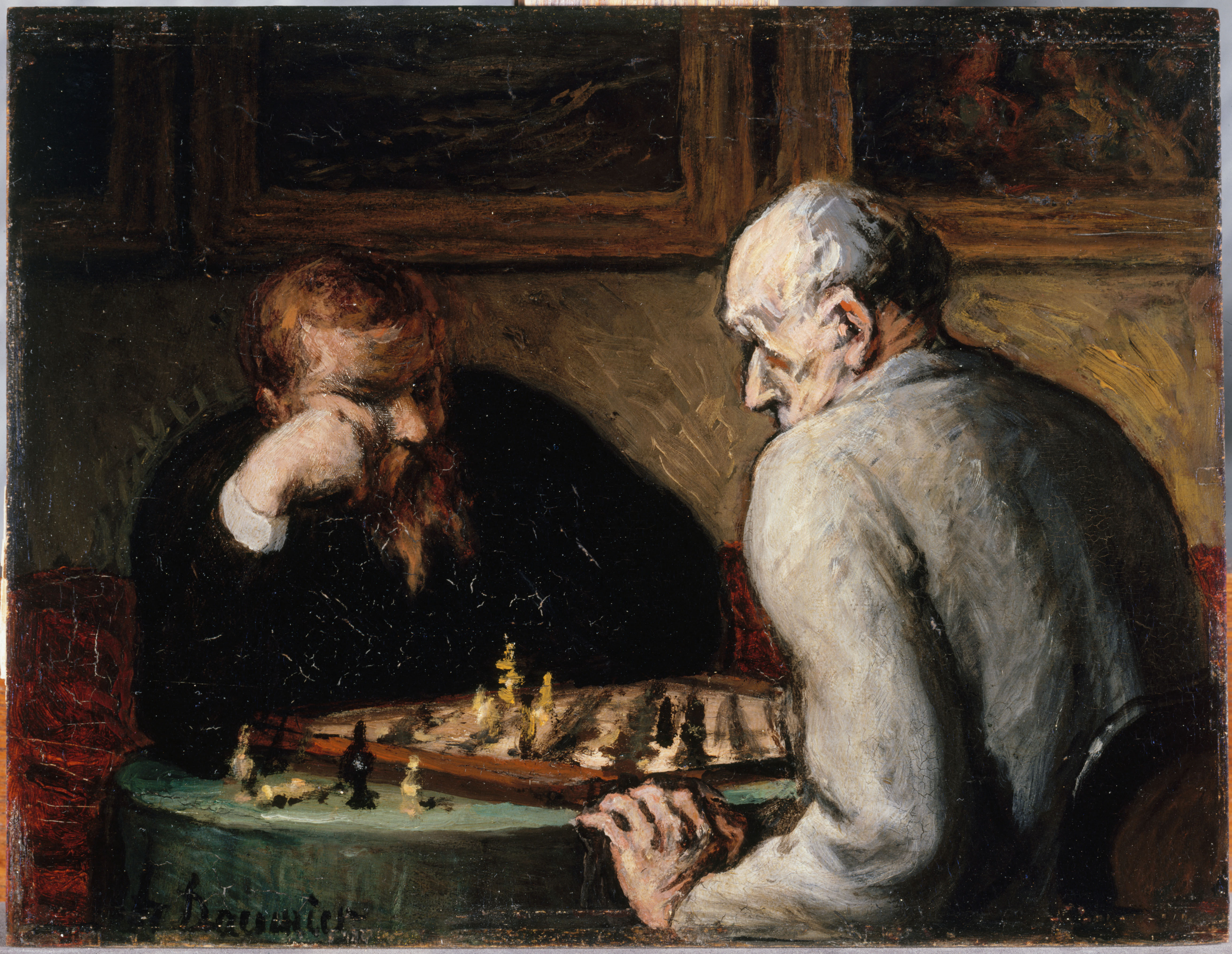
Оноре Домье. Шахматисты, между 1863 и 1867

### Наполеон Бонапарт на картинах шахматной тематики
Любовь Наполеона к шахматам неоднократно становилась объектом изображения художниками XIX века. Уже при жизни Наполеона получили распространение два основных типа изображений:
- Карикатуры, где под видом шахматного поединка изображаются победы Наполеона над его противниками или его поражения[60].
- Рисунки, изображающие Наполеона играющим в шахматы со своими друзьями. Одна из ранних подобных гравюр находится в собрании Национальной библиотеки Франции и носит название «Наполеон играет в шахматы на острове Святой Елены» («Napoléon joue aux échecs à Sainte-Hélène», Издательство Villain). Она относится к 1816 году[61].

### Духовенство на картинах шахматной тематики
Шахматные сцены с участием католического духовенства, запечатлённые художниками II половины XIX века, уже давно привлекают внимание искусствоведов и частных коллекционеров. В основе подобных картин лежат антиклерикальные настроения, господствовавшие в то время, требующие изображать духовных сановников в светских и легкомысленных сценах. Коммерческий успех таких картин был обусловлен в немалой степени экономическим процветанием крупной буржуазии, потерявшей религиозные иллюзии в последние десятилетия XIX века и в самом начале XX века как в Европе, так и в США. Растущий средний класс и ослабление религиозности способствовали росту спроса на подобные картины. Они снимали покров тайны с повседневной жизни духовенства. Андреа Ландини, один из самых популярных художников этого жанра, с детальностью и юмором показывает светский образ жизни представителей высшего духовенства. Эти его картины приобретались не только частными коллекционерами, но и крупными европейскими государственными музеями. Греческий искусствовед Николас Сфикас разделяет подобные изображения на несколько типов: 1) шахматная партия между представителями духовенства, 2) священнослужитель играет против мужчины подчёркнуто светского типа, 3) священнослужитель выступает противником обаятельной молодой женщины
Наиболее успешные художники этого жанра, кроме Андреа Ландини: испанский импрессионист Хосе Гальегос-и-Арноса (он жил в одном доме с генералом Ордена иезуитов и мог наблюдать обычаи и повседневную жизнь высокопоставленных представителей католического духовенства, которая не обходилась без привычной партии в шахматы), Публио де Томмази («Партия в шахматы»), Роберто Раймонди («Игра в шахматы с кардиналом»)…. Вполне земные удовольствия, такие, как шахматы, роскошь интерьера, картины на фривольные сюжеты, развешанные на стенах, позволяют художнику мягко иронизировать над помпезностью некоторых иерархов Церкви.
На картине «Шах!» французский художник Жан Жорж Вибер изобразил кардинала Жозефа Феша (дядю Наполеона), играющего в шахматы с Наполеоном Бонапартом и одерживающего победу над ним.

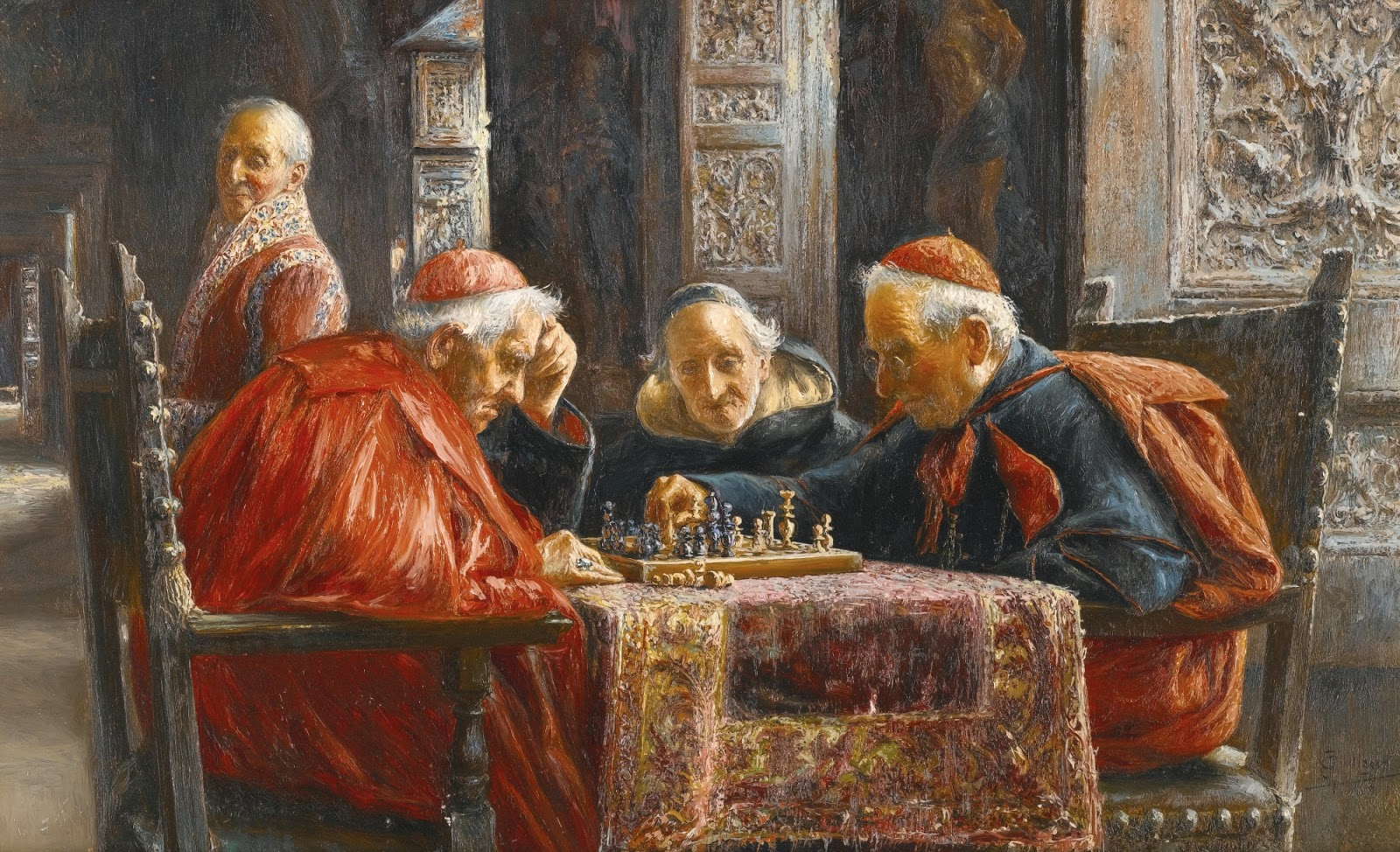
Хосе Гальегос-и-Арноса. Игра в шахматы
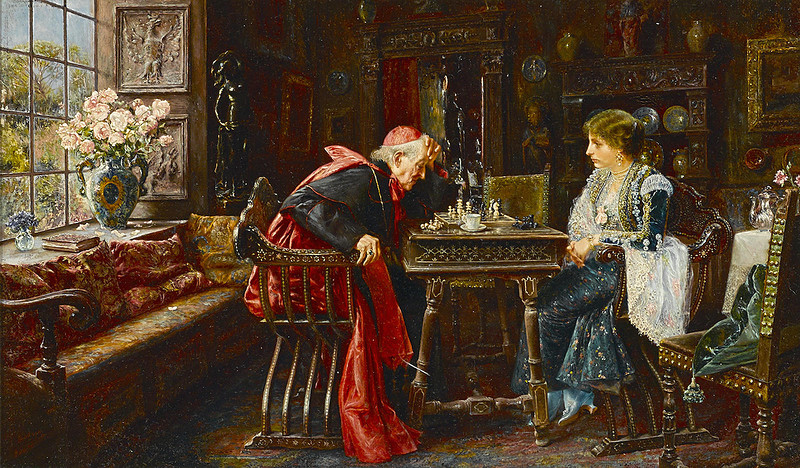
Хосе Гальегос-и-Арноса. Следующий ход
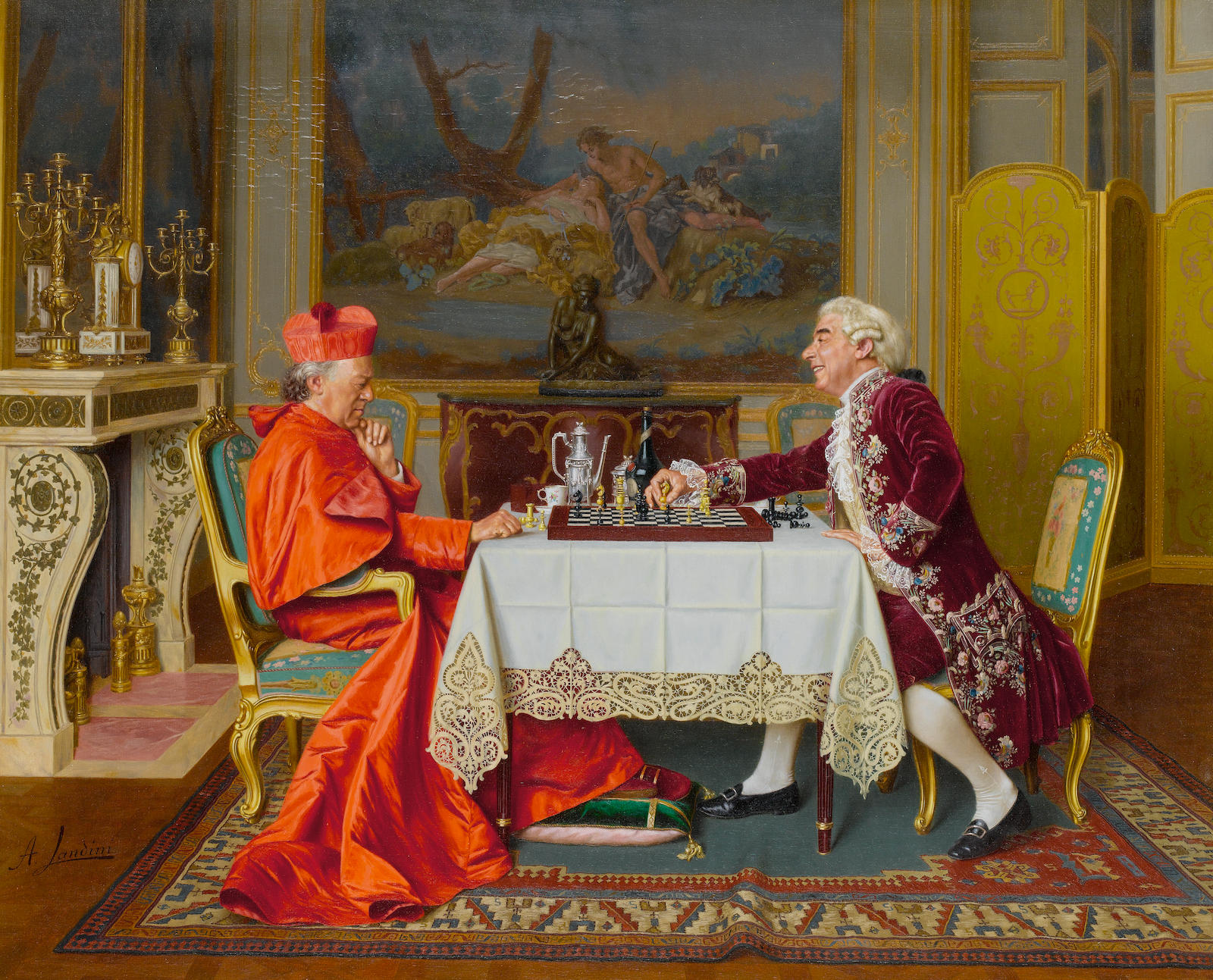
Андреа Ландини. Игра в шахматы
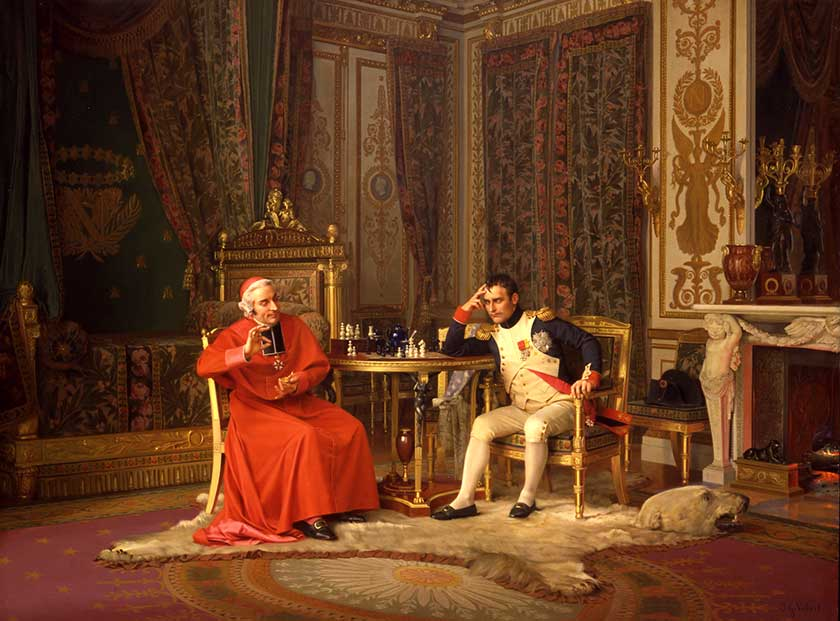
Жан-Жорж Вибер. Шах!
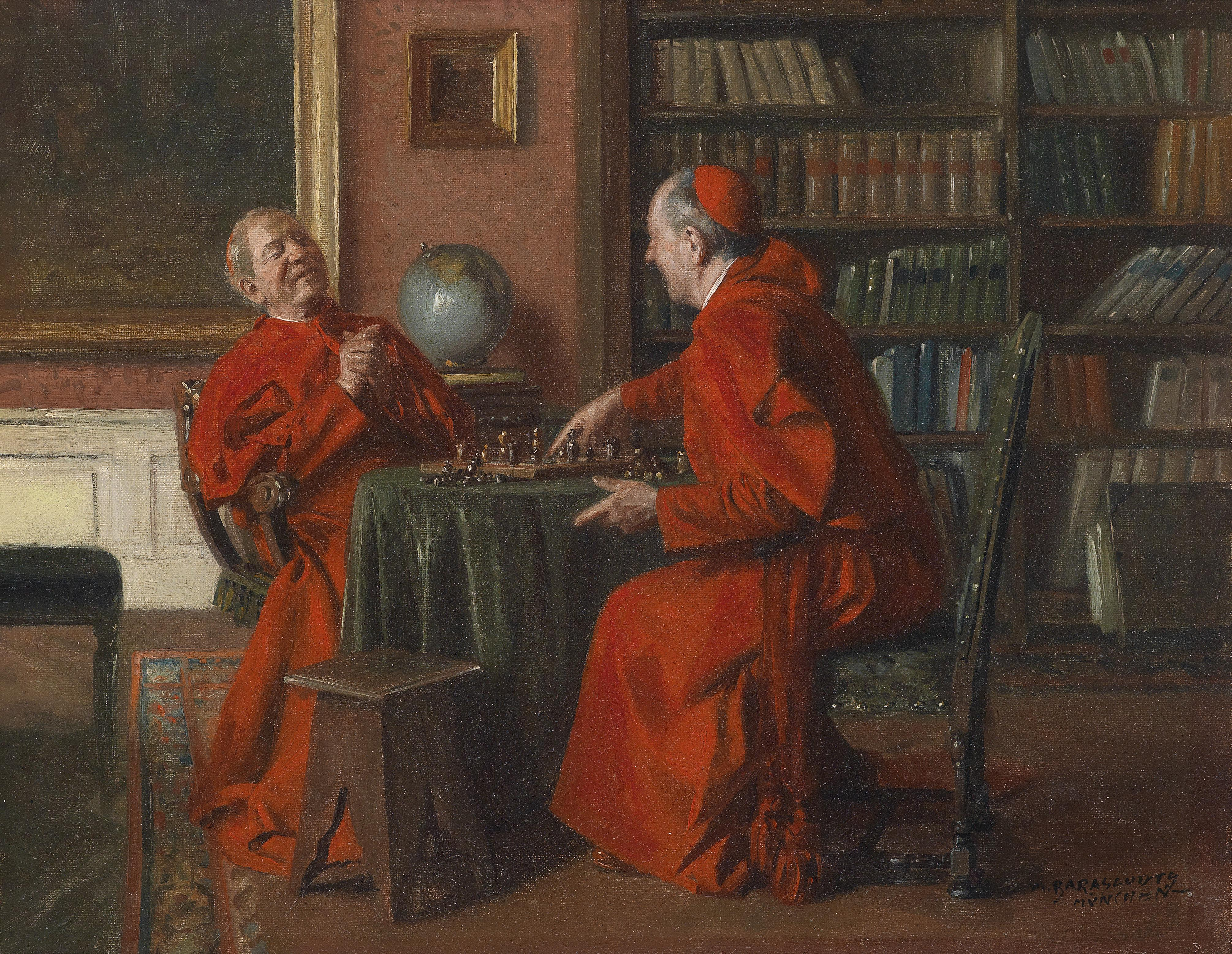
Max Barascudts. Интересная партия, до 1927
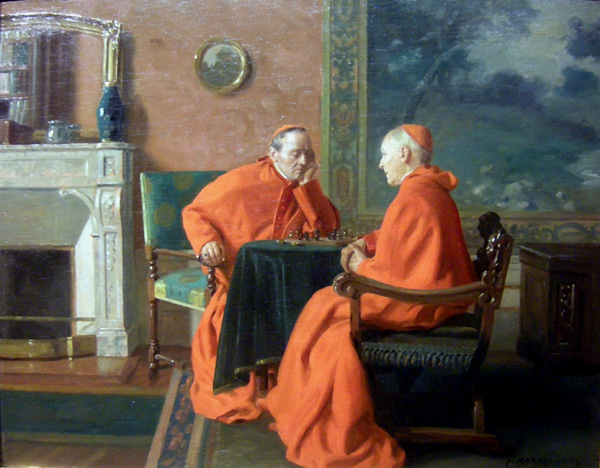
Max Barascudts. Кардиналы играют в шахматы, 1900

### Шахматы на картинах художников-ориенталистов

Неваши Лал (?). Придворные дамы, играющие в шахматы, 1780—1800

Чрезвычайно большую группу картин XIX века составляют работы, показывающие жителей восточных стран за шахматами. Общая причина такого интереса — активная колониальная политика ведущих европейских держав этого времени, а как следствие — установление тесных торговых и культурных контактов. Художников обычно привлекали наиболее экзотические элементы таких сцен: необычность шахматных фигур, используемых в странах Востока, наслаждение шахматистов игрой и открытая непосредственность проявления своих эмоций в противовес сдержанности европейца, воспринимающего шахматы в это время уже как спорт и искусство.
«Кан Гао, китаец из Кайенны» (1821) — картина Пьера-Луи Делаваля, изображающая молодого богатого китайца, прибывшего во Францию для изучения языка. Среди его личных вещей комплект экзотических шахматных фигур. Серию подобных картин на шахматную тему создал французский художник-академист Жан-Леон Жером, четыре раза побывавший в Египте и запечатлевший его повседневную жизнь не только в альбоме рисунков, но и на собственноручно сделанных фотографиях. Среди них глубиной содержания выделяется картина «Альмеи, играющие в шахматы» (1870), противопоставляющая альмею (как символ раскованности поведения) одетой в античное одеяние женщине, символизирующей строгость нравов. На самом деле художник не встречал альмей, которые имели достаточно высокий статус, избегали контакта с европейцами и вели замкнутый образ жизни. В образе альмеи на картинах художника предстают гавази, особая категория танцовщиц цыганского происхождения, относившаяся к низам общества. Картину «Арабы, играющие в шахматы» создал в 1847—1848 годах знаменитый Эжен Делакруа. Она навеяна воспоминаниями о поездке в Северную Африку пятнадцатилетней давности.
Не всегда, однако, искусствоведам представляется возможным установить, какая игра конкретно изображена на подобной картине. В частности, в отношении картины Жана-Леона Жерома «Арнауты, играющие в шахматы» существуют три версии: шашки (именно эта версия официально принята Собранием Уоллеса, в котором находится данная картина), шахматы (это наиболее распространённая версия в работах искусствоведов), аналог древней египетской игры Сенет. На картине индийского художника II половины XVIII века Неваши Лала, который находился под влиянием европейской живописи, «Придворные дамы, играющие в шахматы» персонажи играют в шатрандж, но с помощью комплекта изготовленных в Европе шахматных фигур. В этой работе переплетаются традиции местной и европейской живописи.
Для европейских художников подобные сцены давали возможность экспериментов с использованием живописной технологии (Делаваль использовал только китайские краски) и особенностями изображения человеческого тела (Делакруа ориентировался на приёмы персидской миниатюры).
Далеко не каждый европейский художник, создававший подобную картину, действительно был знаком с повседневной жизнью восточных стран на собственном опыте. Французский академист Анри-Пьер Пику никогда не бывал в Индии и наполнил свою картину «Игра в шахматы в Индии» фантастическими образами сказочного Востока.

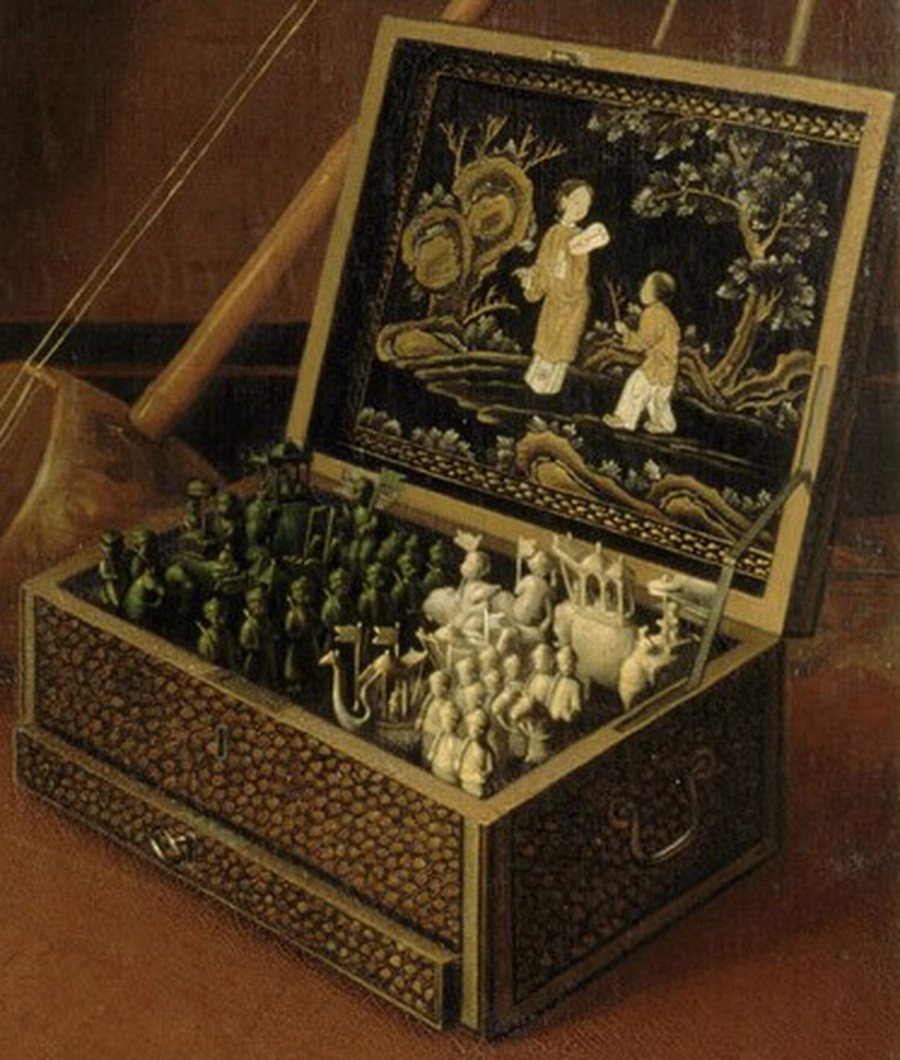
Пьер-Луи Делаваль. Изображение китайского комплекта шахматных фигур на картине Кан Гао, китаец из Кайенны, 1821
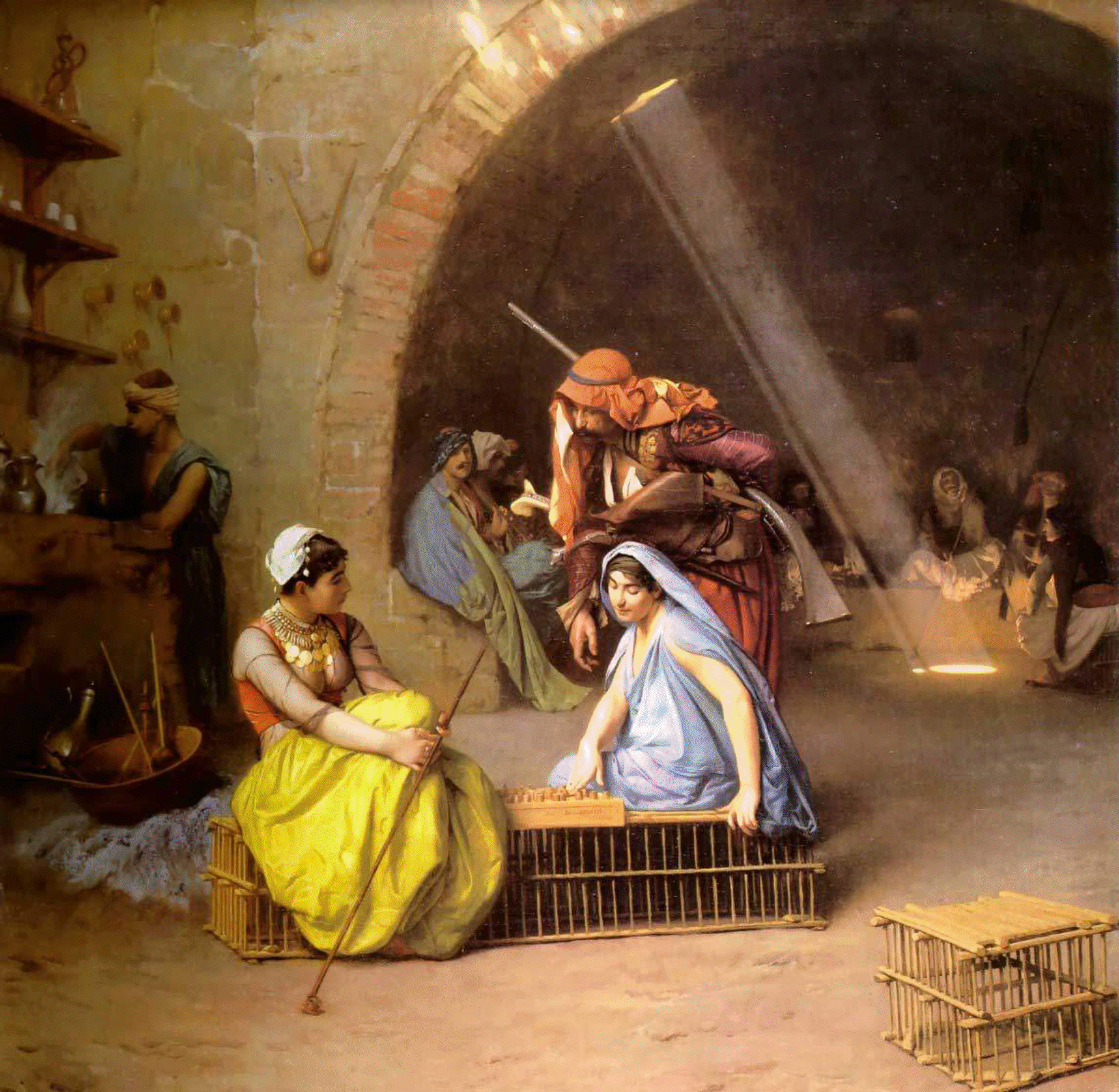
Жан-Леон Жером. Альмеи, играющие в шахматы, 1870
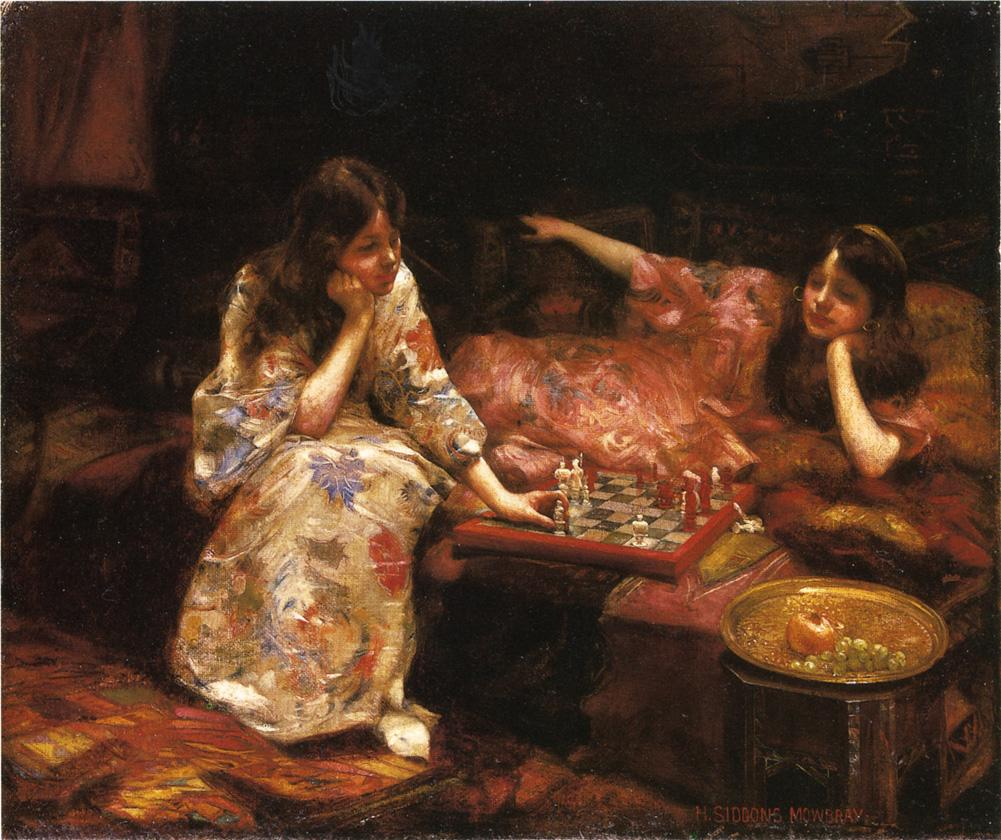
Генри Сиддонс Моубри. Игра в шахматы, 1890
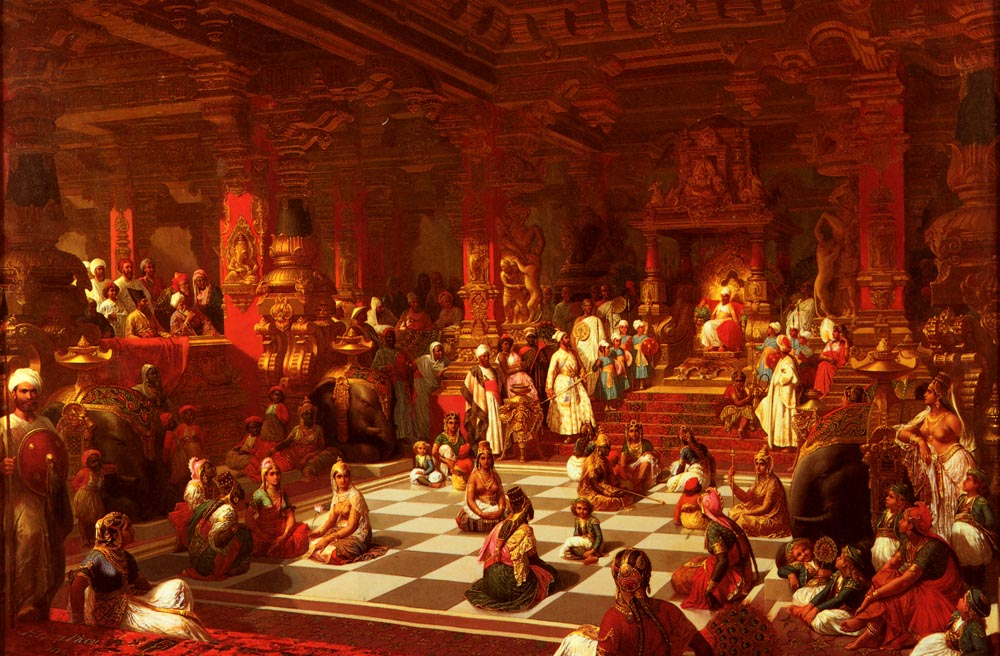
Анри-Пьер Пику. Игра в шахматы в Индии, 1876
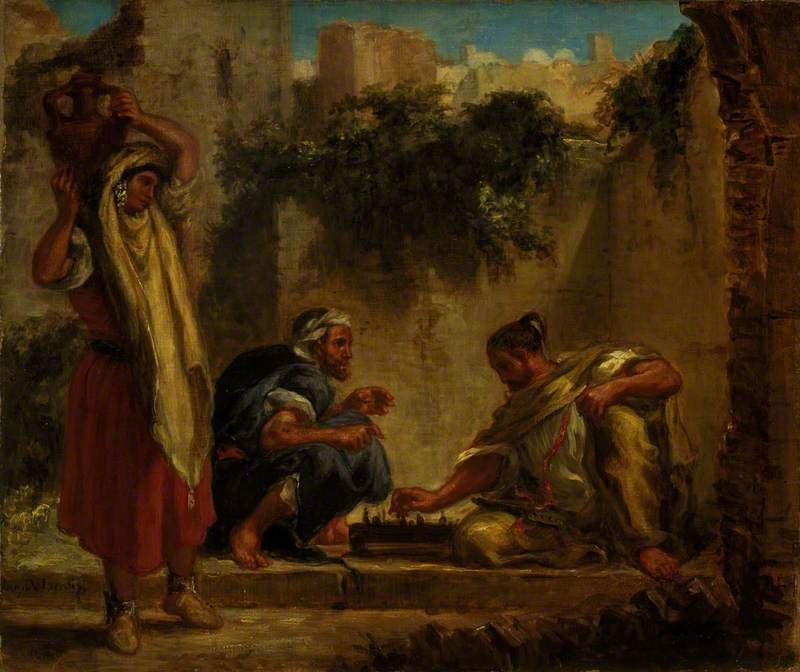
Эжен Делакруа. Арабы, играющие в шахматы, 1847—1848
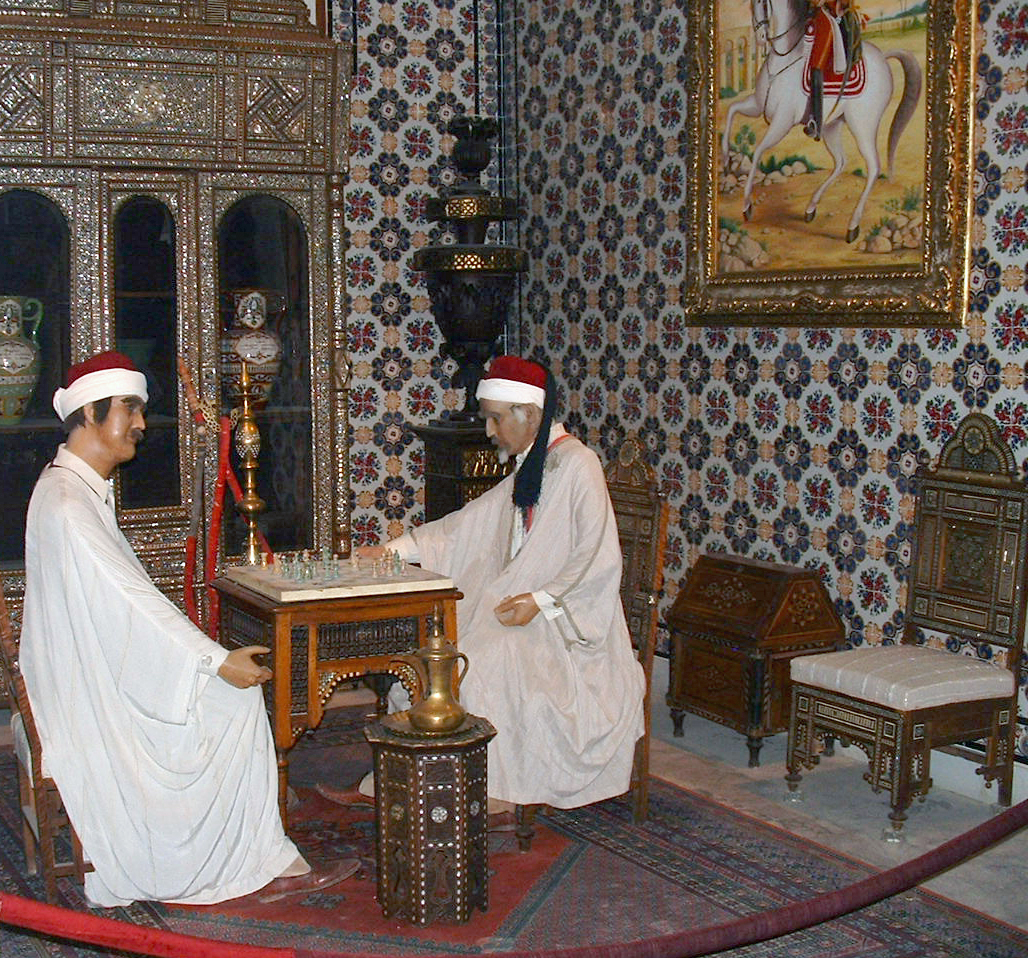
Реконструкция интерьера в доме богатого араба II половины XIX века в музее Dar Cherait в Таузаре (Тунис)

## Шахматы в живописи XX века
|   | a | b | c | d | e | f | g | h |   |
| - | --- | --- | --- | --- | --- | --- | --- | --- | - |
| 8 | d8 чёрный король · d7 чёрная пешка · c6 чёрная пешка · h6 чёрный слон · d4 чёрная пешка · c3 чёрный ферзь · d3 белая пешка · e3 чёрная пешка · f3 белая ладья · g3 белая пешка · b2 чёрный конь · c2 белая пешка · e2 белый ферзь · f1 белая ладья · g1 белый король | d8 чёрный король · d7 чёрная пешка · c6 чёрная пешка · h6 чёрный слон · d4 чёрная пешка · c3 чёрный ферзь · d3 белая пешка · e3 чёрная пешка · f3 белая ладья · g3 белая пешка · b2 чёрный конь · c2 белая пешка · e2 белый ферзь · f1 белая ладья · g1 белый король | d8 чёрный король · d7 чёрная пешка · c6 чёрная пешка · h6 чёрный слон · d4 чёрная пешка · c3 чёрный ферзь · d3 белая пешка · e3 чёрная пешка · f3 белая ладья · g3 белая пешка · b2 чёрный конь · c2 белая пешка · e2 белый ферзь · f1 белая ладья · g1 белый король | d8 чёрный король · d7 чёрная пешка · c6 чёрная пешка · h6 чёрный слон · d4 чёрная пешка · c3 чёрный ферзь · d3 белая пешка · e3 чёрная пешка · f3 белая ладья · g3 белая пешка · b2 чёрный конь · c2 белая пешка · e2 белый ферзь · f1 белая ладья · g1 белый король | d8 чёрный король · d7 чёрная пешка · c6 чёрная пешка · h6 чёрный слон · d4 чёрная пешка · c3 чёрный ферзь · d3 белая пешка · e3 чёрная пешка · f3 белая ладья · g3 белая пешка · b2 чёрный конь · c2 белая пешка · e2 белый ферзь · f1 белая ладья · g1 белый король | d8 чёрный король · d7 чёрная пешка · c6 чёрная пешка · h6 чёрный слон · d4 чёрная пешка · c3 чёрный ферзь · d3 белая пешка · e3 чёрная пешка · f3 белая ладья · g3 белая пешка · b2 чёрный конь · c2 белая пешка · e2 белый ферзь · f1 белая ладья · g1 белый король | d8 чёрный король · d7 чёрная пешка · c6 чёрная пешка · h6 чёрный слон · d4 чёрная пешка · c3 чёрный ферзь · d3 белая пешка · e3 чёрная пешка · f3 белая ладья · g3 белая пешка · b2 чёрный конь · c2 белая пешка · e2 белый ферзь · f1 белая ладья · g1 белый король | d8 чёрный король · d7 чёрная пешка · c6 чёрная пешка · h6 чёрный слон · d4 чёрная пешка · c3 чёрный ферзь · d3 белая пешка · e3 чёрная пешка · f3 белая ладья · g3 белая пешка · b2 чёрный конь · c2 белая пешка · e2 белый ферзь · f1 белая ладья · g1 белый король | 8 |
| 7 | d8 чёрный король · d7 чёрная пешка · c6 чёрная пешка · h6 чёрный слон · d4 чёрная пешка · c3 чёрный ферзь · d3 белая пешка · e3 чёрная пешка · f3 белая ладья · g3 белая пешка · b2 чёрный конь · c2 белая пешка · e2 белый ферзь · f1 белая ладья · g1 белый король | d8 чёрный король · d7 чёрная пешка · c6 чёрная пешка · h6 чёрный слон · d4 чёрная пешка · c3 чёрный ферзь · d3 белая пешка · e3 чёрная пешка · f3 белая ладья · g3 белая пешка · b2 чёрный конь · c2 белая пешка · e2 белый ферзь · f1 белая ладья · g1 белый король | d8 чёрный король · d7 чёрная пешка · c6 чёрная пешка · h6 чёрный слон · d4 чёрная пешка · c3 чёрный ферзь · d3 белая пешка · e3 чёрная пешка · f3 белая ладья · g3 белая пешка · b2 чёрный конь · c2 белая пешка · e2 белый ферзь · f1 белая ладья · g1 белый король | d8 чёрный король · d7 чёрная пешка · c6 чёрная пешка · h6 чёрный слон · d4 чёрная пешка · c3 чёрный ферзь · d3 белая пешка · e3 чёрная пешка · f3 белая ладья · g3 белая пешка · b2 чёрный конь · c2 белая пешка · e2 белый ферзь · f1 белая ладья · g1 белый король | d8 чёрный король · d7 чёрная пешка · c6 чёрная пешка · h6 чёрный слон · d4 чёрная пешка · c3 чёрный ферзь · d3 белая пешка · e3 чёрная пешка · f3 белая ладья · g3 белая пешка · b2 чёрный конь · c2 белая пешка · e2 белый ферзь · f1 белая ладья · g1 белый король | d8 чёрный король · d7 чёрная пешка · c6 чёрная пешка · h6 чёрный слон · d4 чёрная пешка · c3 чёрный ферзь · d3 белая пешка · e3 чёрная пешка · f3 белая ладья · g3 белая пешка · b2 чёрный конь · c2 белая пешка · e2 белый ферзь · f1 белая ладья · g1 белый король | d8 чёрный король · d7 чёрная пешка · c6 чёрная пешка · h6 чёрный слон · d4 чёрная пешка · c3 чёрный ферзь · d3 белая пешка · e3 чёрная пешка · f3 белая ладья · g3 белая пешка · b2 чёрный конь · c2 белая пешка · e2 белый ферзь · f1 белая ладья · g1 белый король | d8 чёрный король · d7 чёрная пешка · c6 чёрная пешка · h6 чёрный слон · d4 чёрная пешка · c3 чёрный ферзь · d3 белая пешка · e3 чёрная пешка · f3 белая ладья · g3 белая пешка · b2 чёрный конь · c2 белая пешка · e2 белый ферзь · f1 белая ладья · g1 белый король | 7 |
| 6 | d8 чёрный король · d7 чёрная пешка · c6 чёрная пешка · h6 чёрный слон · d4 чёрная пешка · c3 чёрный ферзь · d3 белая пешка · e3 чёрная пешка · f3 белая ладья · g3 белая пешка · b2 чёрный конь · c2 белая пешка · e2 белый ферзь · f1 белая ладья · g1 белый король | d8 чёрный король · d7 чёрная пешка · c6 чёрная пешка · h6 чёрный слон · d4 чёрная пешка · c3 чёрный ферзь · d3 белая пешка · e3 чёрная пешка · f3 белая ладья · g3 белая пешка · b2 чёрный конь · c2 белая пешка · e2 белый ферзь · f1 белая ладья · g1 белый король | d8 чёрный король · d7 чёрная пешка · c6 чёрная пешка · h6 чёрный слон · d4 чёрная пешка · c3 чёрный ферзь · d3 белая пешка · e3 чёрная пешка · f3 белая ладья · g3 белая пешка · b2 чёрный конь · c2 белая пешка · e2 белый ферзь · f1 белая ладья · g1 белый король | d8 чёрный король · d7 чёрная пешка · c6 чёрная пешка · h6 чёрный слон · d4 чёрная пешка · c3 чёрный ферзь · d3 белая пешка · e3 чёрная пешка · f3 белая ладья · g3 белая пешка · b2 чёрный конь · c2 белая пешка · e2 белый ферзь · f1 белая ладья · g1 белый король | d8 чёрный король · d7 чёрная пешка · c6 чёрная пешка · h6 чёрный слон · d4 чёрная пешка · c3 чёрный ферзь · d3 белая пешка · e3 чёрная пешка · f3 белая ладья · g3 белая пешка · b2 чёрный конь · c2 белая пешка · e2 белый ферзь · f1 белая ладья · g1 белый король | d8 чёрный король · d7 чёрная пешка · c6 чёрная пешка · h6 чёрный слон · d4 чёрная пешка · c3 чёрный ферзь · d3 белая пешка · e3 чёрная пешка · f3 белая ладья · g3 белая пешка · b2 чёрный конь · c2 белая пешка · e2 белый ферзь · f1 белая ладья · g1 белый король | d8 чёрный король · d7 чёрная пешка · c6 чёрная пешка · h6 чёрный слон · d4 чёрная пешка · c3 чёрный ферзь · d3 белая пешка · e3 чёрная пешка · f3 белая ладья · g3 белая пешка · b2 чёрный конь · c2 белая пешка · e2 белый ферзь · f1 белая ладья · g1 белый король | d8 чёрный король · d7 чёрная пешка · c6 чёрная пешка · h6 чёрный слон · d4 чёрная пешка · c3 чёрный ферзь · d3 белая пешка · e3 чёрная пешка · f3 белая ладья · g3 белая пешка · b2 чёрный конь · c2 белая пешка · e2 белый ферзь · f1 белая ладья · g1 белый король | 6 |
| 5 | d8 чёрный король · d7 чёрная пешка · c6 чёрная пешка · h6 чёрный слон · d4 чёрная пешка · c3 чёрный ферзь · d3 белая пешка · e3 чёрная пешка · f3 белая ладья · g3 белая пешка · b2 чёрный конь · c2 белая пешка · e2 белый ферзь · f1 белая ладья · g1 белый король | d8 чёрный король · d7 чёрная пешка · c6 чёрная пешка · h6 чёрный слон · d4 чёрная пешка · c3 чёрный ферзь · d3 белая пешка · e3 чёрная пешка · f3 белая ладья · g3 белая пешка · b2 чёрный конь · c2 белая пешка · e2 белый ферзь · f1 белая ладья · g1 белый король | d8 чёрный король · d7 чёрная пешка · c6 чёрная пешка · h6 чёрный слон · d4 чёрная пешка · c3 чёрный ферзь · d3 белая пешка · e3 чёрная пешка · f3 белая ладья · g3 белая пешка · b2 чёрный конь · c2 белая пешка · e2 белый ферзь · f1 белая ладья · g1 белый король | d8 чёрный король · d7 чёрная пешка · c6 чёрная пешка · h6 чёрный слон · d4 чёрная пешка · c3 чёрный ферзь · d3 белая пешка · e3 чёрная пешка · f3 белая ладья · g3 белая пешка · b2 чёрный конь · c2 белая пешка · e2 белый ферзь · f1 белая ладья · g1 белый король | d8 чёрный король · d7 чёрная пешка · c6 чёрная пешка · h6 чёрный слон · d4 чёрная пешка · c3 чёрный ферзь · d3 белая пешка · e3 чёрная пешка · f3 белая ладья · g3 белая пешка · b2 чёрный конь · c2 белая пешка · e2 белый ферзь · f1 белая ладья · g1 белый король | d8 чёрный король · d7 чёрная пешка · c6 чёрная пешка · h6 чёрный слон · d4 чёрная пешка · c3 чёрный ферзь · d3 белая пешка · e3 чёрная пешка · f3 белая ладья · g3 белая пешка · b2 чёрный конь · c2 белая пешка · e2 белый ферзь · f1 белая ладья · g1 белый король | d8 чёрный король · d7 чёрная пешка · c6 чёрная пешка · h6 чёрный слон · d4 чёрная пешка · c3 чёрный ферзь · d3 белая пешка · e3 чёрная пешка · f3 белая ладья · g3 белая пешка · b2 чёрный конь · c2 белая пешка · e2 белый ферзь · f1 белая ладья · g1 белый король | d8 чёрный король · d7 чёрная пешка · c6 чёрная пешка · h6 чёрный слон · d4 чёрная пешка · c3 чёрный ферзь · d3 белая пешка · e3 чёрная пешка · f3 белая ладья · g3 белая пешка · b2 чёрный конь · c2 белая пешка · e2 белый ферзь · f1 белая ладья · g1 белый король | 5 |
| 4 | d8 чёрный король · d7 чёрная пешка · c6 чёрная пешка · h6 чёрный слон · d4 чёрная пешка · c3 чёрный ферзь · d3 белая пешка · e3 чёрная пешка · f3 белая ладья · g3 белая пешка · b2 чёрный конь · c2 белая пешка · e2 белый ферзь · f1 белая ладья · g1 белый король | d8 чёрный король · d7 чёрная пешка · c6 чёрная пешка · h6 чёрный слон · d4 чёрная пешка · c3 чёрный ферзь · d3 белая пешка · e3 чёрная пешка · f3 белая ладья · g3 белая пешка · b2 чёрный конь · c2 белая пешка · e2 белый ферзь · f1 белая ладья · g1 белый король | d8 чёрный король · d7 чёрная пешка · c6 чёрная пешка · h6 чёрный слон · d4 чёрная пешка · c3 чёрный ферзь · d3 белая пешка · e3 чёрная пешка · f3 белая ладья · g3 белая пешка · b2 чёрный конь · c2 белая пешка · e2 белый ферзь · f1 белая ладья · g1 белый король | d8 чёрный король · d7 чёрная пешка · c6 чёрная пешка · h6 чёрный слон · d4 чёрная пешка · c3 чёрный ферзь · d3 белая пешка · e3 чёрная пешка · f3 белая ладья · g3 белая пешка · b2 чёрный конь · c2 белая пешка · e2 белый ферзь · f1 белая ладья · g1 белый король | d8 чёрный король · d7 чёрная пешка · c6 чёрная пешка · h6 чёрный слон · d4 чёрная пешка · c3 чёрный ферзь · d3 белая пешка · e3 чёрная пешка · f3 белая ладья · g3 белая пешка · b2 чёрный конь · c2 белая пешка · e2 белый ферзь · f1 белая ладья · g1 белый король | d8 чёрный король · d7 чёрная пешка · c6 чёрная пешка · h6 чёрный слон · d4 чёрная пешка · c3 чёрный ферзь · d3 белая пешка · e3 чёрная пешка · f3 белая ладья · g3 белая пешка · b2 чёрный конь · c2 белая пешка · e2 белый ферзь · f1 белая ладья · g1 белый король | d8 чёрный король · d7 чёрная пешка · c6 чёрная пешка · h6 чёрный слон · d4 чёрная пешка · c3 чёрный ферзь · d3 белая пешка · e3 чёрная пешка · f3 белая ладья · g3 белая пешка · b2 чёрный конь · c2 белая пешка · e2 белый ферзь · f1 белая ладья · g1 белый король | d8 чёрный король · d7 чёрная пешка · c6 чёрная пешка · h6 чёрный слон · d4 чёрная пешка · c3 чёрный ферзь · d3 белая пешка · e3 чёрная пешка · f3 белая ладья · g3 белая пешка · b2 чёрный конь · c2 белая пешка · e2 белый ферзь · f1 белая ладья · g1 белый король | 4 |
| 3 | d8 чёрный король · d7 чёрная пешка · c6 чёрная пешка · h6 чёрный слон · d4 чёрная пешка · c3 чёрный ферзь · d3 белая пешка · e3 чёрная пешка · f3 белая ладья · g3 белая пешка · b2 чёрный конь · c2 белая пешка · e2 белый ферзь · f1 белая ладья · g1 белый король | d8 чёрный король · d7 чёрная пешка · c6 чёрная пешка · h6 чёрный слон · d4 чёрная пешка · c3 чёрный ферзь · d3 белая пешка · e3 чёрная пешка · f3 белая ладья · g3 белая пешка · b2 чёрный конь · c2 белая пешка · e2 белый ферзь · f1 белая ладья · g1 белый король | d8 чёрный король · d7 чёрная пешка · c6 чёрная пешка · h6 чёрный слон · d4 чёрная пешка · c3 чёрный ферзь · d3 белая пешка · e3 чёрная пешка · f3 белая ладья · g3 белая пешка · b2 чёрный конь · c2 белая пешка · e2 белый ферзь · f1 белая ладья · g1 белый король | d8 чёрный король · d7 чёрная пешка · c6 чёрная пешка · h6 чёрный слон · d4 чёрная пешка · c3 чёрный ферзь · d3 белая пешка · e3 чёрная пешка · f3 белая ладья · g3 белая пешка · b2 чёрный конь · c2 белая пешка · e2 белый ферзь · f1 белая ладья · g1 белый король | d8 чёрный король · d7 чёрная пешка · c6 чёрная пешка · h6 чёрный слон · d4 чёрная пешка · c3 чёрный ферзь · d3 белая пешка · e3 чёрная пешка · f3 белая ладья · g3 белая пешка · b2 чёрный конь · c2 белая пешка · e2 белый ферзь · f1 белая ладья · g1 белый король | d8 чёрный король · d7 чёрная пешка · c6 чёрная пешка · h6 чёрный слон · d4 чёрная пешка · c3 чёрный ферзь · d3 белая пешка · e3 чёрная пешка · f3 белая ладья · g3 белая пешка · b2 чёрный конь · c2 белая пешка · e2 белый ферзь · f1 белая ладья · g1 белый король | d8 чёрный король · d7 чёрная пешка · c6 чёрная пешка · h6 чёрный слон · d4 чёрная пешка · c3 чёрный ферзь · d3 белая пешка · e3 чёрная пешка · f3 белая ладья · g3 белая пешка · b2 чёрный конь · c2 белая пешка · e2 белый ферзь · f1 белая ладья · g1 белый король | d8 чёрный король · d7 чёрная пешка · c6 чёрная пешка · h6 чёрный слон · d4 чёрная пешка · c3 чёрный ферзь · d3 белая пешка · e3 чёрная пешка · f3 белая ладья · g3 белая пешка · b2 чёрный конь · c2 белая пешка · e2 белый ферзь · f1 белая ладья · g1 белый король | 3 |
| 2 | d8 чёрный король · d7 чёрная пешка · c6 чёрная пешка · h6 чёрный слон · d4 чёрная пешка · c3 чёрный ферзь · d3 белая пешка · e3 чёрная пешка · f3 белая ладья · g3 белая пешка · b2 чёрный конь · c2 белая пешка · e2 белый ферзь · f1 белая ладья · g1 белый король | d8 чёрный король · d7 чёрная пешка · c6 чёрная пешка · h6 чёрный слон · d4 чёрная пешка · c3 чёрный ферзь · d3 белая пешка · e3 чёрная пешка · f3 белая ладья · g3 белая пешка · b2 чёрный конь · c2 белая пешка · e2 белый ферзь · f1 белая ладья · g1 белый король | d8 чёрный король · d7 чёрная пешка · c6 чёрная пешка · h6 чёрный слон · d4 чёрная пешка · c3 чёрный ферзь · d3 белая пешка · e3 чёрная пешка · f3 белая ладья · g3 белая пешка · b2 чёрный конь · c2 белая пешка · e2 белый ферзь · f1 белая ладья · g1 белый король | d8 чёрный король · d7 чёрная пешка · c6 чёрная пешка · h6 чёрный слон · d4 чёрная пешка · c3 чёрный ферзь · d3 белая пешка · e3 чёрная пешка · f3 белая ладья · g3 белая пешка · b2 чёрный конь · c2 белая пешка · e2 белый ферзь · f1 белая ладья · g1 белый король | d8 чёрный король · d7 чёрная пешка · c6 чёрная пешка · h6 чёрный слон · d4 чёрная пешка · c3 чёрный ферзь · d3 белая пешка · e3 чёрная пешка · f3 белая ладья · g3 белая пешка · b2 чёрный конь · c2 белая пешка · e2 белый ферзь · f1 белая ладья · g1 белый король | d8 чёрный король · d7 чёрная пешка · c6 чёрная пешка · h6 чёрный слон · d4 чёрная пешка · c3 чёрный ферзь · d3 белая пешка · e3 чёрная пешка · f3 белая ладья · g3 белая пешка · b2 чёрный конь · c2 белая пешка · e2 белый ферзь · f1 белая ладья · g1 белый король | d8 чёрный король · d7 чёрная пешка · c6 чёрная пешка · h6 чёрный слон · d4 чёрная пешка · c3 чёрный ферзь · d3 белая пешка · e3 чёрная пешка · f3 белая ладья · g3 белая пешка · b2 чёрный конь · c2 белая пешка · e2 белый ферзь · f1 белая ладья · g1 белый король | d8 чёрный король · d7 чёрная пешка · c6 чёрная пешка · h6 чёрный слон · d4 чёрная пешка · c3 чёрный ферзь · d3 белая пешка · e3 чёрная пешка · f3 белая ладья · g3 белая пешка · b2 чёрный конь · c2 белая пешка · e2 белый ферзь · f1 белая ладья · g1 белый король | 2 |
| 1 | d8 чёрный король · d7 чёрная пешка · c6 чёрная пешка · h6 чёрный слон · d4 чёрная пешка · c3 чёрный ферзь · d3 белая пешка · e3 чёрная пешка · f3 белая ладья · g3 белая пешка · b2 чёрный конь · c2 белая пешка · e2 белый ферзь · f1 белая ладья · g1 белый король | d8 чёрный король · d7 чёрная пешка · c6 чёрная пешка · h6 чёрный слон · d4 чёрная пешка · c3 чёрный ферзь · d3 белая пешка · e3 чёрная пешка · f3 белая ладья · g3 белая пешка · b2 чёрный конь · c2 белая пешка · e2 белый ферзь · f1 белая ладья · g1 белый король | d8 чёрный король · d7 чёрная пешка · c6 чёрная пешка · h6 чёрный слон · d4 чёрная пешка · c3 чёрный ферзь · d3 белая пешка · e3 чёрная пешка · f3 белая ладья · g3 белая пешка · b2 чёрный конь · c2 белая пешка · e2 белый ферзь · f1 белая ладья · g1 белый король | d8 чёрный король · d7 чёрная пешка · c6 чёрная пешка · h6 чёрный слон · d4 чёрная пешка · c3 чёрный ферзь · d3 белая пешка · e3 чёрная пешка · f3 белая ладья · g3 белая пешка · b2 чёрный конь · c2 белая пешка · e2 белый ферзь · f1 белая ладья · g1 белый король | d8 чёрный король · d7 чёрная пешка · c6 чёрная пешка · h6 чёрный слон · d4 чёрная пешка · c3 чёрный ферзь · d3 белая пешка · e3 чёрная пешка · f3 белая ладья · g3 белая пешка · b2 чёрный конь · c2 белая пешка · e2 белый ферзь · f1 белая ладья · g1 белый король | d8 чёрный король · d7 чёрная пешка · c6 чёрная пешка · h6 чёрный слон · d4 чёрная пешка · c3 чёрный ферзь · d3 белая пешка · e3 чёрная пешка · f3 белая ладья · g3 белая пешка · b2 чёрный конь · c2 белая пешка · e2 белый ферзь · f1 белая ладья · g1 белый король | d8 чёрный король · d7 чёрная пешка · c6 чёрная пешка · h6 чёрный слон · d4 чёрная пешка · c3 чёрный ферзь · d3 белая пешка · e3 чёрная пешка · f3 белая ладья · g3 белая пешка · b2 чёрный конь · c2 белая пешка · e2 белый ферзь · f1 белая ладья · g1 белый король | d8 чёрный король · d7 чёрная пешка · c6 чёрная пешка · h6 чёрный слон · d4 чёрная пешка · c3 чёрный ферзь · d3 белая пешка · e3 чёрная пешка · f3 белая ладья · g3 белая пешка · b2 чёрный конь · c2 белая пешка · e2 белый ферзь · f1 белая ладья · g1 белый король | 1 |
|   | a | b | c | d | e | f | g | h |   |

Резко увеличивается количество изображений шахмат в XX веке. Связано это с ростом популярности самой игры и активным проведением международных соревнований, а также широким освещением их проведения в периодической печати. Появляются портреты известных шахматистов. Шахматист изображён на картине «Сам с собою, или Игра в шахматы» художника-передвижника Григория Мясоедова (1907), хранящейся в коллекции Музея шахмат в Москве. Искусствоведы предполагают, что это портрет реального шахматного мастера — А. Д. Петрова (1799—1867) или С. С. Урусова (1827—1897).
Скандальную известность получил офорт австрийской художницы еврейского происхождения Эммы Лёвенштамм «Игра в шахматы: Ленин с Гитлером — Вена 1909» (англ. «A Chess Game: Lenin with Hitler — Vienna 1909»), искусствоведы, историки и шахматисты не сумели определиться с ответами на вопросы, кто изображён на офорте, когда и почему он был создан.
Французский художник Жан Метценже во время Первой мировой войны был призван в армию; находясь на фронте, он создал картину «Солдат, играющий в шахматы» в стиле кубизма.
Вновь после длительного перерыва появляются натюрморты, изображающие шахматную доску или фигуры. Часто подобные изображения становятся основой для живописных экспериментов с формой и цветом изображения. Среди подобных композиций работа Хуана Гриса 1917 года. «Одалиски» постимпрессиониста Анри Матисса — картина, созданная художником в 1928 году, — одно из наиболее ярких произведений французского фовизма.
Большое место занимали шахматы в творчестве Марселя Дюшана, который сам хорошо играл в шахматы. Звание мастера он выполнил на Третьем чемпионате Франции по шахматам в 1923 году, набрав 4 очка из 8. Выступал за французскую команду на международных шахматных олимпиадах 1928—1933 годов. Художник вёл шахматную колонку в газете и был составителем шахматных задач.
Аллегорические композиции с шахматными фигурами создавал американский художник польско-еврейского происхождения Самюэль Бак. Американский художник Джон Сингер Сарджент посвятил шахматам несколько своих картин. Сарджент был заядлым шахматистом, часто играл во время своих творческих поездок. Наиболее известны две его картины 1907 года «Игра в шахматы» и «Сладкое безделье».
Среди художников, изображавших шахматные мотивы: Пауль Клее, Жорж Брак, Василий Кандинский, Сальвадор Дали, Виктор Вазарели, Рене Магрит, Макс Оппенгеймер… Проявил интерес к шахматам и один из наиболее удачливых и талантливых фальсификаторов средневекового изобразительного искусства, живший в конце XIX и начале XX веков и известный как «Испанский фальсификатор», хотя, по мнению искусствоведов, он жил в Северной или Центральной Европе. Одна из картин Испанского фальсификатора, изображающая шахматистов показывает, что фальсификатор не умел играть в шахматы или слабо разбирался в них. Позиция на шахматной доске на этой его картине ошибочна, а в его источнике (в пятитомнике Лакруа) она изображена правильно.
В XX веке государство начинает уделять значительное внимание шахматам как средству развития умственных способностей детей. Шахматы как учебная дисциплина внедряются в общеобразовательные школы США, Канады, Китая, Испании, Перу, Бразилии, Франции (а в настоящее время: в Молдове, Азербайджане и Узбекистане), в СССР и России действуют специализированные шахматные школы. Высоко оценивали интеллектуальный потенциал шахмат и крупные педагоги. Значительно количество картин, которые в это время изображают детей, играющих в шахматы. Подчёркиваются обычно два аспекта — 1) свобода и внутренняя раскованность ребёнка, 2) сила его интеллекта и богатство его фантазии. К наиболее известным подобным картинам относятся: «Шахматный матч» (1902) Карла Пробста (1854—1924), «Девочка с куклой» Александра Деметриуса Гольца (1900) и особенно «Шахматистки» (1929) Джона Лавери (1856—1941). Также эта сцена изображена на большой картине Джона Лавери «Семья барона Роберта де Вальдена» в нижнем левом углу. Позиция, изображённая на доске, здесь другая.
Необычную трактовку проблемы предложил известный испанский писатель. В центре романа Артуро Переса-Реверте «Фламандская доска» убийство, ключ к которому скрыт на фламандской картине XV века некоего художника Питера ван Гюйса. При реставрации, на этой картине, изображающей играющих в шахматы персонажей, обнаруживается скрытая надпись. Анализируя шахматную позицию, изображённую на картине, герои пытаются раскрыть убийство, совершённое в XV веке.

### Ленин и шахматы в живописи
Известно большое количество картин, изображающих увлечение Ленина шахматами. Часто изображался Ленин играющим с детьми или обучающим их шахматам. Иногда изображения повествуют о детских годах Ленина. Сталин в качестве шахматиста предстаёт неоднократно на политических карикатурах 1940—1949 годов. Противниками его выступают на разных изображениях Франклин Делано Рузвельт, Адольф Гитлер.

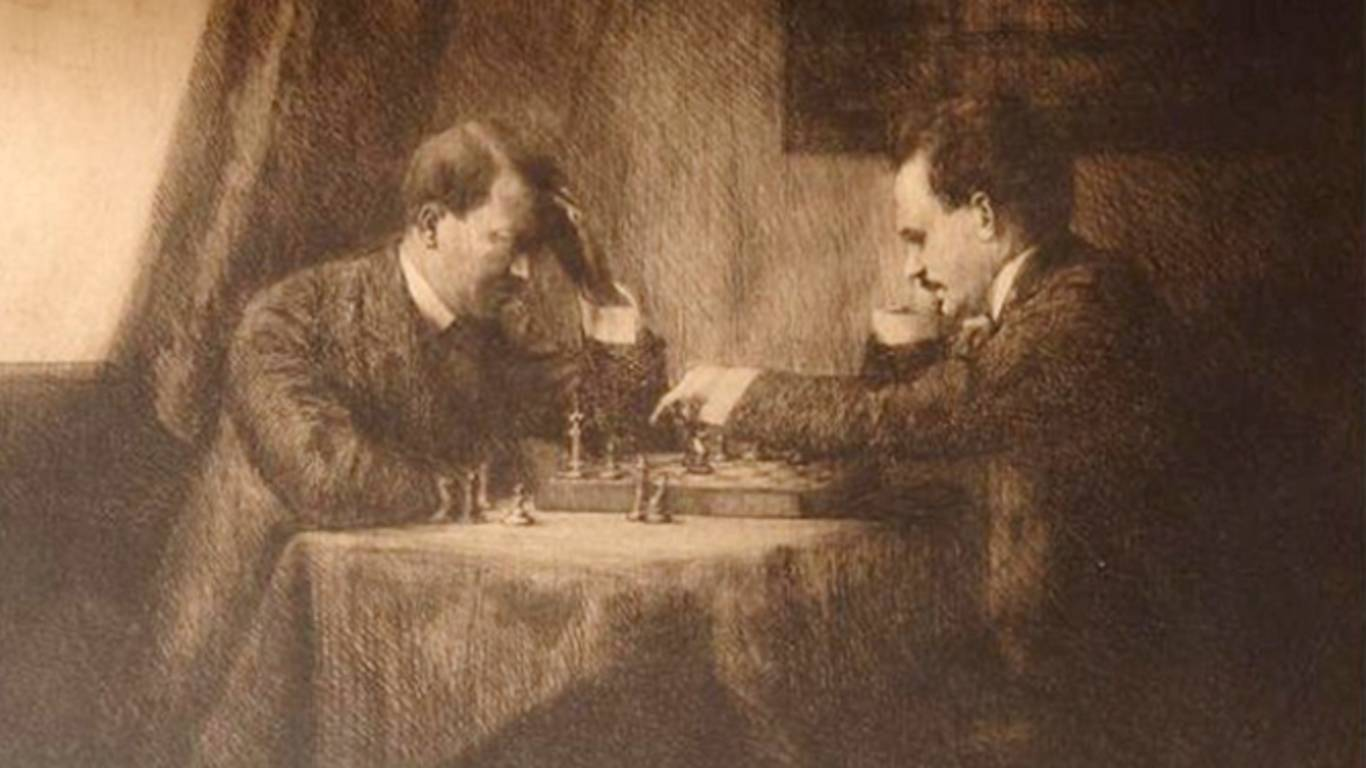
Эмма Лёвенштамм. Игра в шахматы: Ленин с Гитлером — Вена 1909
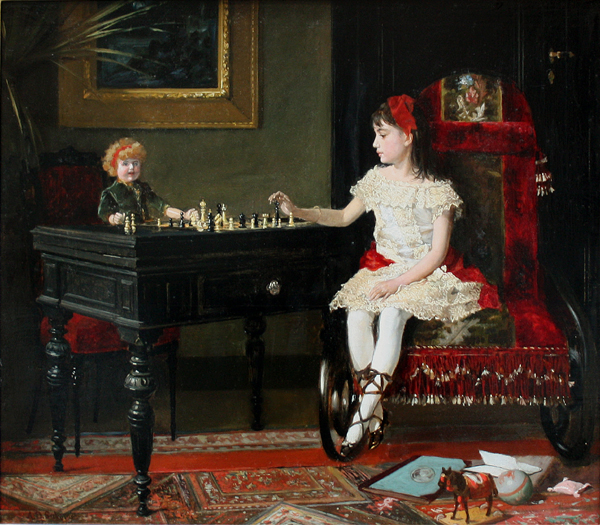
Александр Деметриус Гольц. Девочка с куклой, 1900
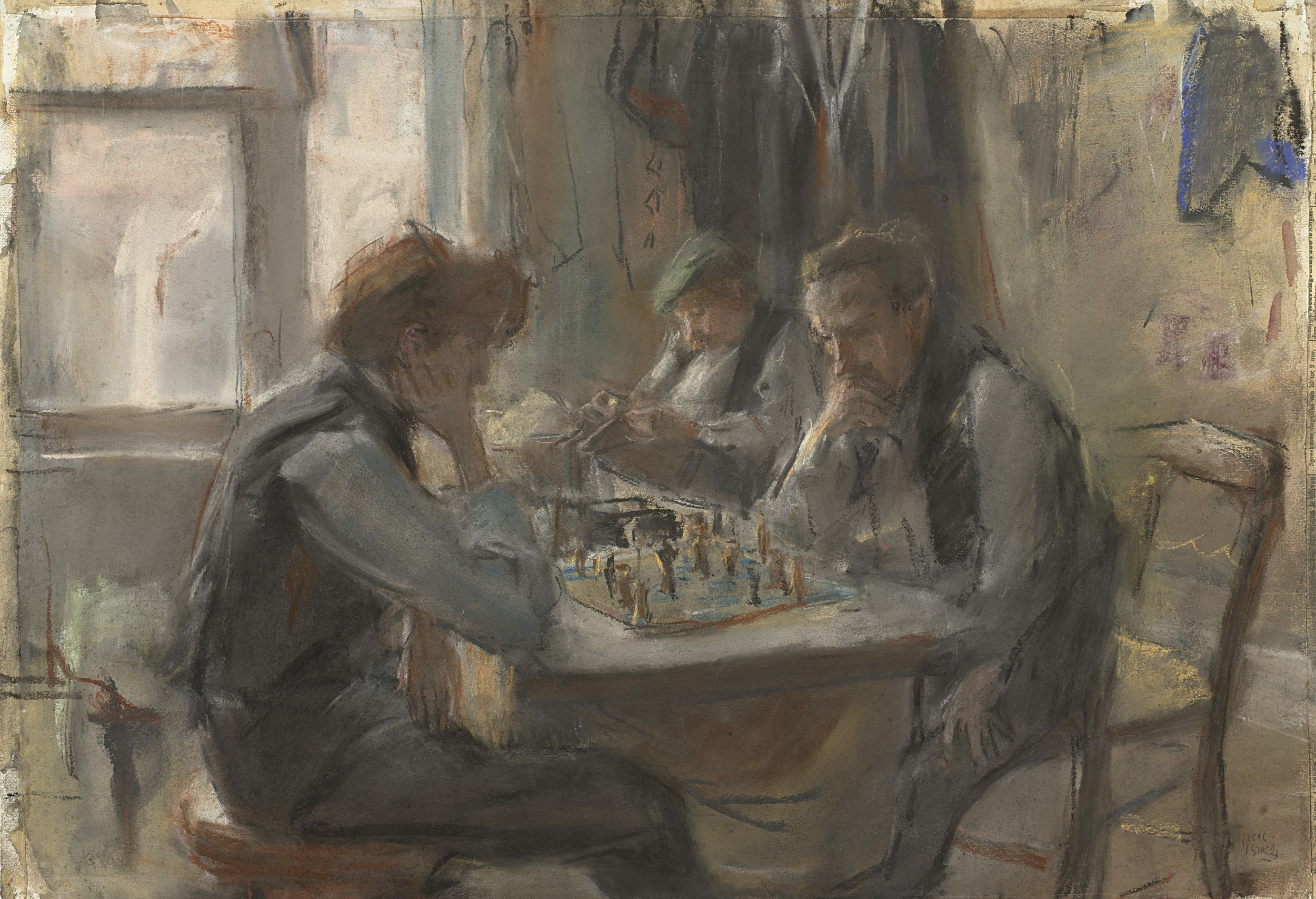
Исаак Исраэльс[англ.]. Шахматисты, между 1875 и 1922
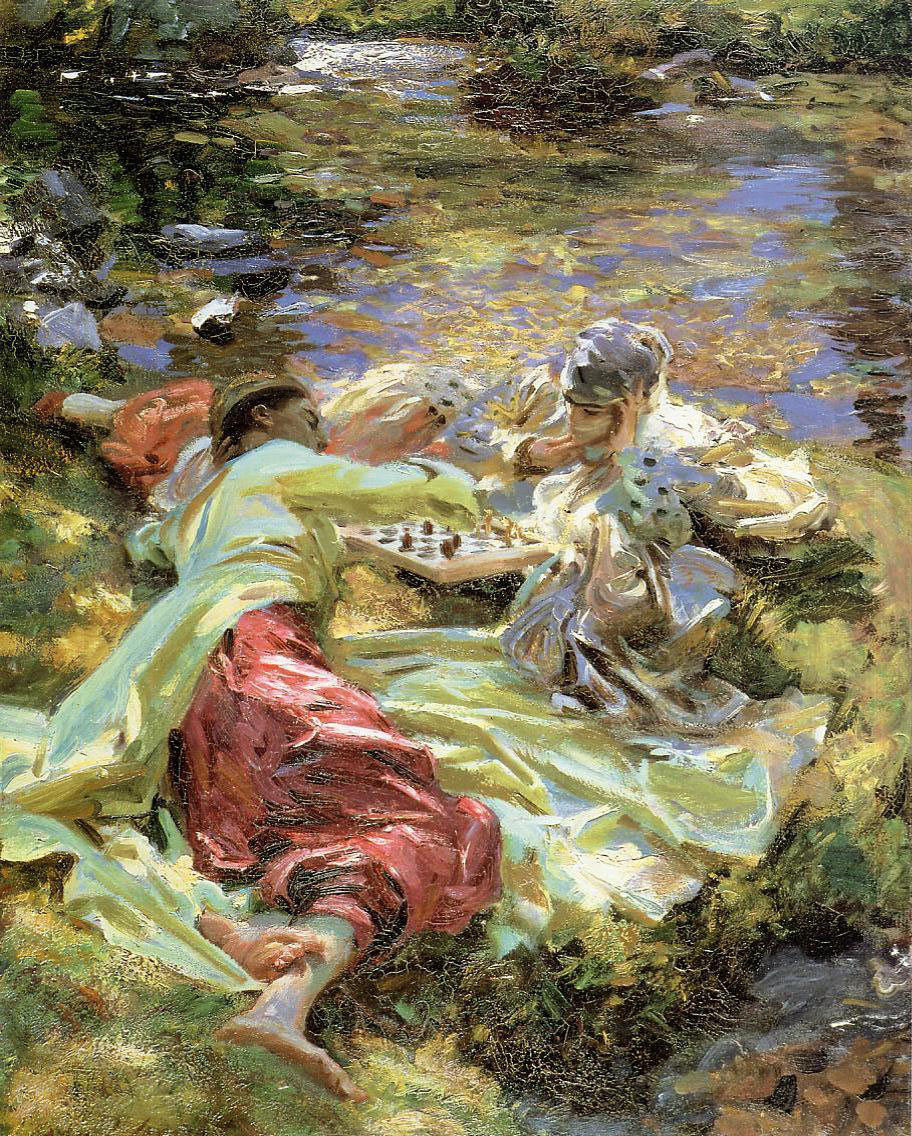
Джон Сингер Сарджент. Игра в шахматы, 1907
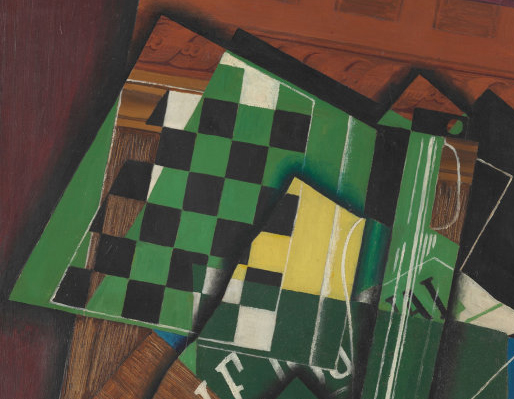
Хуан Грис. Игра в шахматы, 1917
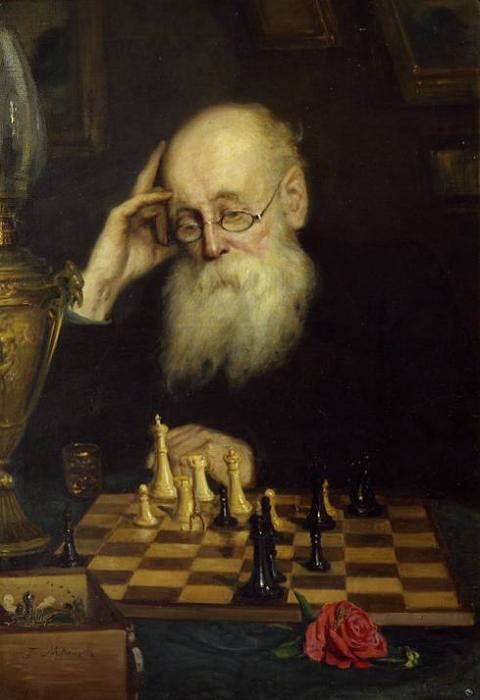
Григорий Мясоедов. Сам с собою, или Игра в шахматы, 1907